# Ste-Trinité (Anzy-le-Duc)
Die ehemalige Prioratskirche Sainte-Trinité ist heute die Pfarrkirche der französischen Gemeinde Anzy-le-Duc im Département Saône-et-Loire, in der Landschaft des Brionnais, etwa 16 Kilometer südlich von Paray-le-Monial und vier Kilometer östlich der Loire. Sie ist der Trinität geweiht sowie dem heiligen Kreuz und der Gottesmutter gewidmet. Der Kirchenbau wurde bereits im Jahre 1851 als Monument historique unter Schutz gestellt.
Die romanische Kirche ist eine Basilika, aus einem dreischiffigen und fünfjochigen Langhaus, einem deutlich vortretenden Querhaus mit ausgeschiedener Vierung, einem Staffelchor mit fünf Apsiden und einem oktogonalen Vierungsglockenturm mit drei freien Geschossen. Sie grenzt an das  mauerumwehrte Gelände des ehemaligen Priorats, von dem noch Gebäudereste erhalten sind. Das Kirchengebäude wurde wahrscheinlich zwischen 1090 und 1130 errichtet, hingegen stammt die Krypta aus dem frühen 11. Jahrhundert. Von besonderer künstlerischer Bedeutung sind der figürliche Kapitellzyklus im Langhaus, die Skulpturen des Hauptportals und ganz besonders die des südlichen Portals innerhalb der Klostereinfriedung.

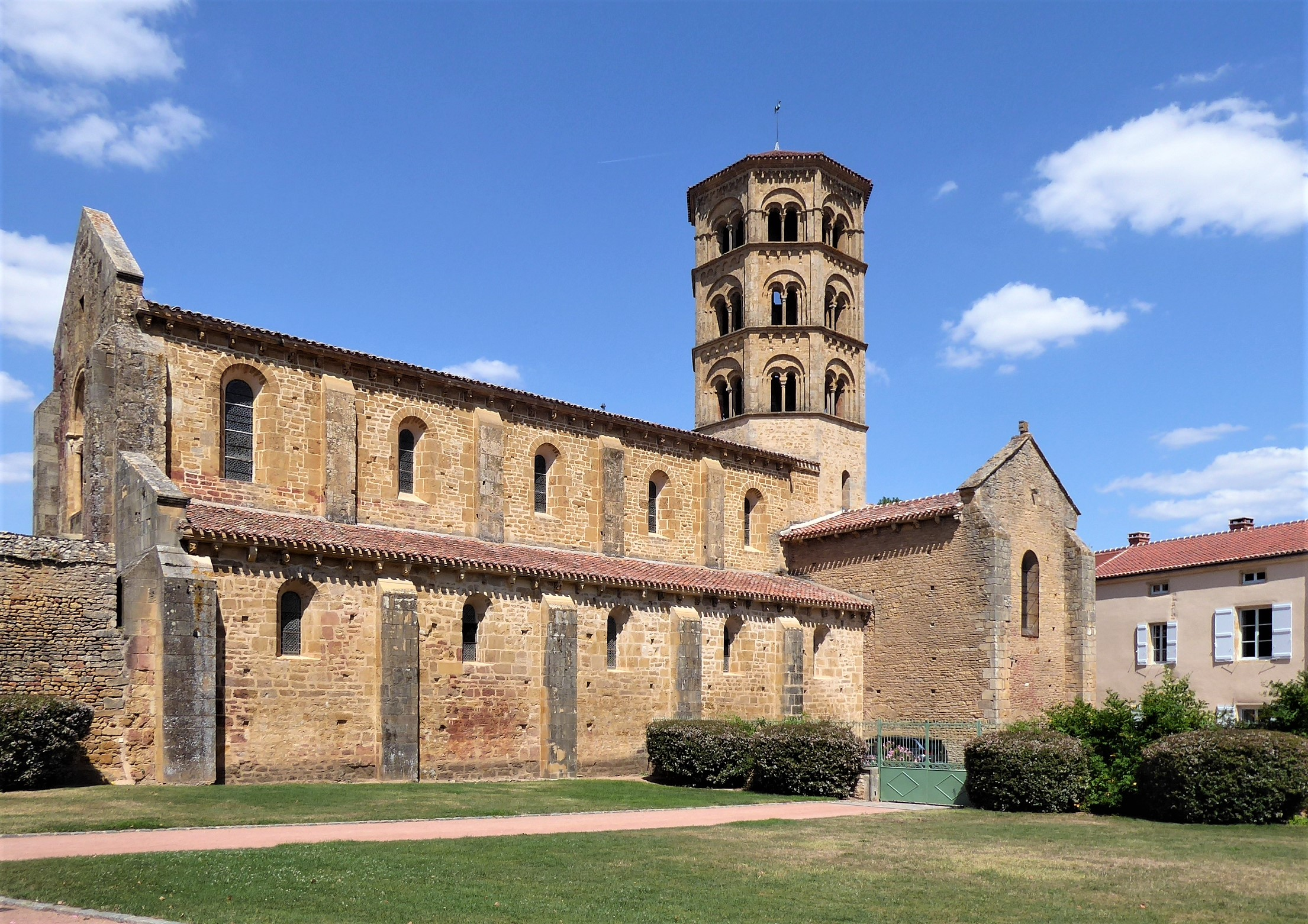
Ste-Trinité d'Anzy-le-Duc, von Südwesten

## Geschichte
Die Ursprünge der Kirche reichen bis in spätkarolingische Zeit zurück. So erfolgte bereits 847 die Gründung eines Priorats, das von der längst aufgegebenen Abtei Saint-Martin d’Autun abhängig war. Der erste Abt war der heilige Hugo von Poitiers († 930), ein Freund von Berno, dem ersten Abt von Cluny.
Die Krypta stammt aus der Zeit um 1000 bis 1030 und trug vermutlich ein wesentlich kleineres  Kirchenbauwerk mit Staffelchor, dem Vorgänger der heutigen Kirche. In ihr wurden die Reliquien des heiligen Hugo aufbewahrt, zu denen  sich  im 11. Jh. eine Wallfahrt entwickelte, die in der 2. Jahrhunderthälfte einen Kirchenneubau erforderlich machte. Dieser ist vermutlich zwischen 1090 und 1130 errichtet worden, wobei das Langhaus jünger als das Querhaus ist, wie man am Unterschied des Mauerwerks deutlich erkennen kann.

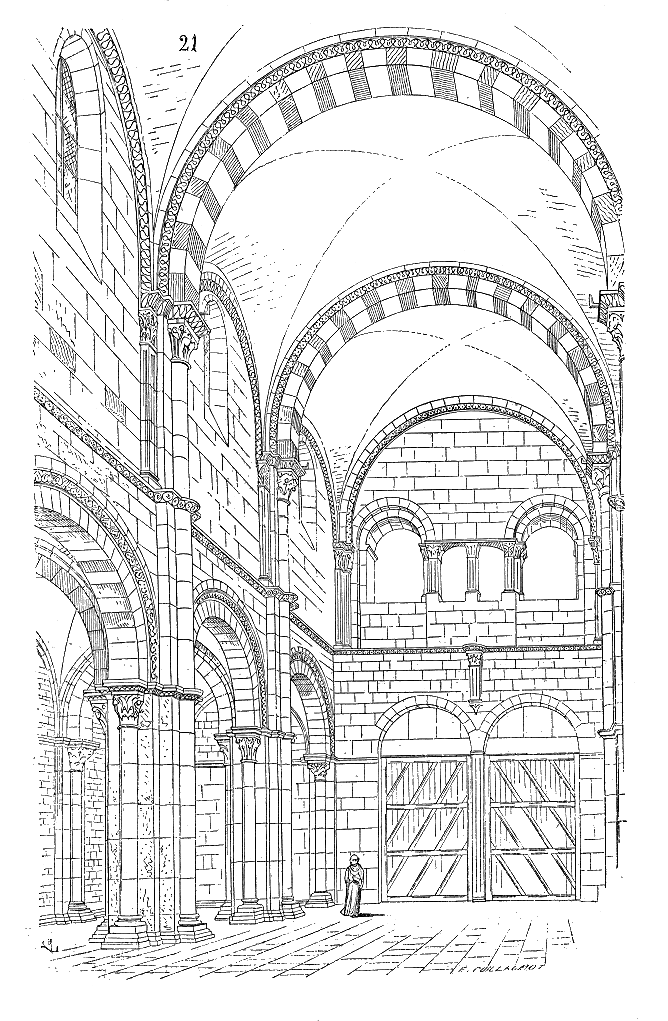
Vézelay, Schiff, Wandaufbau nach Viollet-Le-Duc, 1856

Der Staffelchor über einer gleichgestalteten Krypta ist direkt vergleichbar mit dem der nur etwa 25 Kilometer entfernten  Kirche der Abtei Saint-Fortunat de Charlieu aus dem 11. Jahrhundert, was eine gemeinsame Planung nahelegt. Die dreischiffige Anlage mit vortretendem Querhaus und fünfteiligem Staffelchor ist ebenso von ihrer Mutterkirche von Autun übernommen worden, die sich an dem Vorbild der 1088 zerstörten  Abteikirche Cluny II orientiert. Zuletzt wurde der oktogonale Vierungsturm errichtet, angeregt durch die Kirche Cluny III, wie er bei vielen Wallfahrtskirchen des Jakobswegs anzutreffen ist.
Ste-Trinité ist auch ein Dokument  für die Wölbungsversuche der burgundischen Baumeister im 11. Jahrhundert. Das Problem breiter Wölbungen des Hauptschiffs, an dem zuvor die Baumeister der nördlich gelegenen Kirche Saint-Philibert (Tournus) noch gescheitert waren, wurde hier durch den Verzicht auf ein Tonnengewölbe gelöst. Stattdessen ist das Mittelschiff  wie bei den Seitenschiffen  gratgewölbt, was auch höhere Fenster ermöglichte.
Auffällig sind auch die Ähnlichkeiten zu der – allerdings deutlich größeren – Wallfahrtskirche Ste-Marie-Madeleine von Vézelay, die von 1120 bis 1140 erbaut wurde. Das einheitlich wirkende Langhaus von Ste-Trinité lässt sich durchaus als eine verkleinerte Version von Ste-Marie-Madelaine bezeichnen.
Das Hauptportal ist zwei unterschiedlichen Zeiten zuzuordnen. Das Tympanon und der Architrav zeigen einen flächigen Stil, wie er etwa für 1100 charakteristisch ist. Die beiden Archivolten dagegen sind mit ihrer deutlichen Plastizität später, etwa um 1130 zu datieren.
Die Skulptur des Kapitellzyklus ist für das 11. Jahrhundert ungewöhnlich. Der hier ausgebreitete Bilderreichtum und seine Plastizität stellen einen Meilenstein auf dem Weg der Kunst in das 12. Jahrhundert dar. Allein die recht grobschlächtige Formung der Menschen- und Tiergestalten lässt keinen Zweifel daran aufkommen, dass sie bereits im  11. Jahrhundert  geschaffen worden sind.
Die Fertigstellung der Kirche von  Anzy-le-Duc fiel zusammen mit der Blütezeit der Wallfahrten zum Grab des Apostels Jakobus des Älteren  in Santiago de Compostela in der ersten Hälfte des 12. Jahrhunderts, in der die Pilger jährlich zu Hunderttausenden über die Pyrenäen nach Süden zogen. In dieser Zeit  organisierten vor allem Mönchsgemeinschaften die Abwicklung der Wallfahrt. Es formierten sich vier Hauptrouten und ein Netz von Nebenrouten, an denen Kirchen, Klöster, Hospize, Herbergen und auch Friedhöfe entstanden.
So war auch Anzy-le-Duceine recht bedeutende Station des Jakobsweges an einer Nebenroute der Via Lemovicensis, mit dem Ausgangsort Vezelay und das Priorat konnte mit seinem Kirchenneubau und dessen  Reliquien an der Spendenwilligkeit der Jakobspilger teilhaben.
Als die Streitigkeiten um Aquitanien zwischen England und Frankreich nach Mitte des 12. Jahrhunderts anhoben, gingen die Pilgerbewegungen zurück und die Kriege des 13. / 14. Jahrhunderts, vor allen der Hundertjährige Krieg (1339–1453), brachten  einen dramatischen Einbruch. Anzy-le-Duc musste sich wieder auf die Pilger zu ihren eigenen Reliquien beschränken.
In der Folgezeit blieb das Kirchenbauwerk weitestgehend unverändert.
In der Revolution (1789 und Folgejahre) wurde das Kloster aufgehoben  und seine Konventsgebäude als Allgemeingut zum Abbruch verkauft und dadurch in wesentlichem Umfang zerstört. Auch die Kirche wurde verkauft. Sie erlitt allerdings damals “nur” den Einriss des ehemaligen steinernen und steilen Helms ihres Vierungsturms und einige Beschädigungen der Skulptur des Hauptportals.

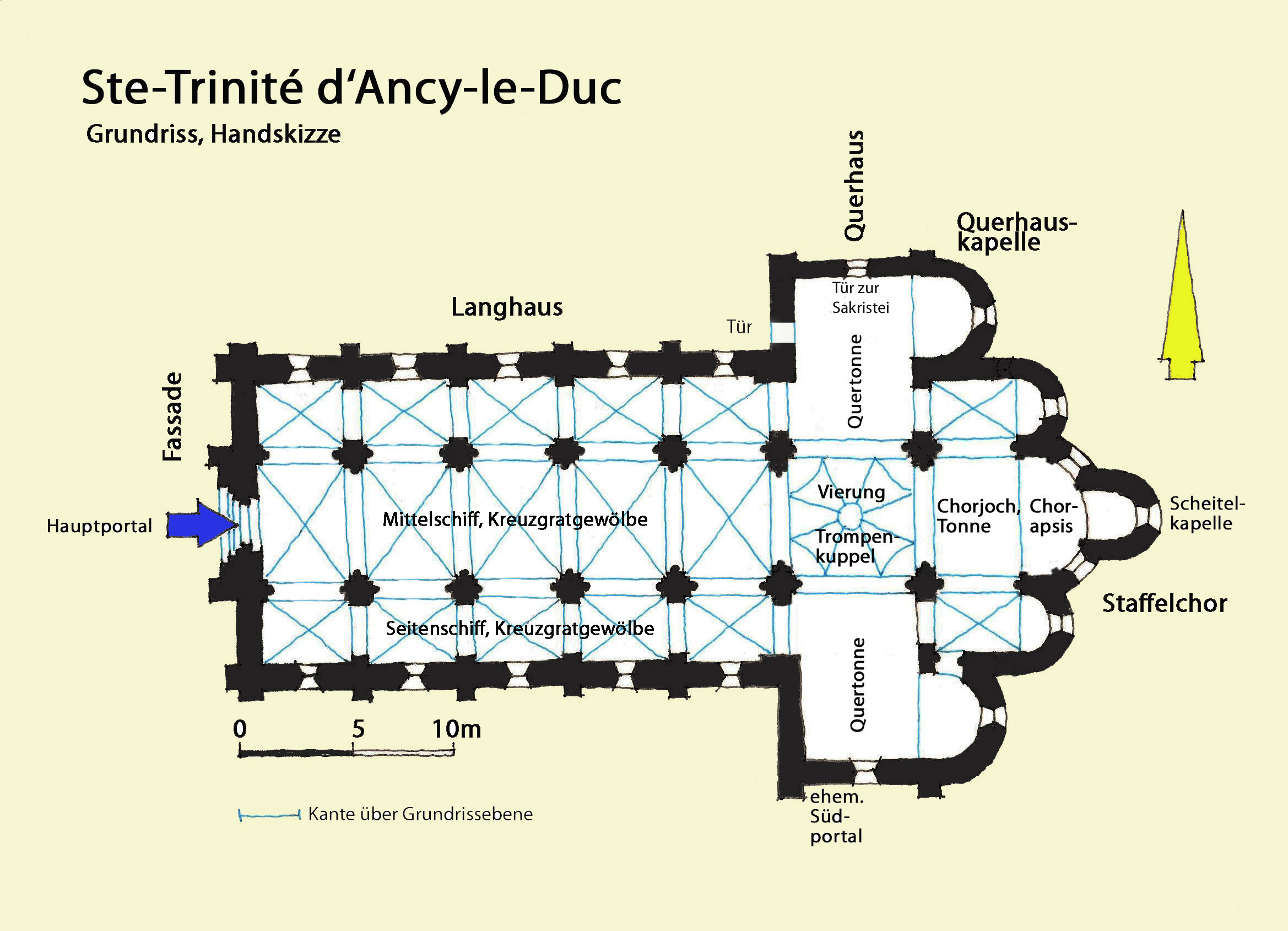

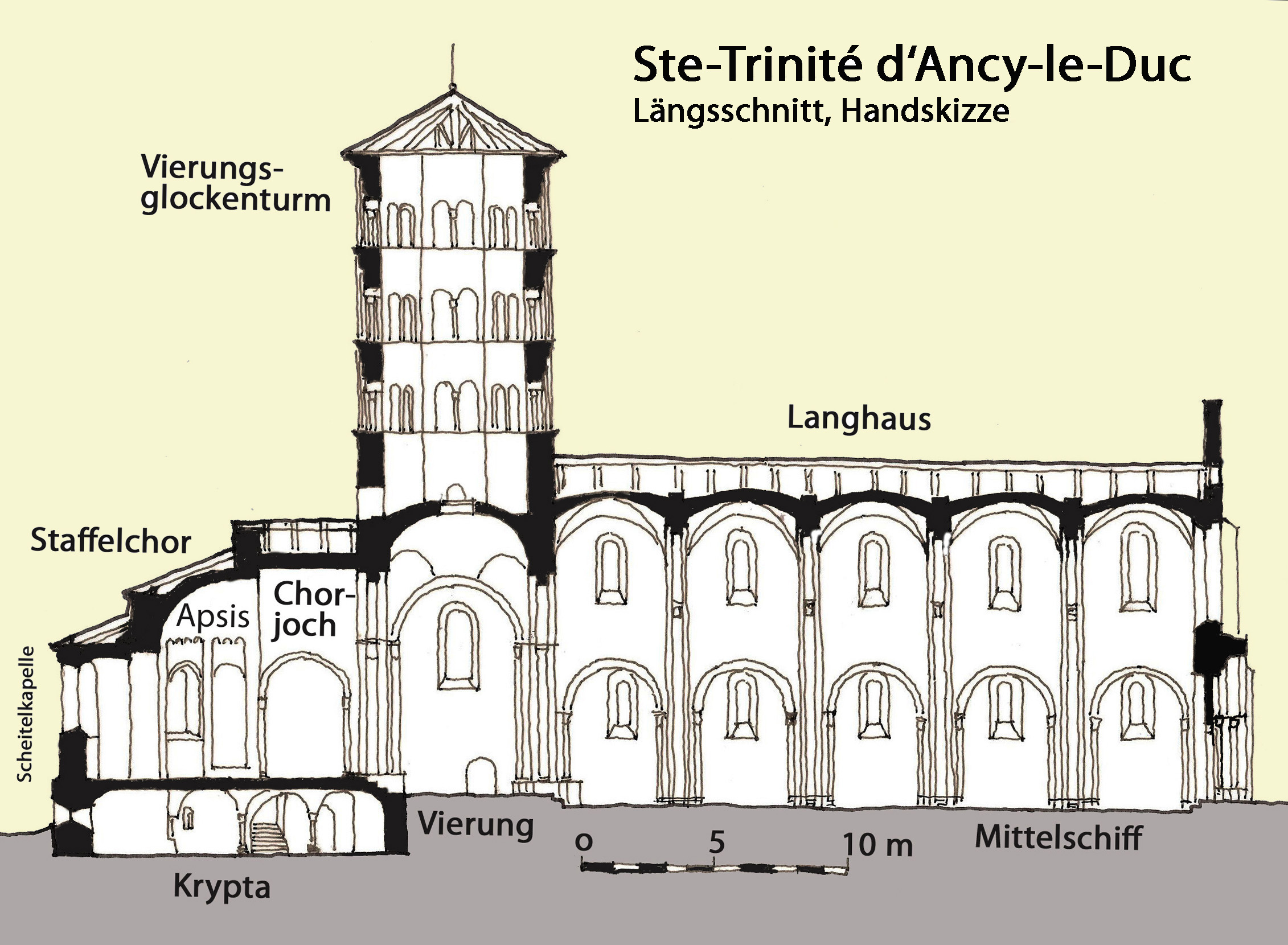

Im Jahr 1818 wurde Ste-Trinité zur Pfarrkirche ernannt.
1852 begann eine erste Restaurierung, die, wie so oft, den heutigen Ansprüchen nicht mehr genügt.

## Bauwerk

### Äußere Erscheinung

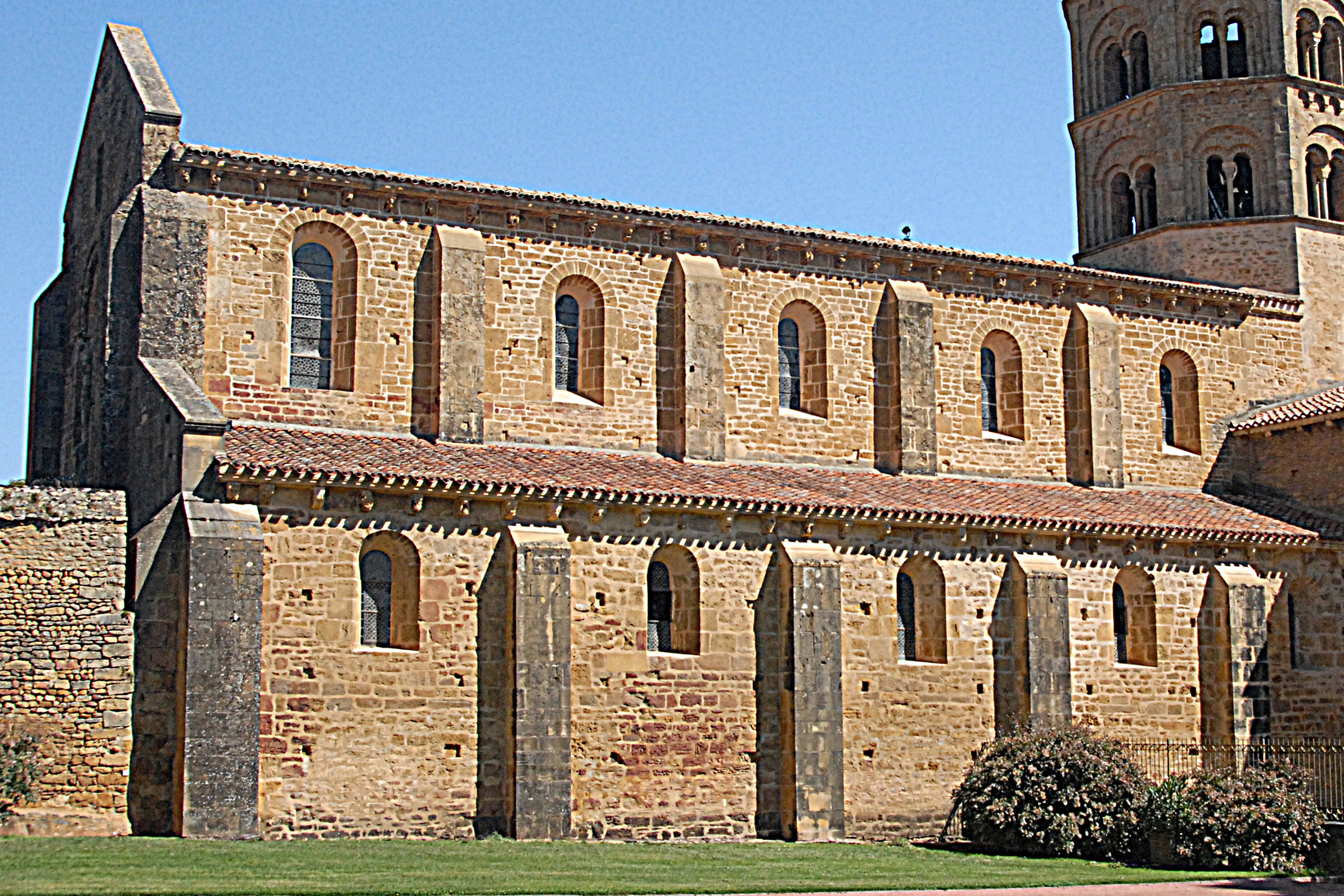
Langhaus von S

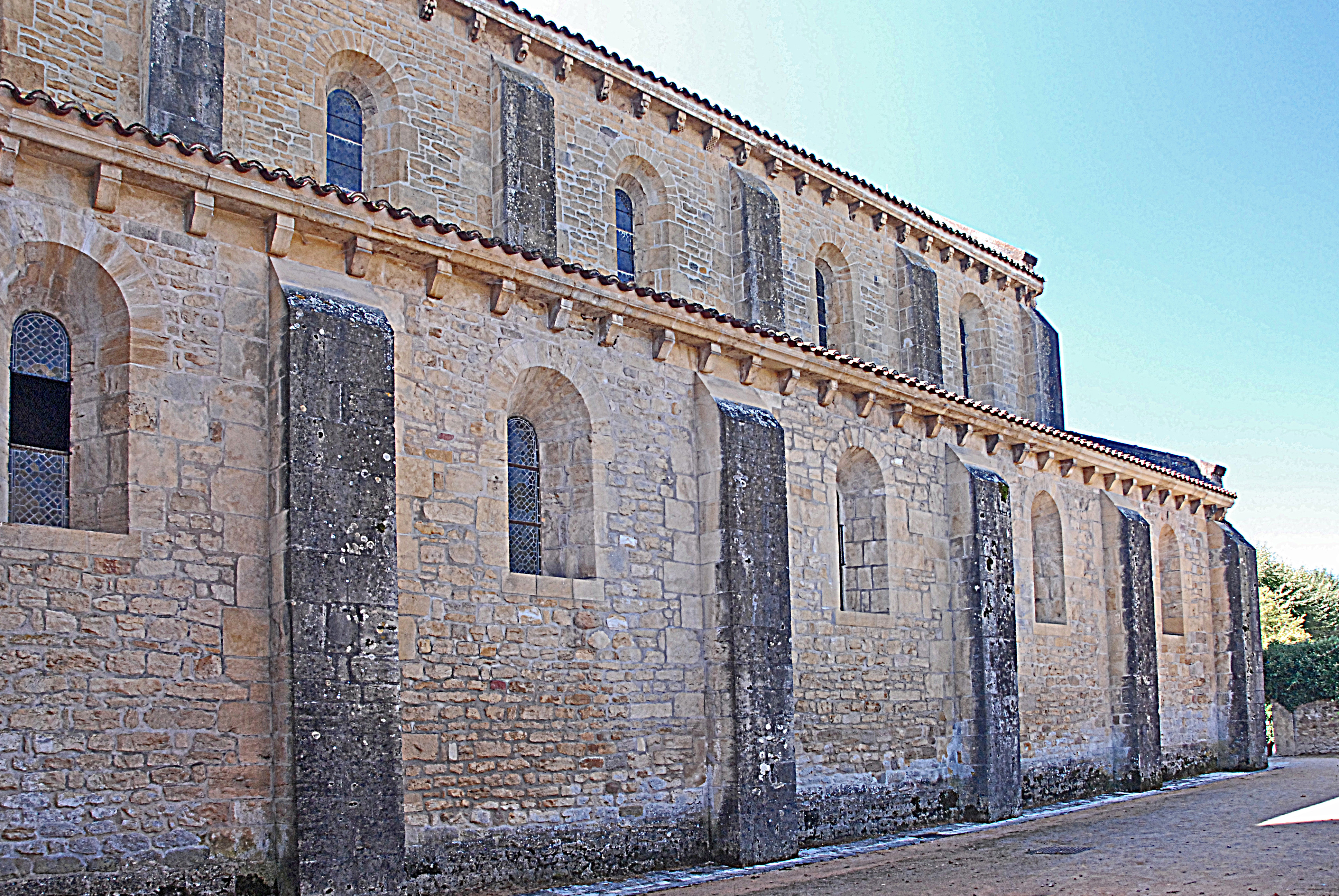
Langhaus von NO

Das Mauerwerk der meisten Bauteile, das in der Nachmittagssonne gülden leuchtet, besteht aus klein- bis mittelformatigen Bruchsteinen in einem unregelmäßigen Schichtenverband aus hellbeigem, orangefarbenem bis bräunlichem Sandstein. Bauteilkanten, Laibungskanten, Strebepfeiler und die ganze Fassade sind aus glatten, mittel- bis großformatigen Werksteinquadern des gleichen Materials gemauert, die überwiegend Verwitterungsspuren in grauen Tönen aufweisen.

#### Langhaus und Fassade
Die vertikale Teilung der Längswände des Langhauses entspricht der inneren Querteilung in fünf Joche. Ebenso zeigt die Staffelung der Langhausdächer die innere Längsteilung in drei Schiffe. Mit ihrer Obergadendurchfensterung präsentiert sich die Kirche als echte Basilika.
Das hoch über die Seitenschiffdächer aufragende Mittelschiff wird von einem flach geneigten  Satteldach überdeckt, das mit roten Hohlziegeln im römischen Format eingedeckt ist, die auch Mönch-Nonnenziegel genannt werden. Die Seitenschiffe werden von ebenso flach geneigten Pultdächern mit derselben Eindeckung überdeckt. Die Traufen auf den Längsseiten bestehen aus kräftigen Gesimsplatten mit mehrfach profilierten Sichtkanten, die auf vielfältig skulptierten Kragsteinen aufliegen: Sie sind nach innen ausgerundet und zeigen überwiegend menschliche und tierische Figuren, Porträts, Masken, teils auch pflanzliche Motive.
Die unteren Reihen der Ziegeleindeckung liegen auf den Gesimsplatten auf und kragen leicht aus, so dass das Regenwasser dort frei abtropfen kann.

Galerie Traufgesims am Langhaus
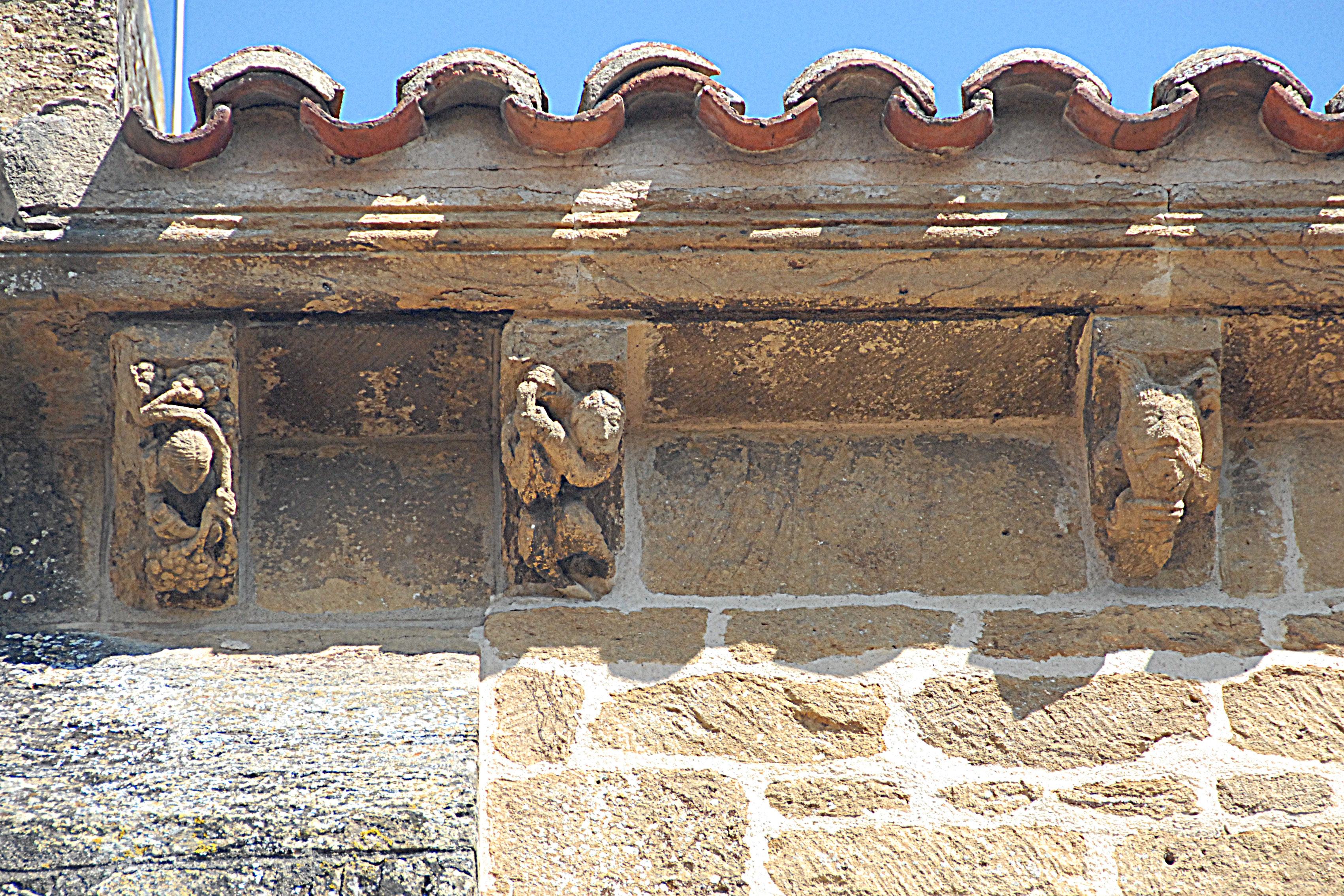
1.
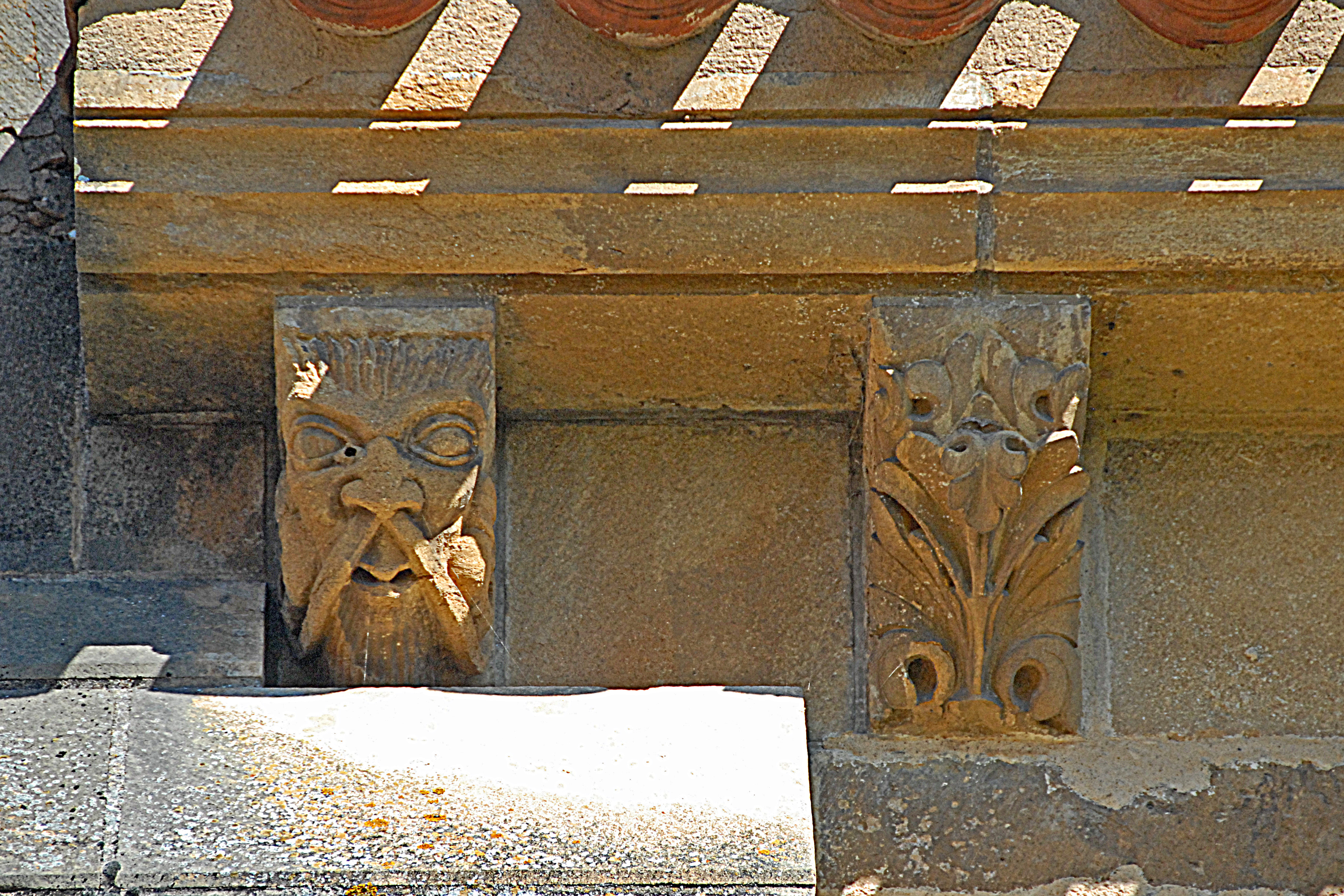
2.
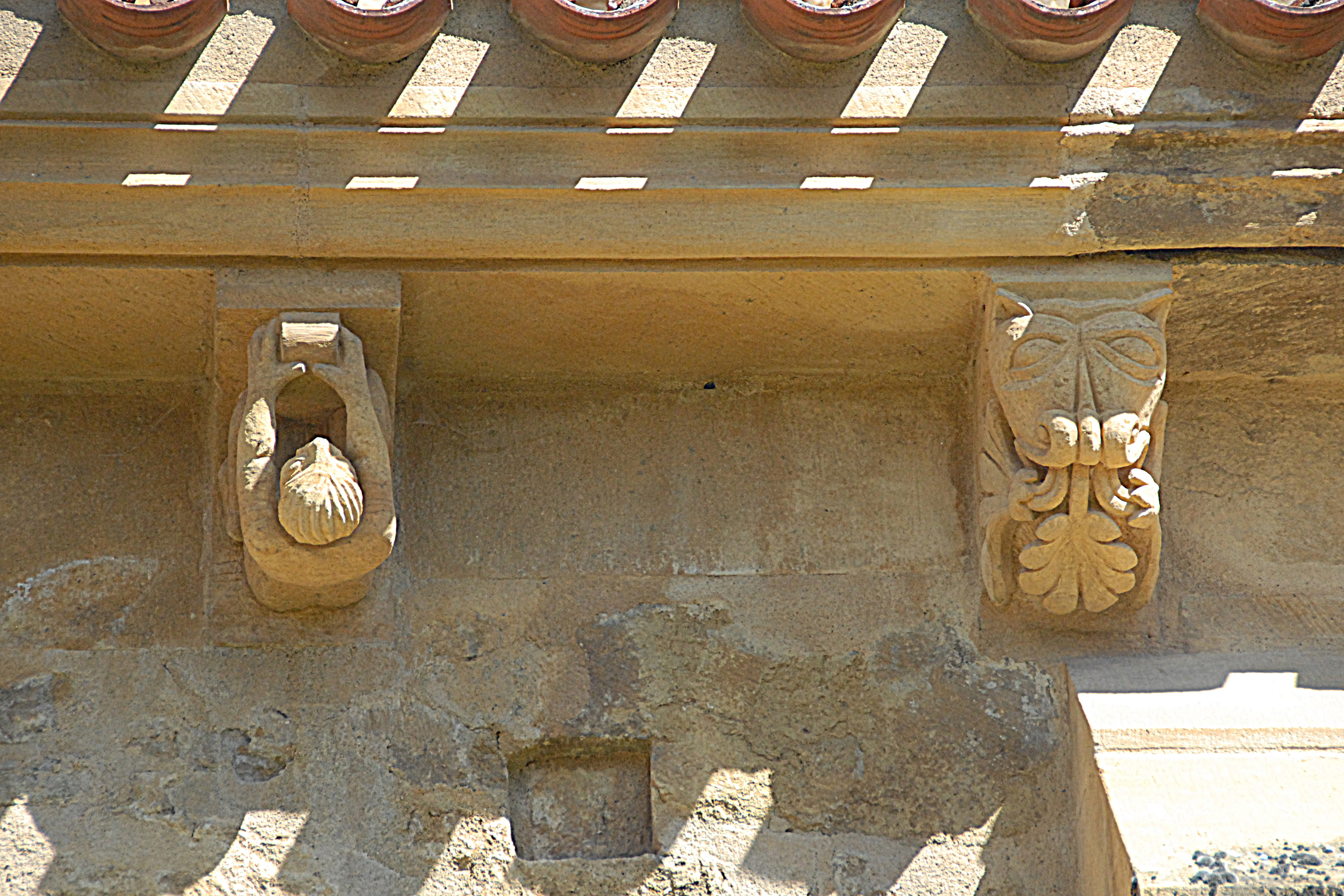
3.
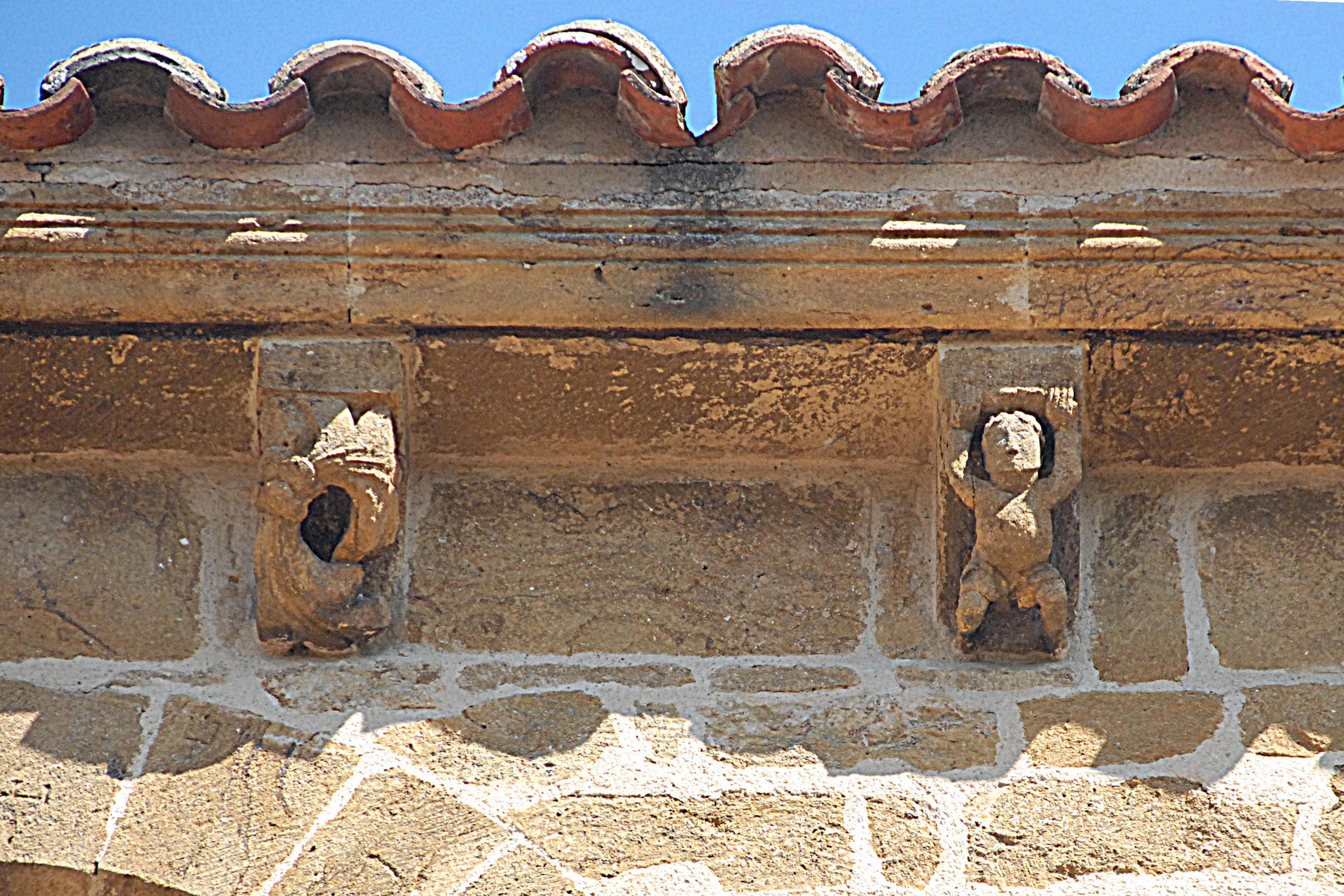
4.
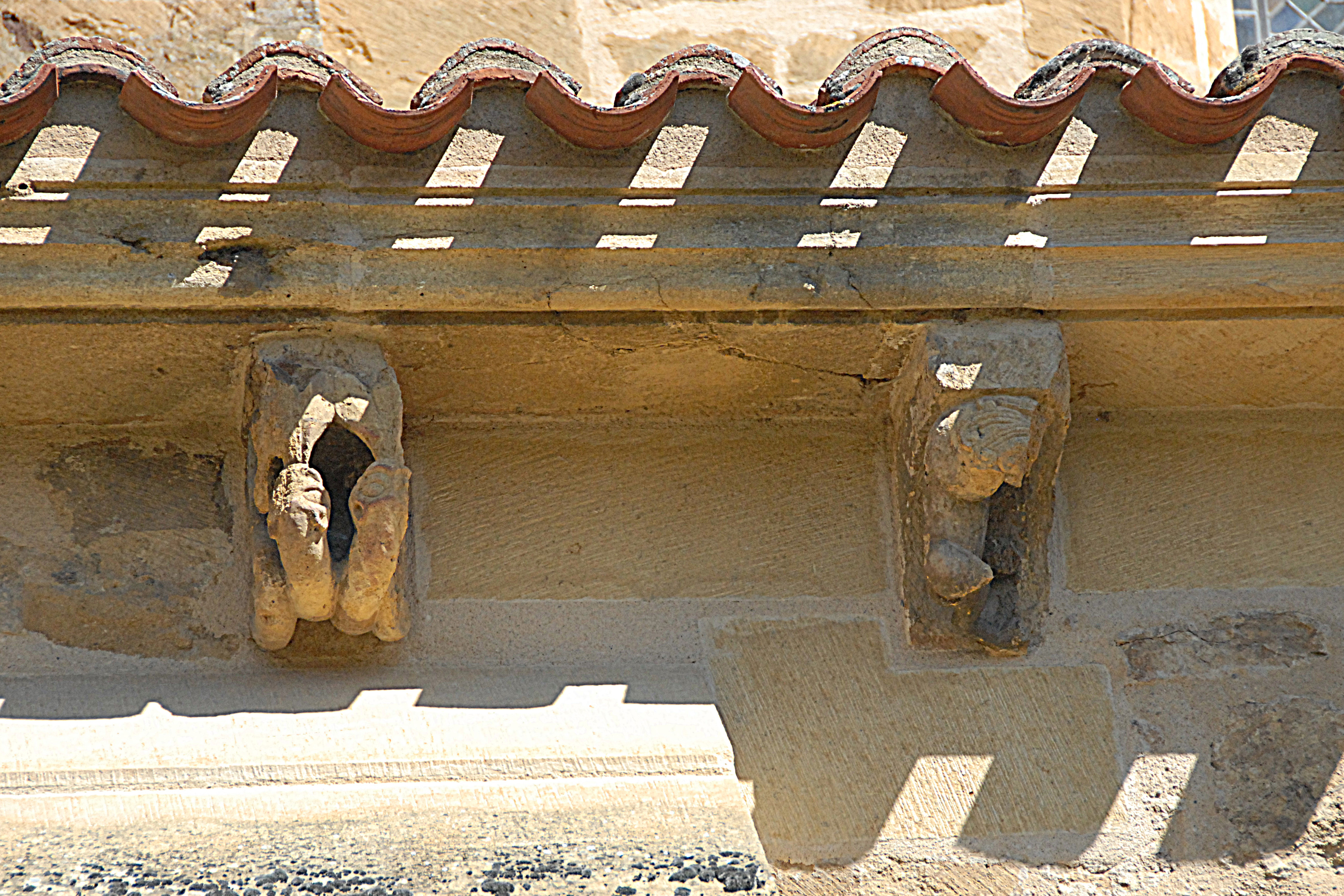
5.
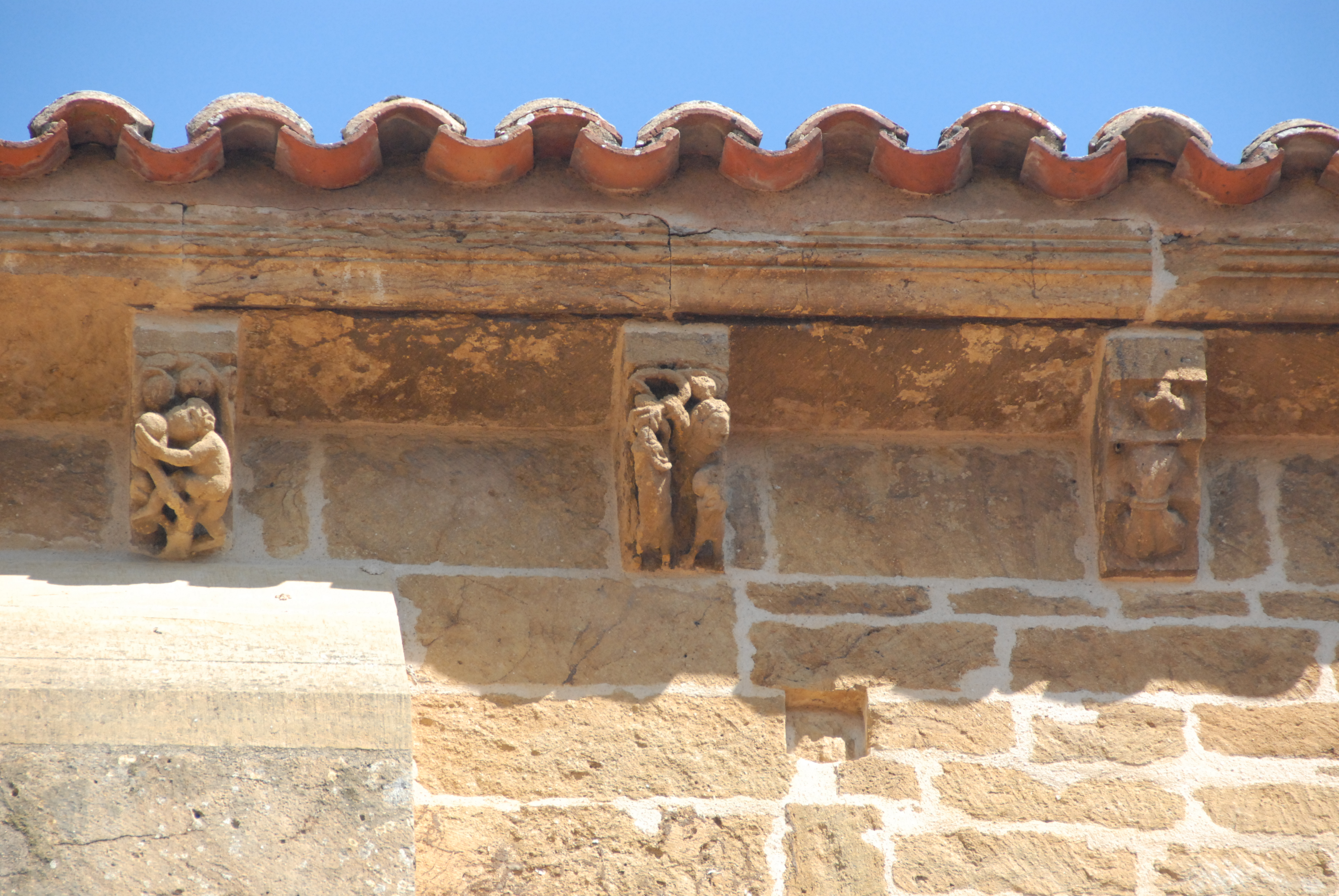
6.
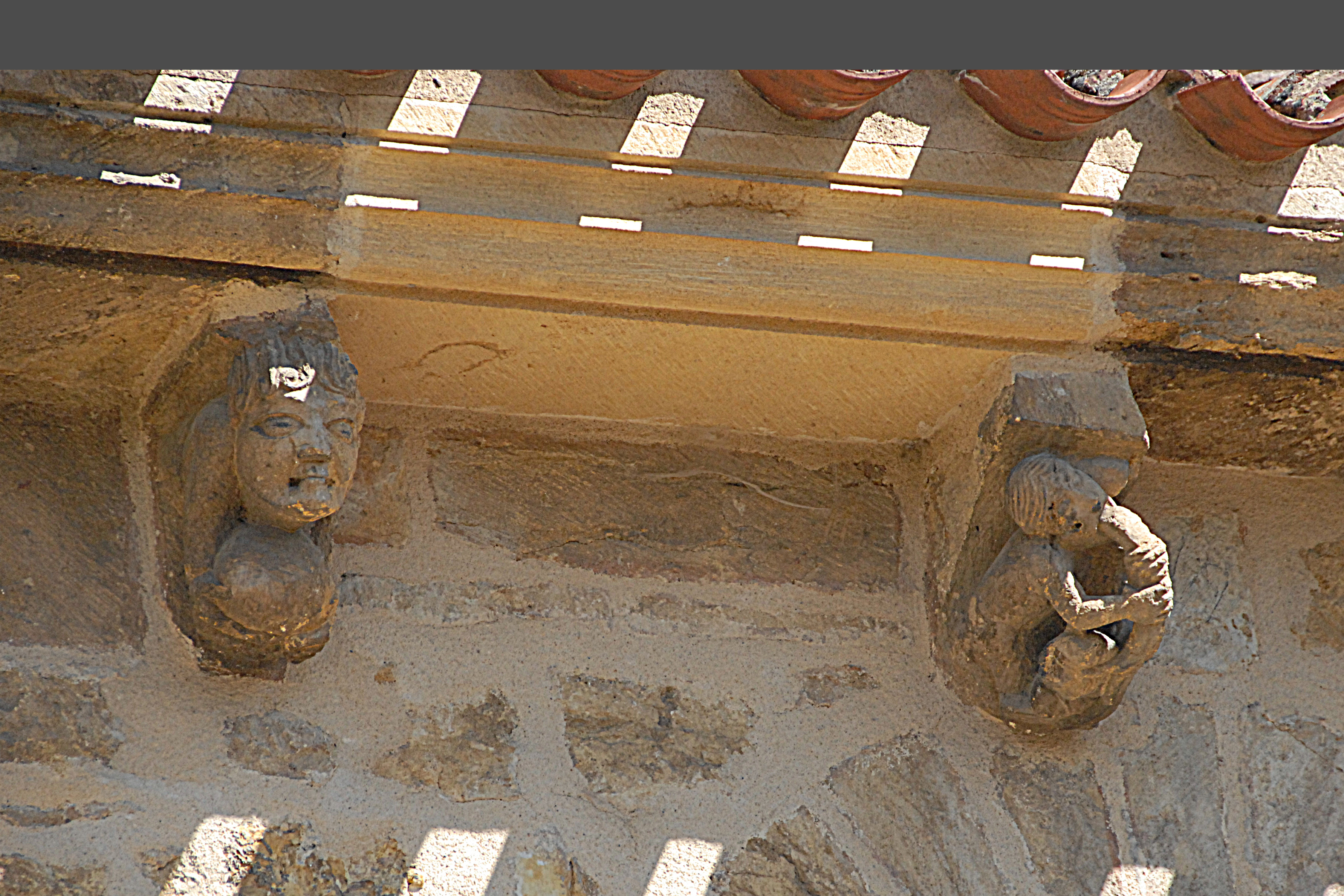
7.
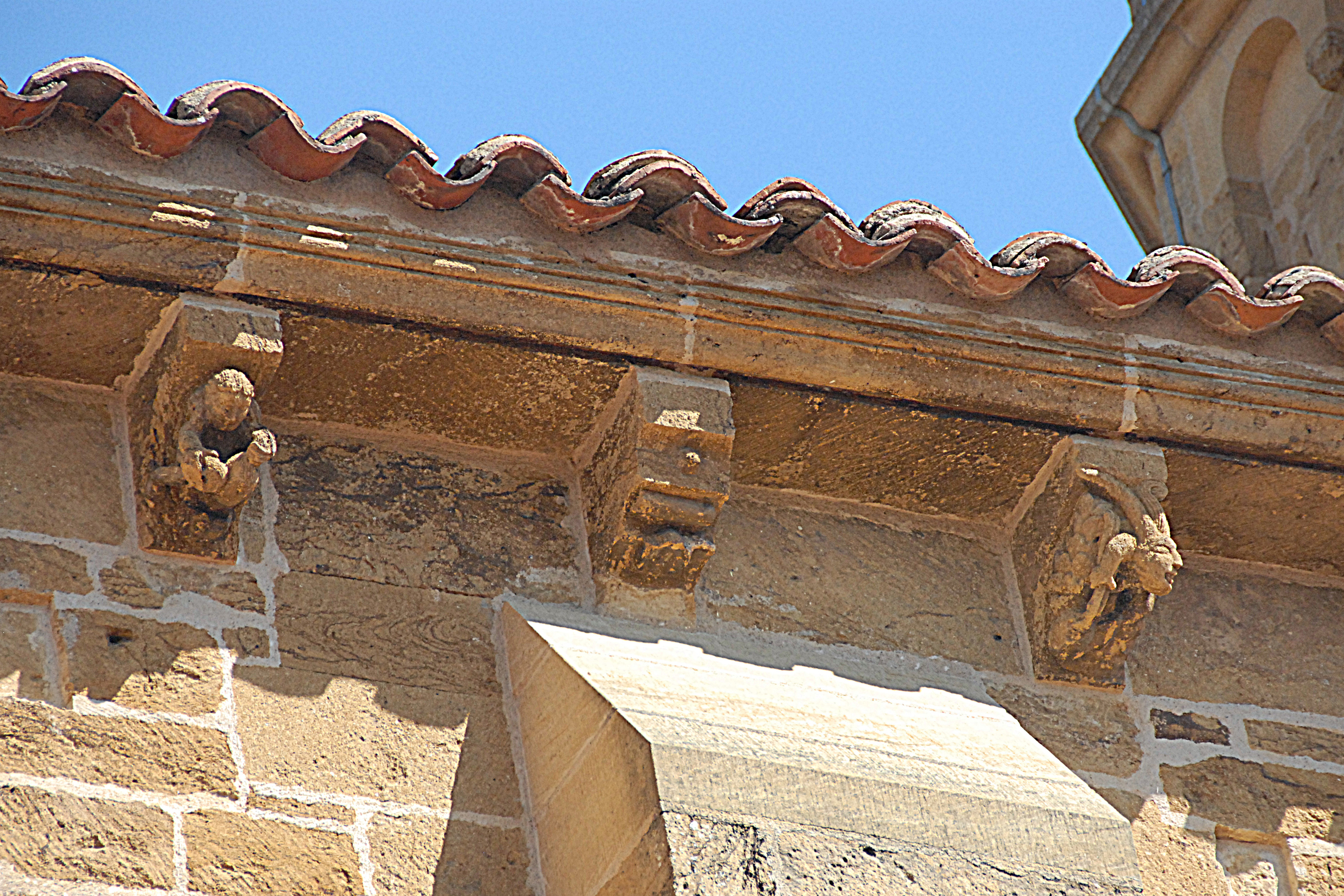
8.

Die im Grundriss rechteckigen Strebepfeiler, die  über die ganze Höhe in gleicher Dimension bleiben,  reichen  mit ihren steil abgeschrägten Oberseiten bis knapp  unter die Kragsteine. In der Mitte der Wandfelder zwischen den Pfeilern der Seitenschiffe und des Mittelschiffs ist je ein schlankes rundbogiges Fenster ausgespart, das nach außen aufgeweitete Laibungen aufweist. Im ersten Joch des Mittelschiffs ist auf beiden Seiten dieses Fenster deutlich größer als die anderen.
Die Wand der Fassade wird vertikal von zwei Strebepfeilern unterteilt, die in Verlängerung der Mittelschiffwände stehen und mit ihrer oberen Abschrägung so hoch reichen wie die Pfeiler der Obergadenzone. Etwa in halber Pfeilerhöhe springen die Pfeiler noch einmal auf die doppelte Tiefe vor. Der mittlere Abschnitt bildet die westliche  Kopfwand des Mittelschiffs und die seitlichen schließen in deren Verlängerung die Seitenschiffe ab. Ihre um etwa 30 Grad geneigten Oberseiten überragen die flacher geneigten Dachflächen deutlich und sind mit flachen Platten, die geringfügig auskragen, abgedeckt.  Das Hauptportal (siehe nächster Absatz) nimmt nahezu die gesamte Wandbreite zwischen den Pfeilern ein und der Scheitel seines äußeren Archivoltenbogens reicht etwa bis in die halbe Wandhöhe hinauf. Unmittelbar darüber sitzt die Unterkante der steil geneigten Brüstung eines großen rundbogigen Fensters auf, das in den späten Nachmittagsstunden das Mittelschiff mit goldenem Licht der untergehenden Sonne erhellt. In die Rückversätze seiner senkrechten Laibungskanten sind Säulchen eingestellt, mit skulptierten Kapitellen, profilierten Kämpfern und Basen. Sie tragen einen Bogen aus einem Rundstab, der ebenfalls in einen Rückversatz der gerundeten Laibungskanten eingefügt ist. Die noch hinter der Archivolte verbliebenen Laibungen sind auswärts aufgeweitet. Kurz über dem Fensterscheitel ist eine kleine rechteckige Öffnung eingelassen, die der Belüftung des Dachraums oberhalb des Gewölbes dient. Die seitlichen Kopfwände der Seitenschiffe werden außen von je einem Strebepfeiler abgeschlossen, der denen der Längswände entspricht.

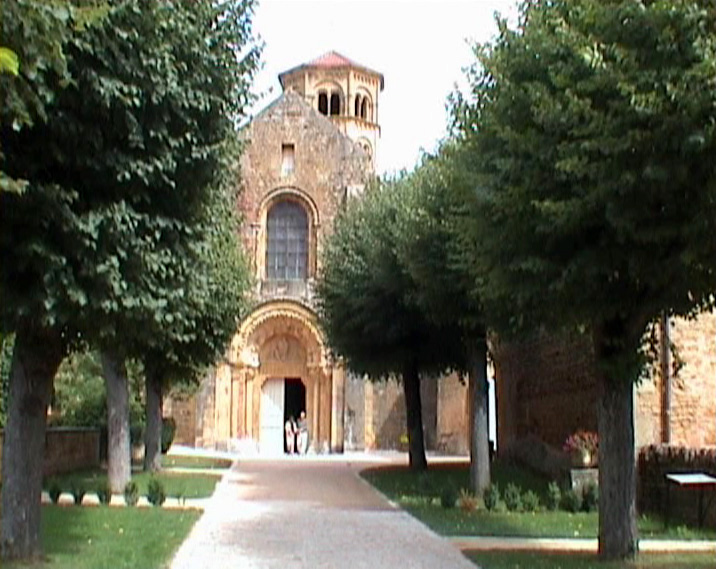
Fassade von Westen

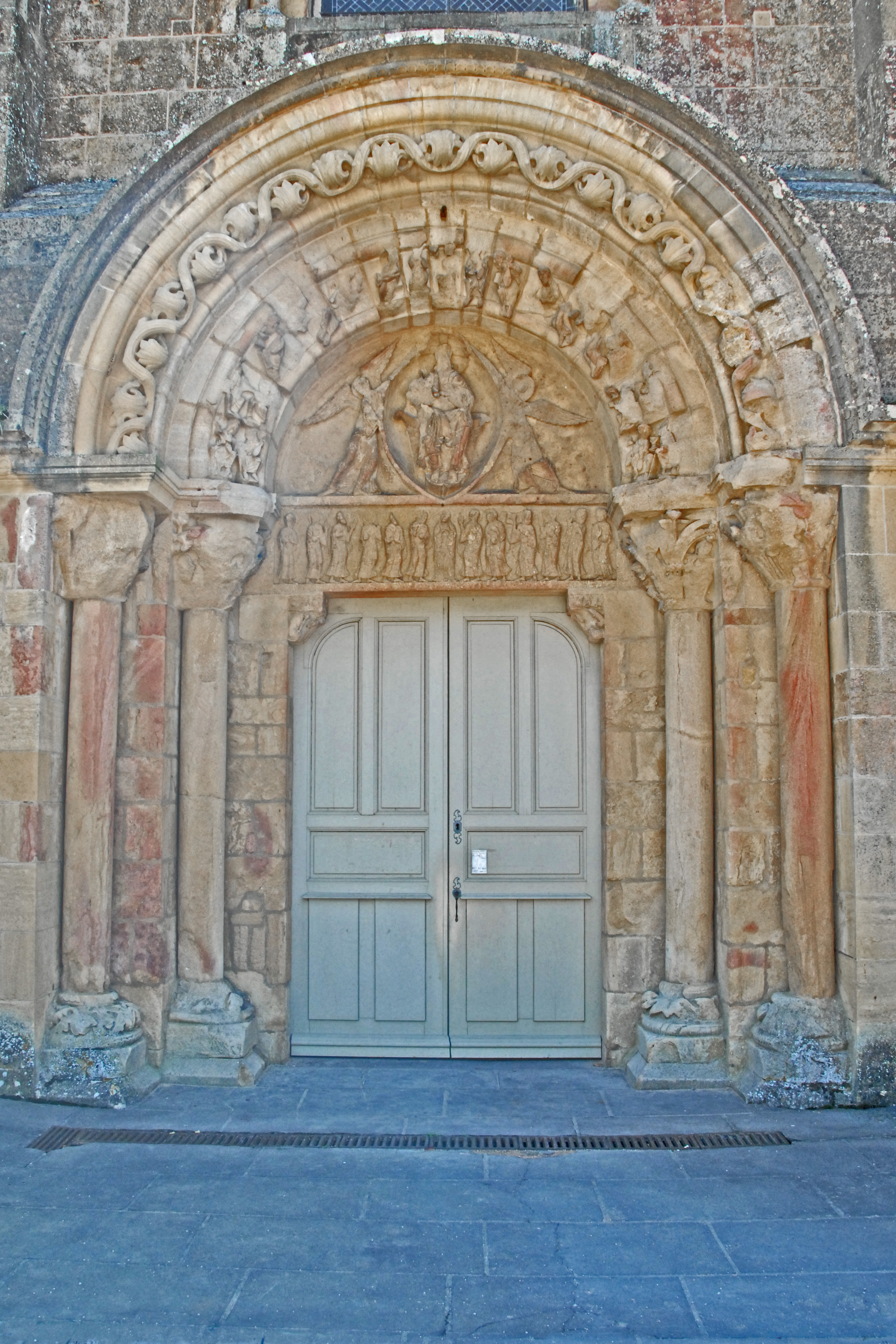
Hauptportal

Die Skulptur des Hauptportals, ein so genanntes Stufenportal, ist in zwei Abschnitten entstanden, das eher flächige Relief des Tympanon wird um etwa 1100 datiert, die es umschließenden Archivoltenbögen zeigen tiefgründigere Plastizität und  sollen etwa 30 Jahre später geformt worden sein, zusammen mit den letzten Arbeiten am Kirchenbauwerk.

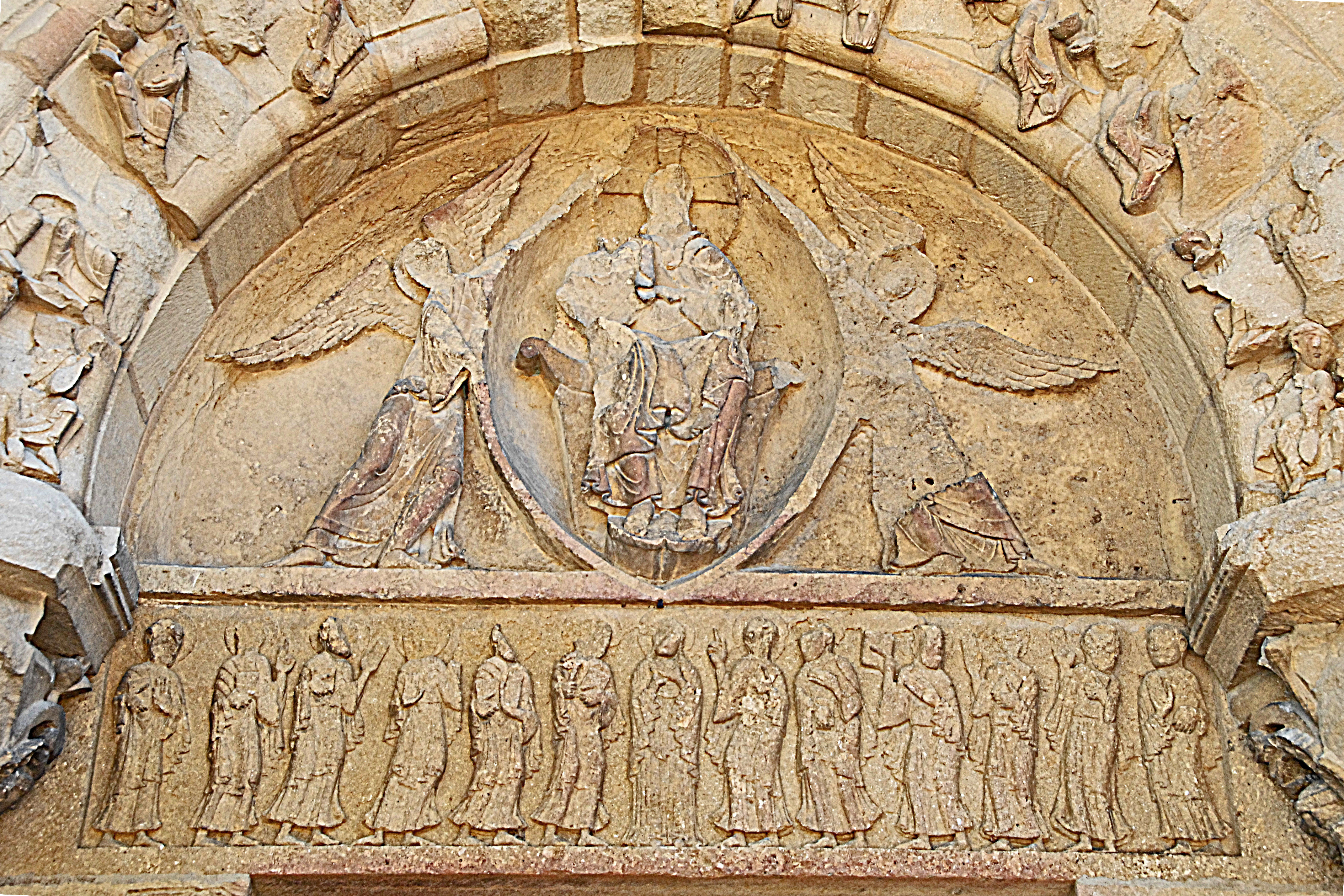
Hauptportal, Tympanon u. Architrav

Das zweistufige Archivoltenportal wird dreiseitig von doppelten Wandrückversätzen umschlossen, in die zwei Archivoltenbögen eingefügt sind, die jeweils auf zwei Säulen stehen, die mit skulptierten Kapitellen, mehrfach profilierten Kämpfern und skulptierten Basen, auf kantigen Plinthen ausgerüstet sind. Die Kämpferprofile markieren die Bogenansätze und werden seitwärts über die schmalen Reststücke der Wand bis gegen die Strebepfeiler geführt. Die Kapitelle sind stark beschädigt. Es lassen sich noch geringe Reste von figürlicher und pflanzlicher Plastik erkennen. Die Skulptur der Basen zeigt pflanzliche Strukturen.
Die Skulptur des inneren Archivoltenbogen ist ebenfalls stark beschädigt. Der Keilsteinbogen wird auf der senkrechten Sichtseite durch ein ehemals ganz umlaufendes halbrundes Profil im Verhältnis ein Drittel zu zwei Drittel unterteilt. Der breitere innere Bogenabschnitt ist mit Resten kleiner Freifiguren bedeckt, die als die 24 Ältesten des Jüngsten Gerichts gedeutet werden, die auch die apokalyptischen Könige aus der Offenbarung des Johannes genannt werden. So findet man vereinzelt noch Überreste in Form von Saiteninstrumenten (Laute) und Kelchen. Vergleichbar wären die Darstellungen dieser Ältesten auf dem Südportal der Kirche St-Pierre von Aulnay, auf dem Hauptportal der Abtei aux Dames von Saintes und auf dem Portal der Dorfkirche Notre-Dame d’Avy.
Der äußere Archivoltenbogen besteht im Wesentlichen aus einer S-förmig in Schlangenlinie gewellten Ranke in dessen Wellentäler wechselseitig Blätter eingefügt sind, deren  Form an Jakobsmuscheln erinnern. Diese Ranke wird beidseitig von unterschiedlich breiten halbrunden Profilen begleitet. Der äußere Archivoltenbogen wird von einem doppelten Kragprofil überfangen, das an den Bogenenden unmittelbar auf den Kämpferprofilen auswärts abschwenkt und bis gegen die Strebepfeiler geführt ist.
Die rechteckige Portalöffnung wird von scharfkantigen Leibungen umschlossen, die in  ihren oberen Ecken vorspringende Kragsteine aufweisen, mit Skulpturen von Atlanten.
Der Türsturz, auch Architrav genannt, schließt die Portalöffnung oberseitig waagerecht ab und ist zusammen mit dem Bogenfeld aus einer gemeinsamen Steinplatte gefertigt. Er wird an seiner Ober- und Unterkante von einem schmalen Kragprofil abgeschlossen. Das Relief dazwischen stellt die Himmelfahrt dar, im Zentrum die Muttergottes, die von den hintereinander aufgereihten 12 Aposteln flankiert wird. Alle Häupter sind mit Nimben hinterlegt. Maria steht frontal zum Betrachter, die Apostel, bis auf einen, streben seitwärts zur Mitte. Ihre langen Gewänder bedecken die Füße Marias, bei den Aposteln bleiben die nackten Füße unbedeckt. Die Personen weisen jeweils mit einer Hand aufwärts gen Himmel, mit der anderen halten die meisten ein Buch auf ihrer Brust. Links neben Maria hält Petrus den Himmelsschlüssel, sein Attribut, aufwärts. Die Figuren sind gegenüber denen im inneren Kapitellzyklus deutlich schlanker und bewegter, die Proportionen zwischen Köpfen und Körpern natürlicher.
Das Bogenfeld enthält in einer muldenförmig ausgehöhlten Mandorla, einen thronenden Christus, auch als Majestas Domini (Herrlichkeit Gottes) bezeichnet. Der fußlang gewandete Christus sitzt auf einem kostbaren Thron, von dem die Seitenlehnen weit seitwärts ausladen und stützt seine Füße auf einer kleinen Bank. Der Kreuznimbus hinter seinem Haupt bildet gleichzeitig die obere Rundung der Mandorla. Seine Rechte ist zum Segensgestus erhoben, die wie auch sein Gesicht leider zerstört ist, seine Linke hält das Buch des Lebens auf dem Oberschenkel. Die Mandorla wird von zwei Engeln mit weit ausgestreckten Armen aufrecht gehalten. Ihre Flügel sind weit ausgebreitet.

#### Querhaus mit Vierungsglockenturm
Das Querhaus tritt gegenüber den Längswänden der Seitenschiffe deutlich hervor. Seine Breite entspricht in etwa der des Mittelschiffs. Seine Traufhöhe liegt etwa mittig zwischen denen der Seitenschiffe und des Mittelschiffs. Sein Dach entspricht in Neigung, Eindeckung und Traufausbildung denen des Mittelschiffs. Die südliche Giebelwand überragen mit etwa 30 Grad Neigung die Dachflächen deutlich. Die nördliche weist etwa die gleiche Neigung auf, wie die Dachflächen. Die Giebelfirste sind mit weit aufgefächerten Kreuzen in Form  von quadratischen Tatzenkreuzen bekrönt. Die Giebelwände werden in Verlängerung seiner Längswände von kräftigen Strebepfeilern seitlich begrenzt, die ohne Querschnittänderung mit ihren steil geneigten Oberseiten bis auf die Traufhöhe hinaufreichen. Mittig in der oberen Wandhälfte ist je ein schlankes rundbogiges Fenster ausgespart, das etwa denen im ersten Joch der Obergadenzone des Mittelschiffs  entspricht. In der südlichen Giebelwand ist unten links im Mauerwerk die Kontur einer ehemaligen kleinen rundbogigen Tür auszumachen, die oberflächenbündig zugemauert worden ist. Sie war sehr wahrscheinlich eine Verbindungstür zu den ehemaligen Konventsgebäuden  auf der Südseite der Kirche.  Auf der Nordseite wird eine zentrale Verbindungstür von dem dort angebauten Sakristeigebäude verdeckt. In den Giebelfeldern befindet sich je eine kleine rechteckige Öffnung, zu Entlüftung des Dachraums über den Gewölben. In der westlichen Wand des nördlichen Querhausarms ist eine rundbogige Tür ausgespart, möglicherweise ein Zugang zum ehemaligen Friedhof.

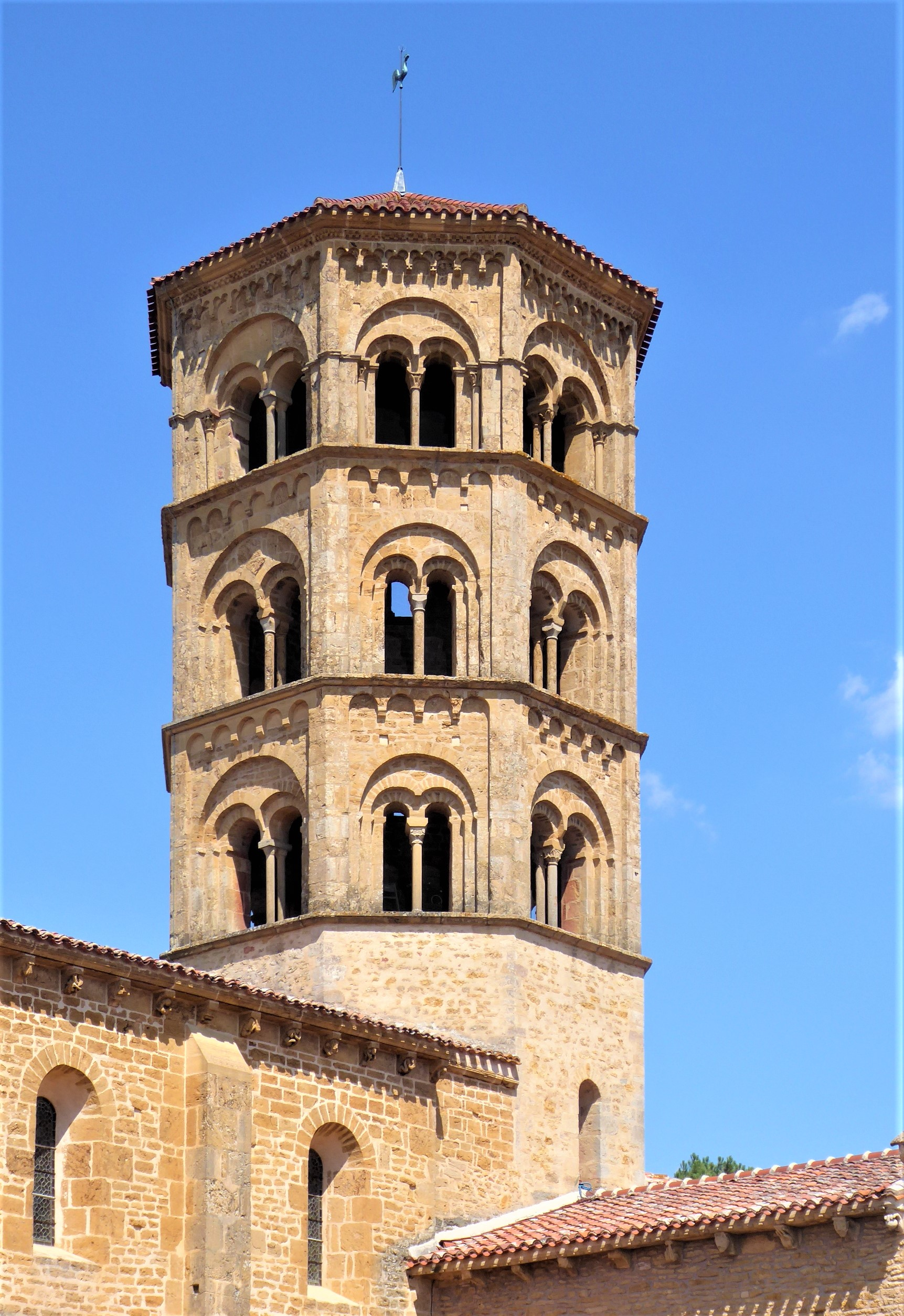
Glockenturm von SW

Der hohe  oktogonale Vierungsglockenturm besitzt noch weitgehend seine ursprüngliche Gestalt, bis auf das Fehlen des spitzen steinernen Turmhelms, den er in der Revolution verloren hat.
Das untere Sockelgeschoss ist deutlich höher als die drei Folgegeschosse und schließt knapp über der Firsthöhe des Mittelschiffs mit einem schmalen, weit ausladenden Kraggesims ab. Die drei westlichen Achteckseiten werden  durch das anschließende Mittelschiff weitgehend verdeckt. Dazu wurden die Mittelschiffwände ein Stück verlängert, bis sie oberflächenbündig in die seitlichen Achteckseiten übergehen. Die Ansätze der Wandstücke sind als senkrechte Mauerfugen zu erkennen. Die beiden dabei entstandenen kleinen im Grundriss dreieckigen Dachabschnitte wurden mit nur knapp ausladenden Traufgesimsen ausgestattet.  In den drei nach Süden, Osten und Norden weisenden Achteckseiten sind knapp über den Firsten der Dächer der Querhausarme und des Chorjochs kleine schlanke rundbogige Fensteröffnungen ausgespart, die sich in das untere Sockelgeschoss öffnen. Die beiden nach Südosten und Nordosten weisenden  Achteckseiten beginnen erst in Höhe der  Firste dieser Dächer und gehen darunter in die noch sichtbaren Ecken des Vierungsquadrates über. Die dabei entstandenen kleinen im Grundriss dreieckigen  Gebilde oberhalb der Dachflächen werden von kleinen flach geneigten Dachflächen mit Ziegeleindeckung überdeckt.
Die drei freien Turmgeschosse sind untereinander nahezu gleich hoch und gleich gestaltet und werden von dem gleichen Kraggesims, wie beim Sockelgeschoss, untereinander getrennt. Das obere Geschoss wird durch ein kräftiges unterseitig abgeschrägtes Traufgesims abgeschlossen, das aus einem doppelten Rollenfries und zwei Rundstäben besteht. Es war vermutlich bereits die Traufausbildung des ehemaligen steinernen Turmhelms.
In die Achteckseiten sind große rechteckige scharfkantige Blendnischen eingelassen, die seitlich von Wandpfeilern und oben von kleinen rundbogigen  Blendarkaturen abgeschlossen werden. Im ersten Freigeschoss sind es vier, im mittleren fünf und im oberen sieben Arkadenbögen. Den im letzten Geschoss verwendeten Bögen sind jeweils zwei halb so kleine Bögen vorgeblendet. Jeweils zwei Arkadenbögen stehen gemeinsam auf unterschiedlich skulptierten Kragsteinen. Die Wandpfeiler werden von Geschoss zu Geschoss etwas schmaler. In den großen Blendnischen sind rundbogige scharfkantige Blendarkaden eingelassen, deren seitliche Laibungen ein kurzes Stück von den Wandpfeilern Abstand halten. Ihre Bogenansätze werden auf den Laibungen von Kämpferprofilen markiert. In die rundbogigen Blendnischen sind rundbogige Zwillingsblendarkaden eingelassen, deren seitliche Laibungen wieder etwas Abstand zum vorherigen Rückversatz halten. Auch ihre Bogenansätze sind durch Kämpferprofile markiert. Ihre Keilsteinbögen treffen sich in einer schlanken Spitze, knapp über dem Kämpfer der zentralen Säulchen. Es folgen zuletzt offene Zwillingsarkaden, mit gleichen Abständen zu den vorherigen Rückversätzen. Ihre Keilsteinbögen stehen jeweils gemeinsam auf einem Säulchen, das mit einem skulptierten Kapitell, einem kräftigen profilierten Kämpfer und Basen ausgerüstet ist. Die äußeren Bogenansätze werden wieder von Kämpferprofilen markiert.

#### Staffelchor

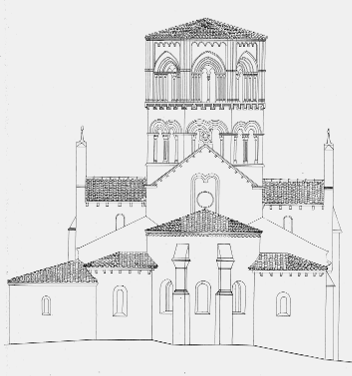
Staffelchor, Grafik

Die Grundrissstaffelung geht von den äußeren Querhauskapellen aus, führt über die vorgeschobenen  Chorkapellen zum zentralen Chor, dessen große Apsis in der Scheitelkapelle endet, was sicher außergewöhnlich ist. Die einzelnen Elemente des Staffelchors türmen sich pyramidenartig in sechs unterschiedlichen Stufenhöhen auf: Den beiden niedrigsten Apsiden der Querhauskapellen folgen die beiden Apsiden der Chorkapellen, die Apsis der Scheitelkapelle, die beiden rechteckigen Joche der Chorkapellen, die zentrale Chorapsis und zuletzt das rechteckige Chorjoch. Die Apsiden werden mit flach geneigten Dächern in Form halber Kegel überdeckt, die Kapellenjoche mit seitwärts geneigten Pultdächern und das Chorjoch mit einem flach geneigten Satteldach. Letztes entspricht in seinem  Aufriss etwa dem der Querhausarme. Gegen die Seitenwände des Chorjochs lehnen sich die Pultdachfirste der Kapellenjoche. Alle Traufen sind wie die des Querhauses ausgebildet. Alle Dächer des Staffelchors sind wie die übrigen eingedeckt. In den Apsiden der Querhauskapellen, der Chorkapellen und der Scheitelkapelle ist je ein zentrales rundbogiges Fenster mit aufgeweiteten Gewänden ausgespart, die von außen nach innen etwas größer werden. Noch größer sind die beiden Fenster in der Chorapsis, neben der Scheitelkapelle.
Bild vom Staffelchor.

#### Spätere Anbauten
Auf der Nordseite der Kirche ist vermutlich in der Neuzeit im Anschluss an  das Querhaus ein erdgeschossiger Baukörper angebaut worden, der eine Sakristei enthält. Er wird von einem Pultdach überdeckt, das sich an die aufgehenden Bauteile der Kirche anschmiegt. Die Dacheindeckung entspricht den übrigen. Das Traufgesims auf Kragsteinen ähnelt denen der Kirche. Auf der Nordseite ist ein kleines rundbogiges Fenster ausgespart.

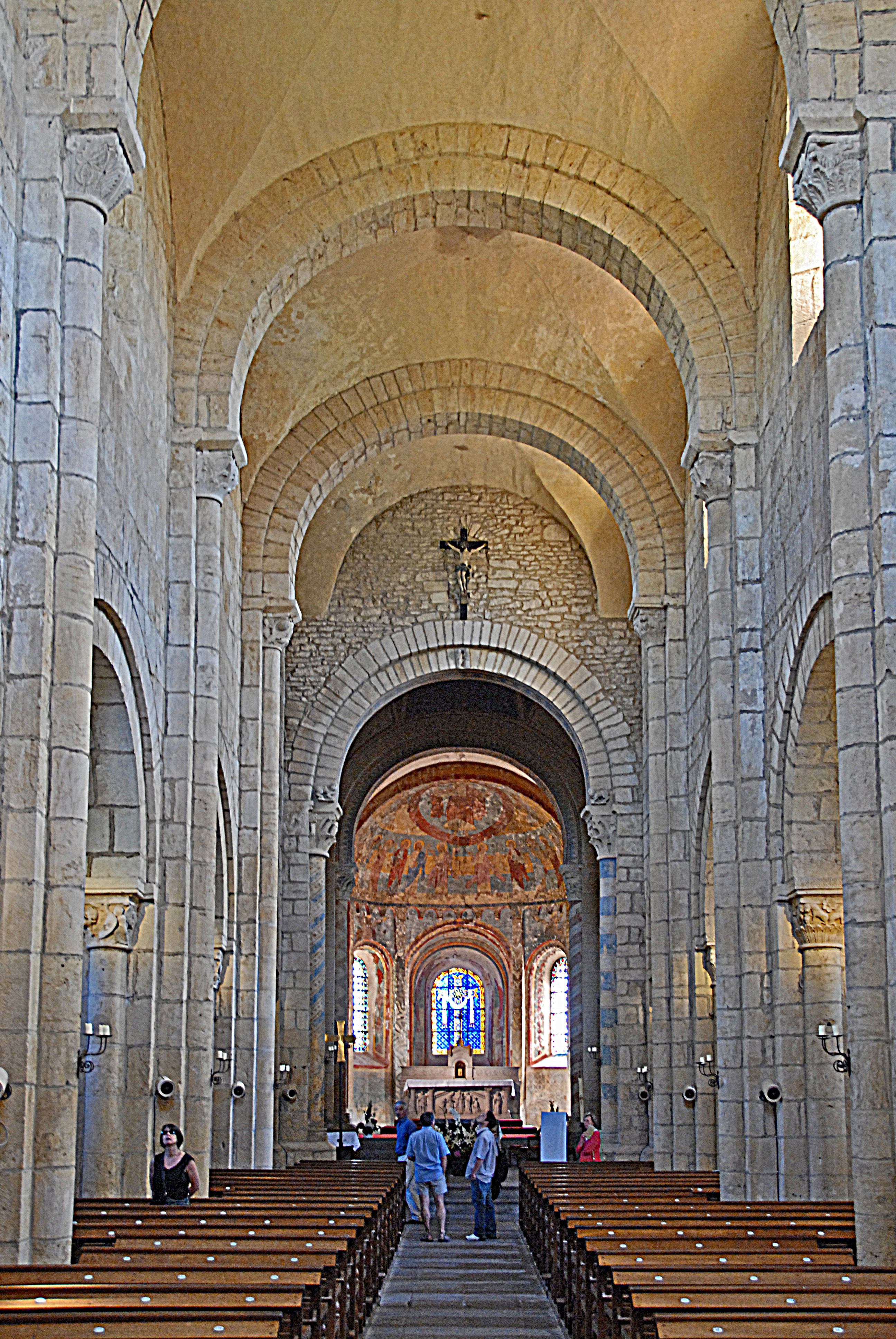
Mittelschiff zum Chor

### Inneres
Im Langhaus wurden die Wände, Pfeiler, Vorlagen, Bögen und andere Teile aus glatten, großformatigen Werksteinen aus hellen, fast weißen, Kalksteinquadern in regelmäßigem Schichtenverband  gemauert. In den Seitenschiffen sind die Wände teilweise verputzt. Im nördlichen Querhausarm sind die Wandflächen aus mittel- bis kleinformatigen Bruchsteinen in unregelmäßigem Schichtenverband gemauert, die im Farbton der großen Quader geschlämmt worden sind. Teilweise wurden seine Giebelwände verputzt und dann Steinfugen aufgemalt, so auch auf allen Wänden im südlichen Querhausarm. Die Pfeiler, Bögen und Wände in der Vierung, im Chorbereich und in den Kapellen sind alle verputzt und teils mit älteren Fresken, aber auch mit jüngeren Dekorationen bemalt. Die Kreuzgratgewölbe des Langhauses und der Chorjoche sind glatt abgerieben verputzt und mit Kalkfarbe im Naturton angestrichen. Die Tonnengewölbe des Querhauses, wie auch die Vierungskuppel, sind mit neuzeitlichen Dekoren bemalt.

#### Langhaus
Das Langhaus steht auf einem rechteckigen Grundriss, ist in Längsrichtung in drei Schiffe und in Querrichtung in fünf Joche unterteilt und besitzt einen basilikalen Aufriss, mit einer hohen Obergadendurchfensterung.
Die Unterteilung in Schiffe erfolgt durch die beiden Scheidewände, die auf kräftigen Pfeilern stehen. Diese übernehmen zusammen mit den aus ihnen vortretenden Pfeilervorlagen und den darauf stehenden Gurtbögen die Unterteilung in Joche.

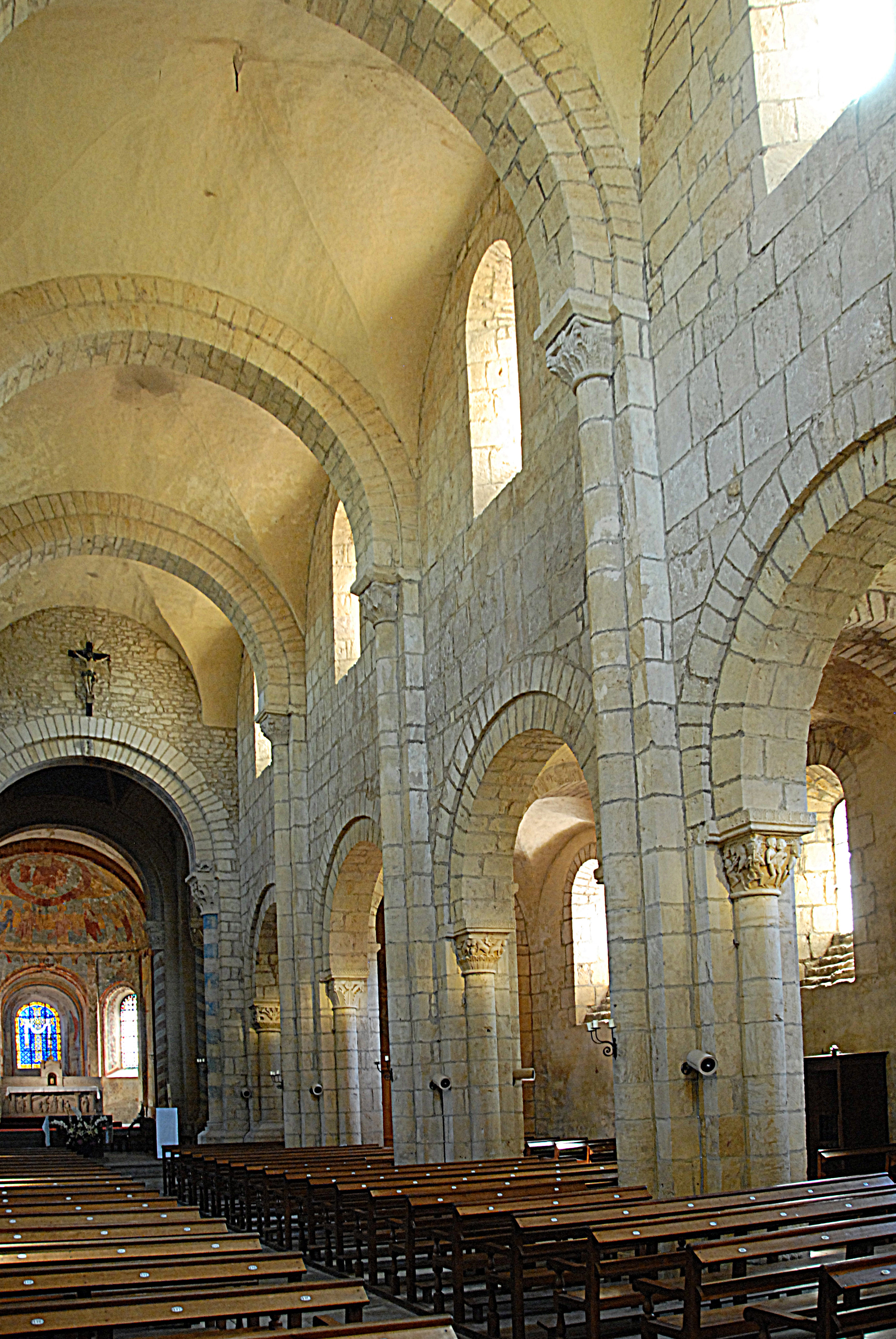
Mittelschiff Südwand, Joche 5-2

Die Pfeiler besitzen kreuzförmige Kerne mit etwa gleichen Armen oder Vorlagen, die unmittelbar über dem Fußboden nach außen abgeschrägte weit ausladende Sockelleisten aufweisen. Auf ihnen stehen die die Schiffe trennenden Scheidewände, die sich im Erdgeschoss aus dem Mittelschiff zu den Seitenschiffen über große rundbogige Arkaden öffnen, deren mittelschiffseitige Kanten scharfkantige Rückversätze aufweisen. Diese stehen auf alten halbrunden Diensten, die mit überwiegend  figürlich skulptierten Kapitellen, profilierten Kämpfern und Basen auf kantigen Plinthen ausgerüstet sind. Die Kämpfer werden jeweils seitlich bis zur nächsten Pfeilerkernkante geführt.
Die mittelschiffseitigen Vorlagen der Pfeilerkerne werden weit in die oberen Wandbereiche  des Mittelschiffs, nicht ganz bis zu den Gewölbeansätzen geführt und gehen dort ohne Zäsur in den äußeren Keilsteinbögen der rundbogigen Gurtbögen über. Den Wandvorlagen sind alte halbrunde Dienste vorgeblendet, die bis zu den leicht gestelzten Bogenansätzen der Gurtbögen hinaufreichen, wo sie von meist pflanzlich skulptierten Kapitellen und Kämpfern mit abgeschrägten Sichtkanten bekrönt sind, die bis um die nächste Kante der Vorlage herumgeführt sind. Die Dienste stehen mit profilierten Basen auf kantigen Plinthen. Auf den Kämpferplatten stehen die unteren etwas schmaleren Keilsteinbögen, die gemeinsam mit den oberen kräftige  Gurtbögen bilden.
Diese Gurtbögen tragen zusammen mit den Außenwänden die Kreuzgratgewölbe, deren zentrale Scheitel nur geringfügig über den Scheiteln der Gurtbogenaußenkanten und der Schildbögen über der Obergadenzone liegen. Die schlanken rundbogigen Obergadenfenster mit stark nach innen aufgeweiteten Gewänden reichen bis knapp unter die Scheitel der Schildbögen. Die beiden Fenster im ersten Joch sind etwas größer als die anderen.

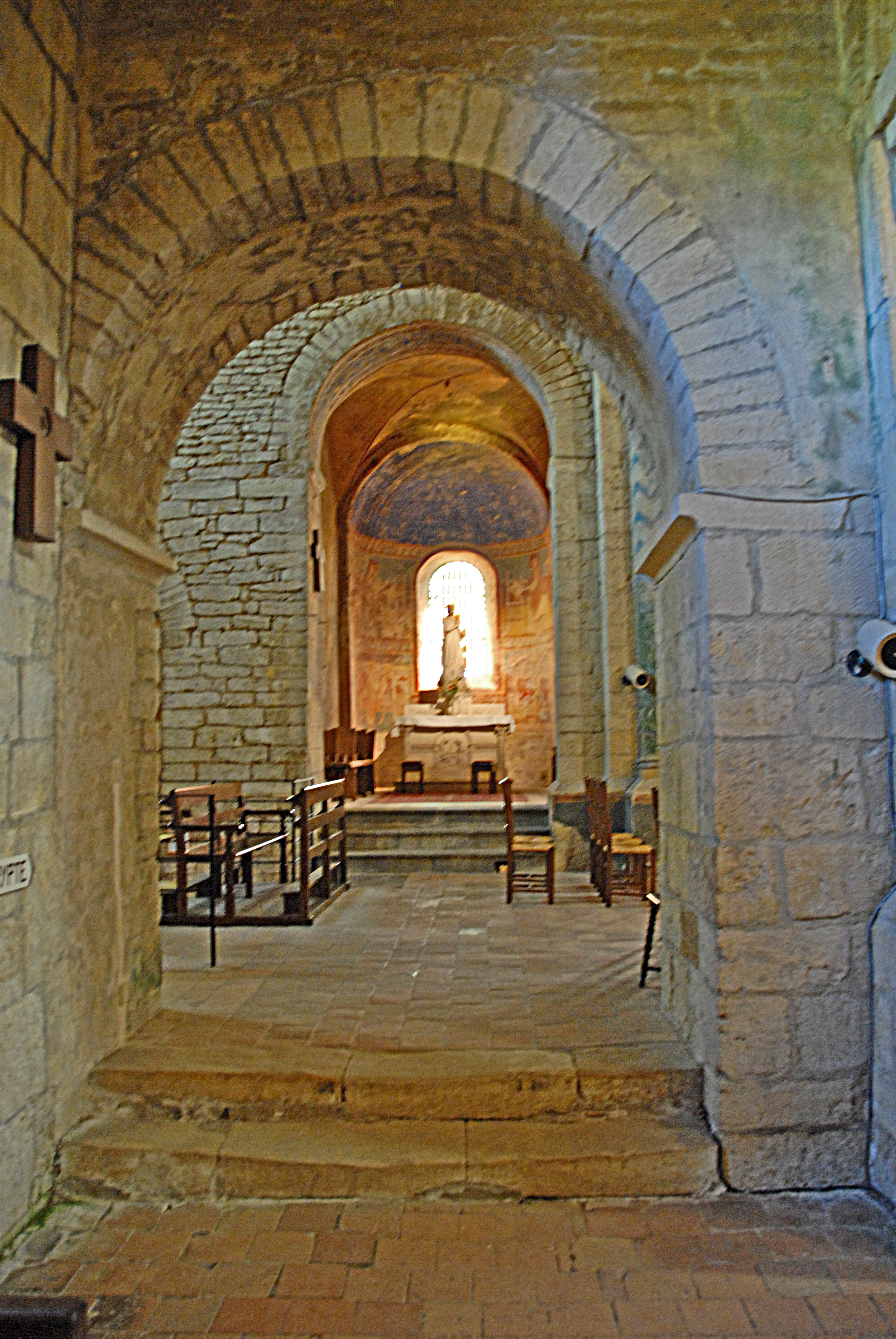
Aus nördl. Seitenschiff z. Chor

Die Westwand des Mittelschiffs besitzt in der Mitte eine rechteckige Portalöffnung, die von einer rundbogigen Nische mit flachem Hintergrund überdeckt wird, die dem äußeren Tympanon mit Türsturz entspricht. In Höhe des Türsturzes wurde ein flachgründiges Dekor aufgebracht, das aus zwei waagerechten Bändern mit einem geometrischen Muster besteht, zwischen denen gefächerte Blätter von Blattranken in Schlangenlinie umschlungen werden.
Die Ostwand öffnet sich in die Vierung mit einer Arkade, die in der Form den großen jochteilenden Arkaden entspricht, die jedoch etwas schlanker ist und deren Bogen ein gutes Stück tiefer liegt. Diese Höhe ergibt sich aus der Höhenlage der Tonnengewölbe der Seitenschiffe, die unter den Vierungswänden von gleich großen Arkaden abgeschlossen werden. In der Wand über dieser Arkade wurde ein ehemaliges kleines rundbogiges Fenster wandbündig zugemauert.
In den Seitenschiffen stehen den Vorlagen der Pfeilerkerne auf der Außenwand ebensolche Wandvorlagen gegenüber. Auf ihnen ruht jeweils ein scharfkantiger, rundbogiger, schwach gestelzter Gurtbogen aus Keilsteinen, deren mit Kämpferprofilen markierte Bogenansätze etwa einen halben Meter über den Kämpfern der Scheidewandarkaden liegen. Die Gurtbögen tragen mit den Längswänden Kreuzgratgewölbe, deren äußere Rundungen der Gewölbezwickel mit den halbrunden Oberseiten der Gurtbögen übereinstimmen. In jedem Joch ist in den Außenwänden ein schlankes rundbogiges Fenster mit aufgeweiteten Gewänden ausgespart, das bis knapp unter die Scheitel der Schildbögen reicht.
In den östlichen Wänden der Seitenschiffe öffnet sich je eine rundbogige Arkade in das Querschiff, deren Bogenansätze von Kämpferprofilen markiert sind. Ihre Öffnung ist etwas schlanker und kaum halb so hoch, wie die der jochteilenden Arkaden.

Galerie: Langhaus
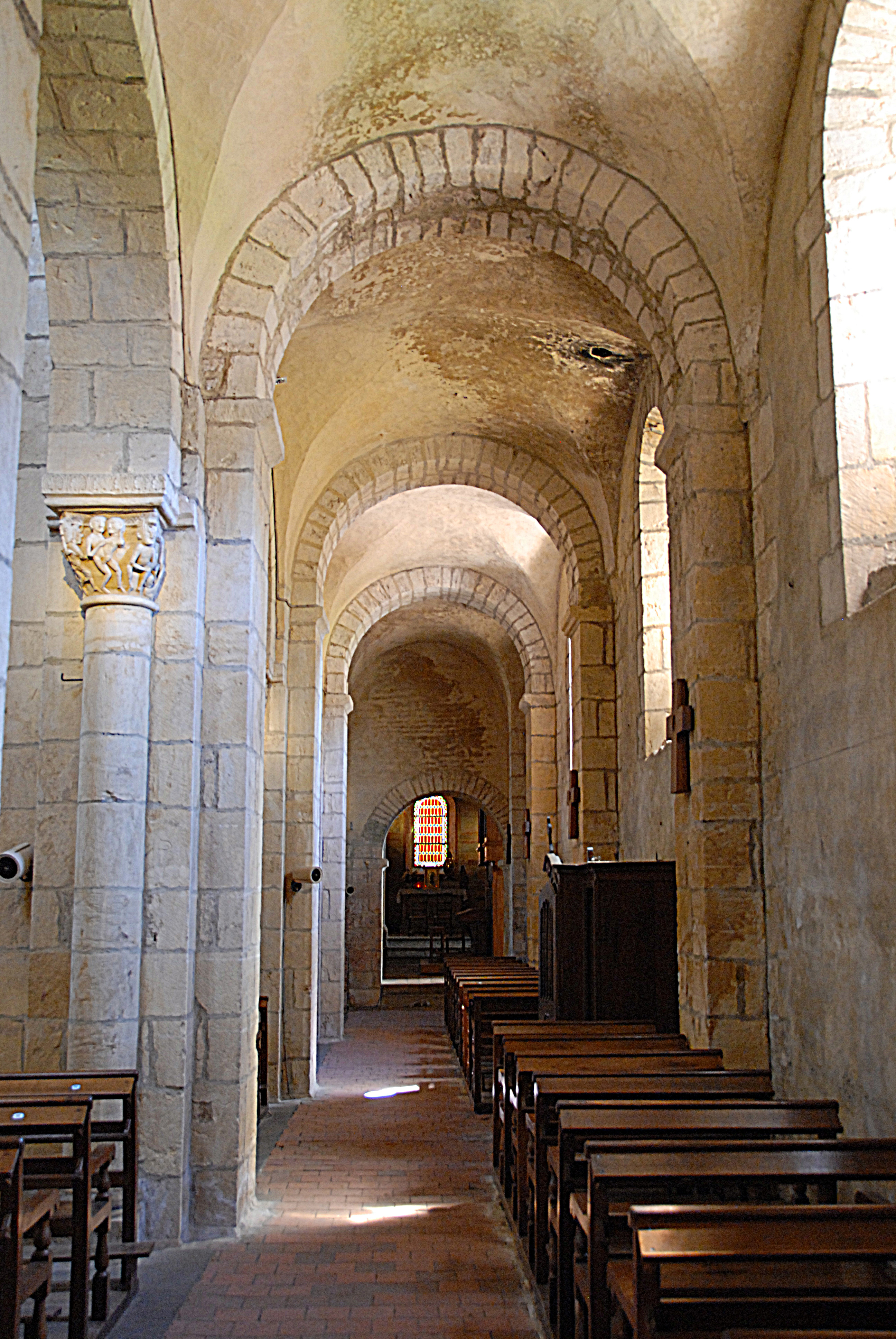
südl. Seitenschiff z. Chor
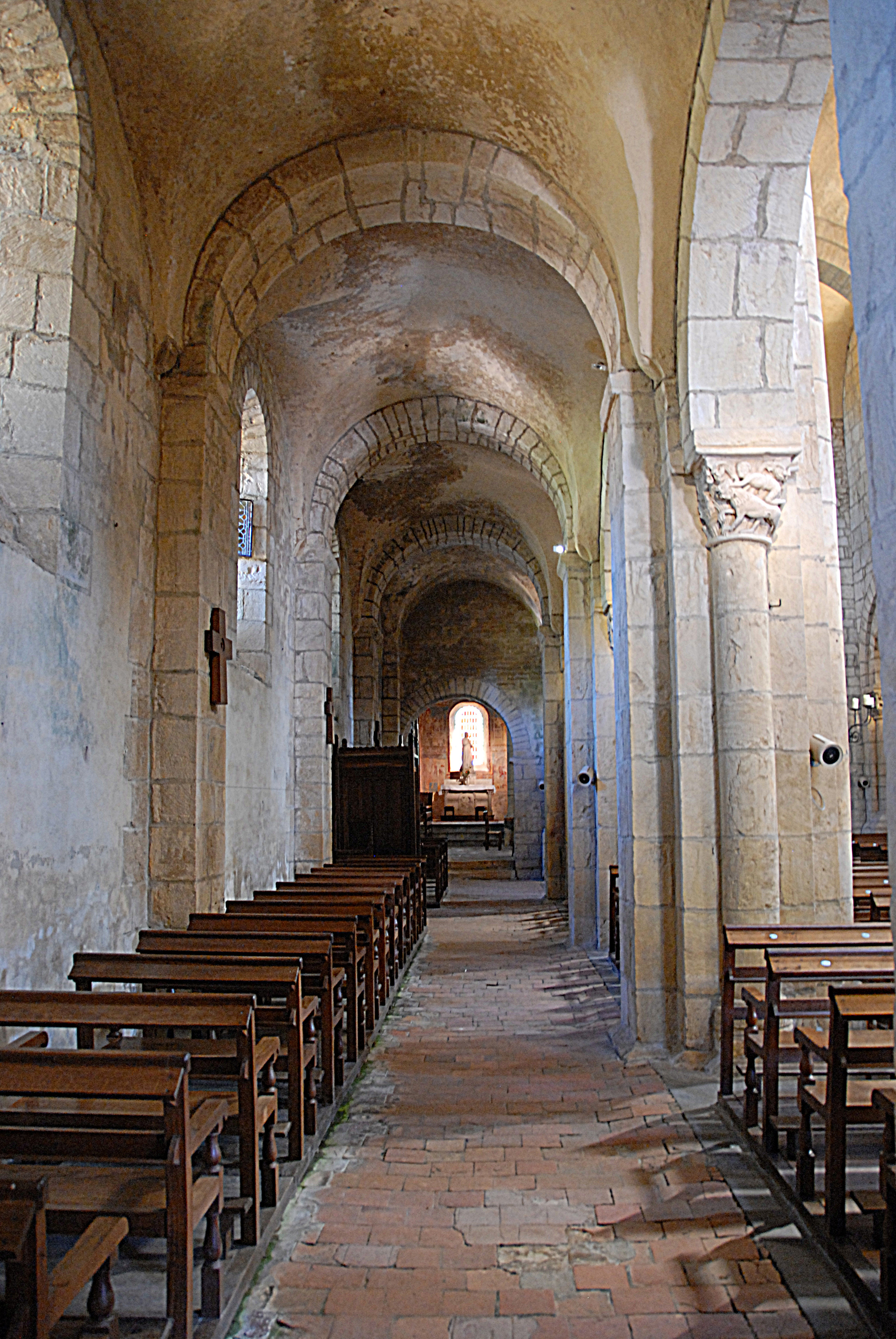
nördldl. Seitenschiff z. Chor
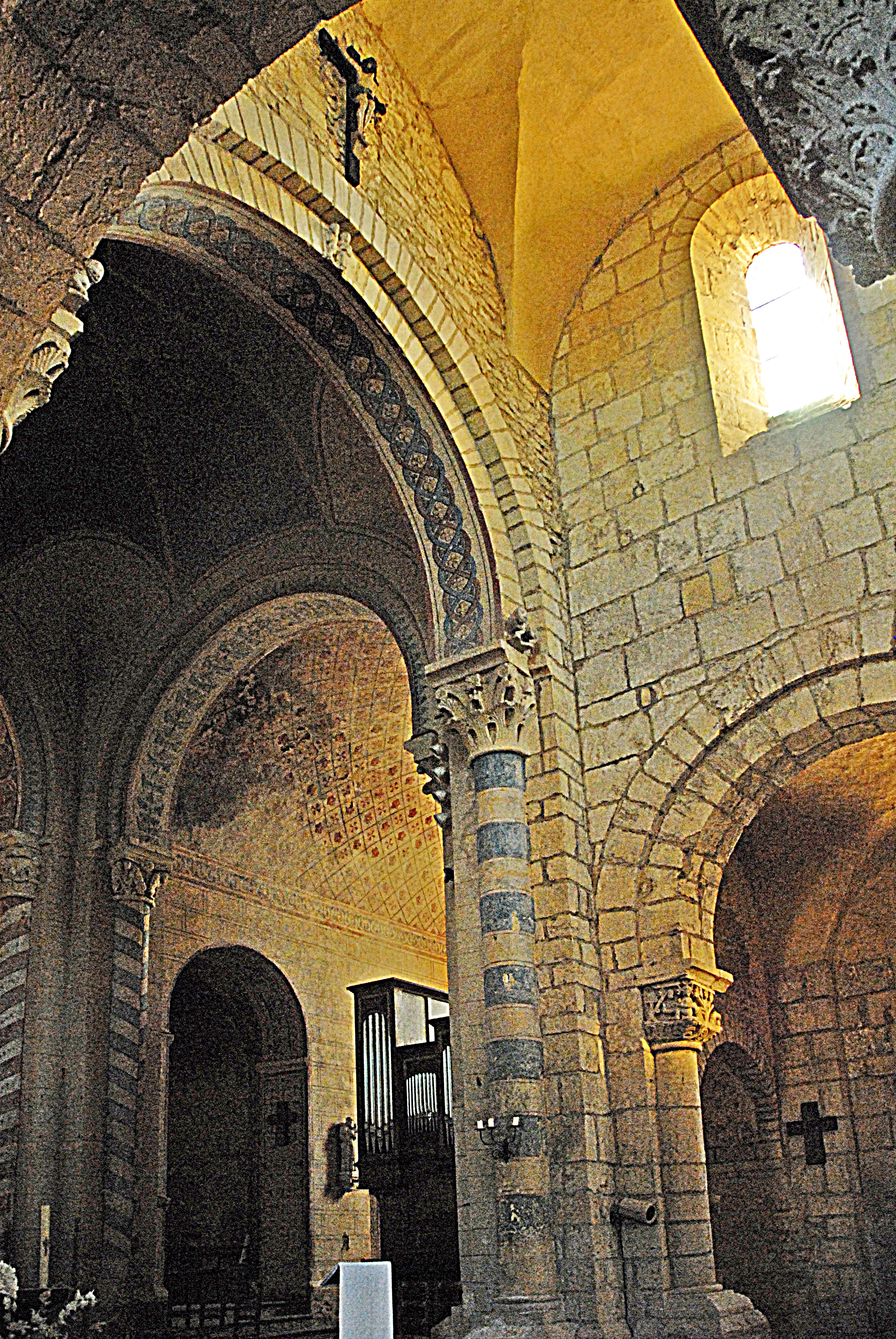
aus nördl. Seitenschiff z. Vierung
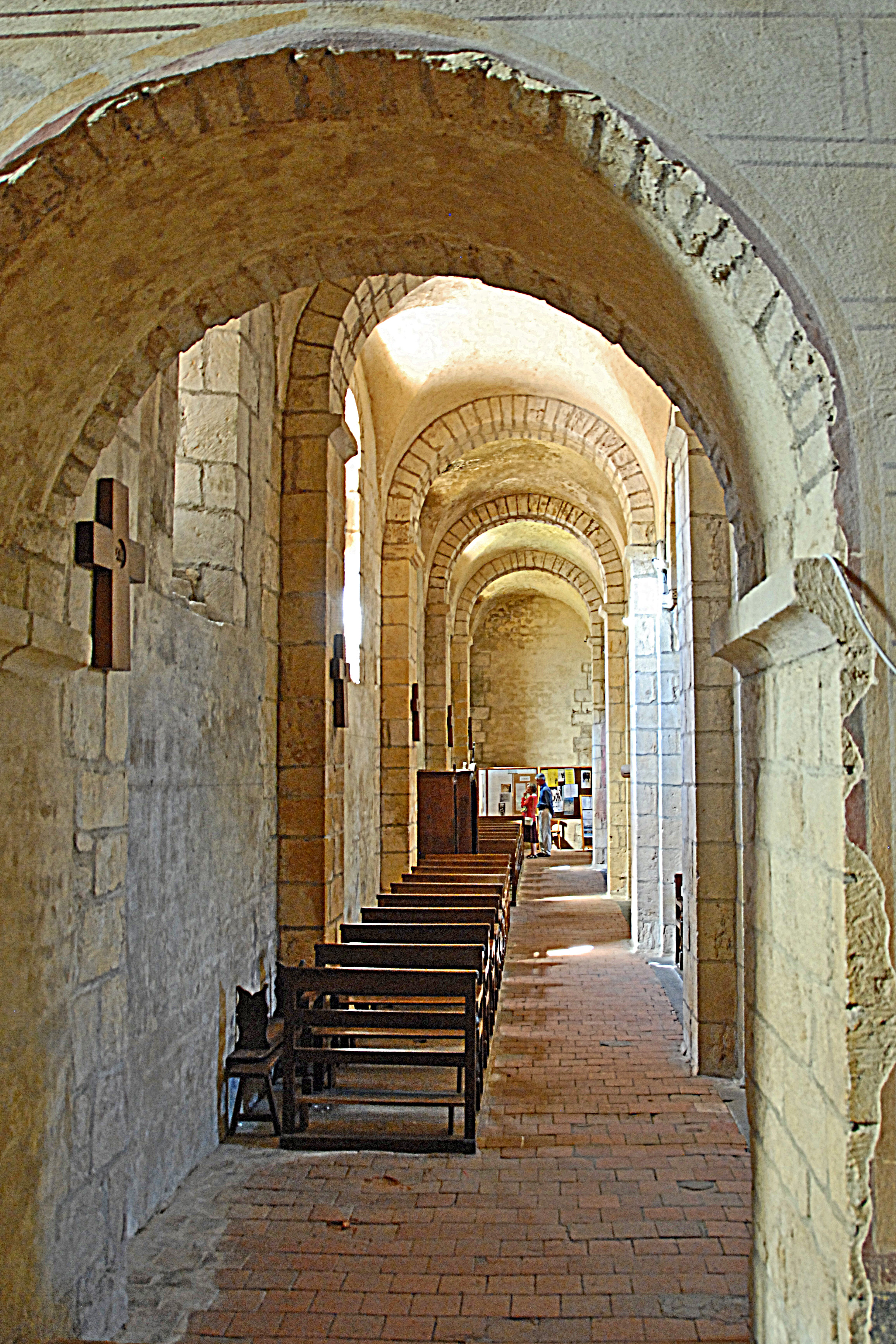
südl. Seitenschiff n. hinten

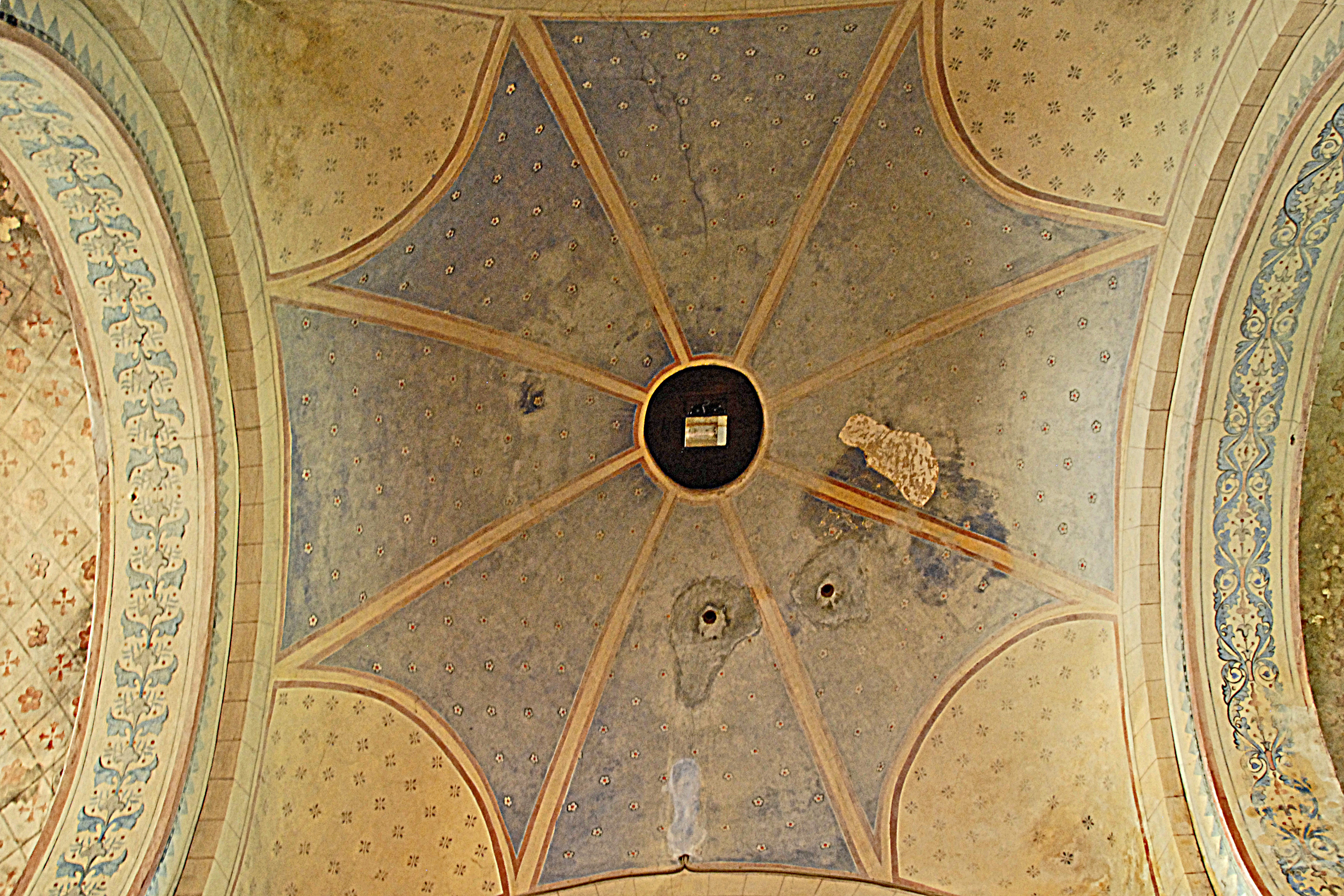
Trompenkuppel der Vierung

#### Querschiff mit Vierung

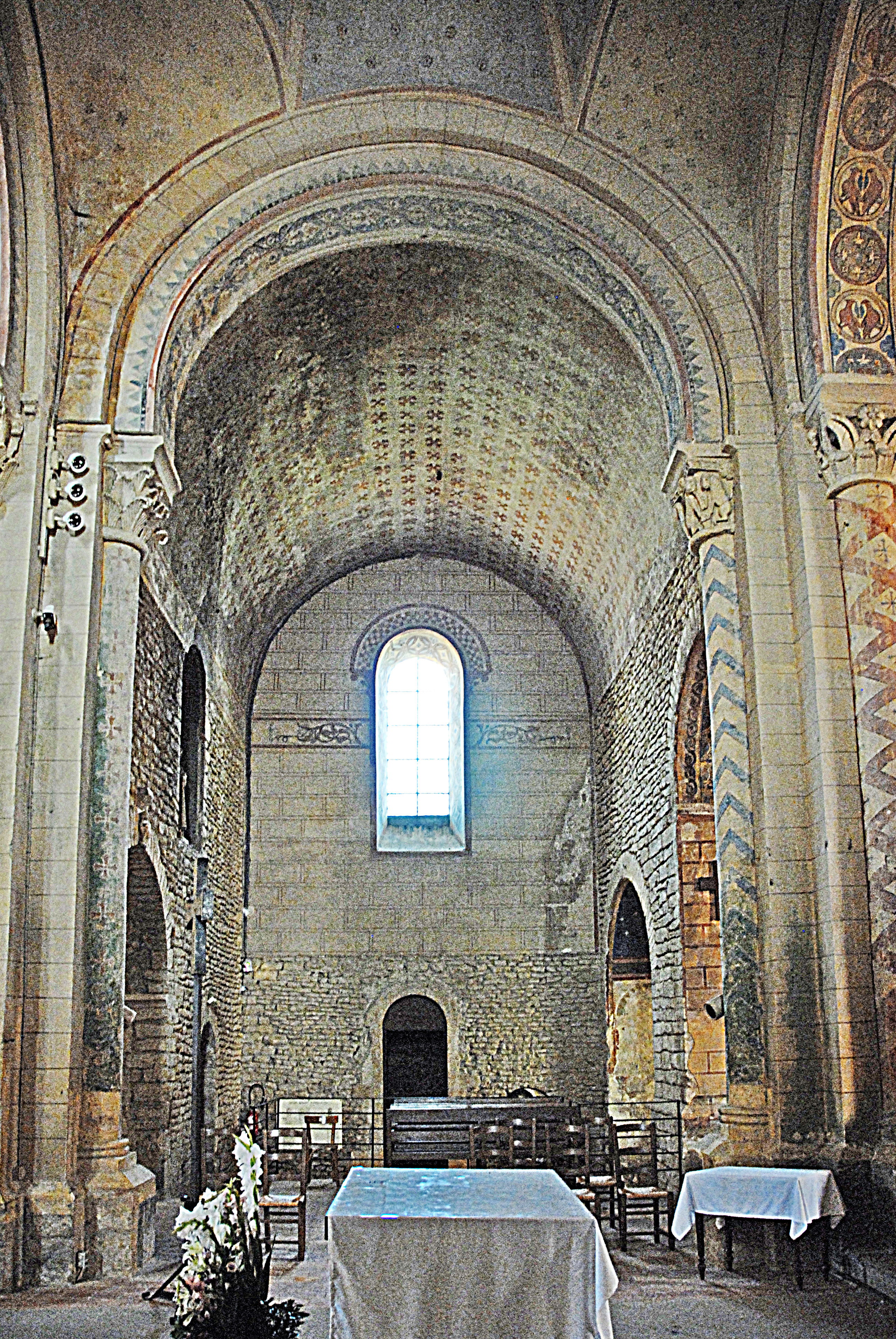
Nördl. Querhausarm

Die Querschiffarme weisen  rechteckige Grundrisse auf, die sich quer zum Hauptschiff erstrecken. Sie werden von halbrunden Tonnen überwölbt, deren Bogenansätze durch einen Wechsel der Bauteiloberflächen (Mauerwerk – Gewölbeputz) markiert werden. Sie öffnen sich zur Vierung mit den gleichen Arkaden, die der zwischen Vierung und Mittelschiff und der zum Chorjoch entspricht. Die Gewölbe schließen in Höhe der Außenkante der oberen Keilsteinbögen an. Die großen beiden rundbogigen Fenster mit aufgeweiteten Gewänden in den oberen Hälften der Querhausgiebelwände sollen die Querhausarme und die Vierung erhellen, weil diese keine eigene Fensterbelichtung  kennt. In der nördlichen Giebelwand gibt es in der Mitte eine rundbogige Tür, ein Zugang zur Sakristei, in deren Westwand eine etwas kleinere rundbogige Tür, vermutlich ein Zugang zum ehemaligen Friedhof. Im südlichen Querschiffarm gab es in der Giebelwand einmal eine rundbogige Tür, etwas nach Westen aus der Mitte versetzt, die heute vermauert ist. Das war wahrscheinlich die ehemalige Verbindung zu den dort angebauten Konventsgebäuden. In beiden Querschiffarmen sind in den Ostwänden rundbogige Öffnungen zu den äußeren Querhauskapellen und den Chorkapellen eingelassen. Die Öffnungen zu den Querhauskapellen sind die deutlich breiteren und niedrigeren und etwa so hoch wie die Öffnungen aus den Seitenschiffen. Diejenigen zu den Chorkapellen sind etwa so groß wie die jochteilenden Arkaden der Seitenschiffe.
Die Pfeiler auf den Ecken der Vierung stehen auf gut einen Meter hohen allseitig  ausladenden Sockeln. Ungewöhnlich für eine Vierungskuppel ist ihre verhältnismäßig geringe Höhe. Ihr Scheitel  liegt etwas unter der Höhe der Scheitel der Mittelschiffgewölbe. Sie kennt auch nicht die übliche Form des Kuppelrandes, etwa die eines Kreises, oder eines Achtecks, das an eine  Kreisform angenähert wird. Die Ecken des Quadrats der Vierung sind auch hier mit Trompen ausgefüllt, die in etwa die Hohlform eines Kegelviertels aufweisen. Der Kuppelrand besteht hier aus nach innen gebogenen Kreisabschnitten, aus den Trompen- und den Arkadenbögen. Von den acht spitzen Ecken der Kuppel steigen schwache  Grate zum Scheitel auf und enden an der kreisförmigen Aussparung, zum Vertikaltransport von Glocken, Baumaterial und Werkzeugen. Das Ganze erinnert an einen aufgespannten Regenschirm. Die Kuppel wird  nur schwach  mit Tageslicht erhellt

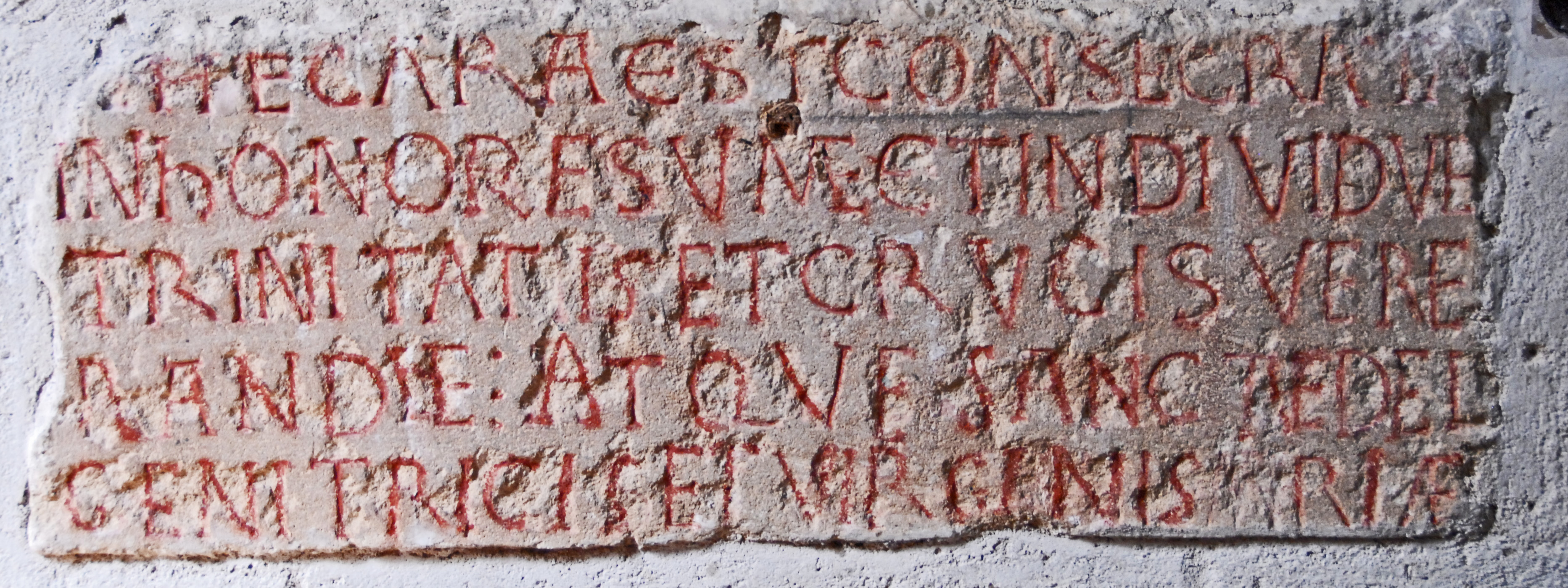
Lateinische Inschrift

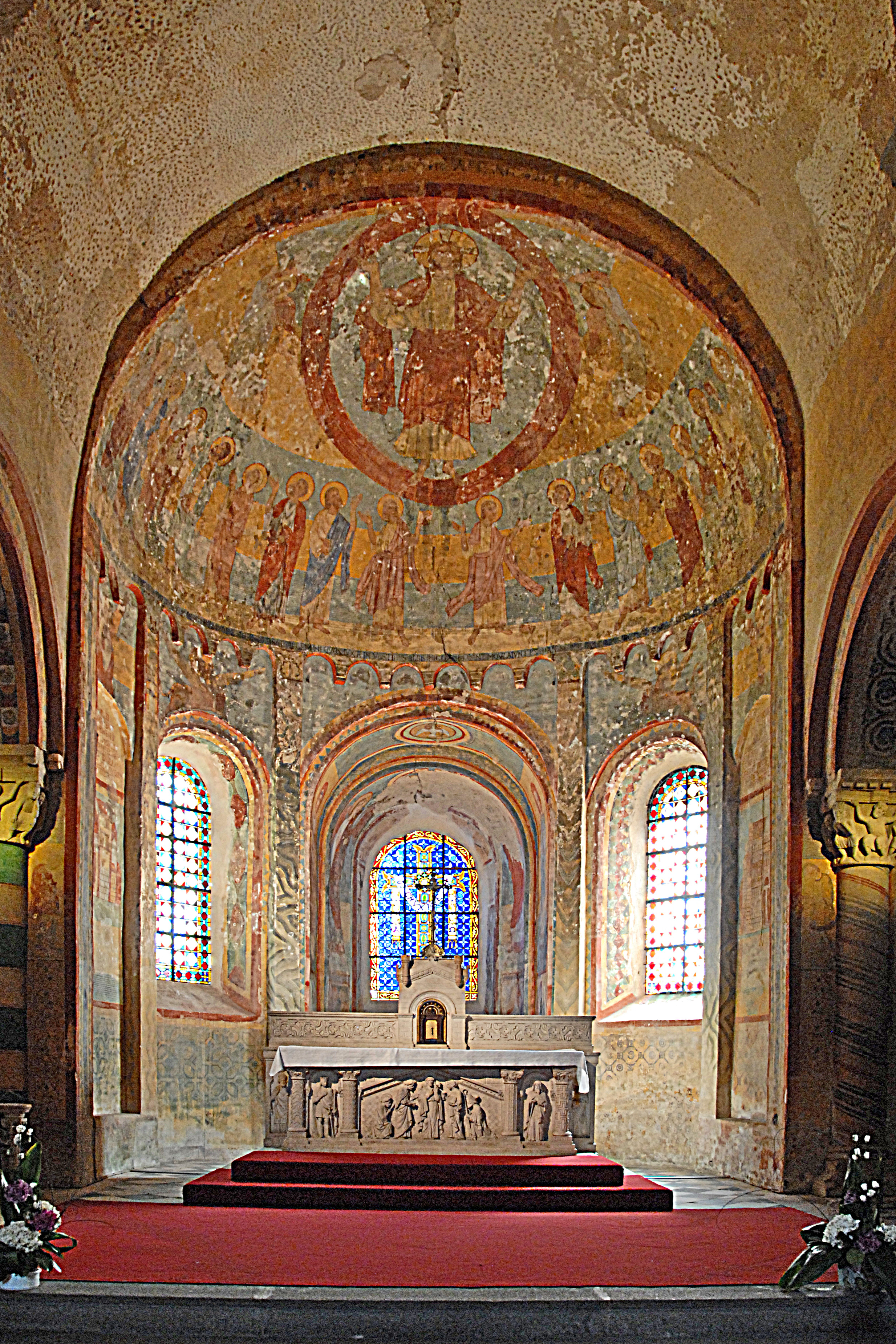
Chor

Auf einer hellen Putzfläche findet sich eine rechteckige Tafel mit einer lateinischen Weiheinschrift in Majuskeln, in der alle drei Patrozinien der Kirche aufgeführt sind, die Dreifaltigkeit, das heilige Kreuz und die Gottesmutter Maria. Die Inschrift war offenbar ursprünglich für einen Altar bestimmt und lautet wie folgt:
HEC ARA EST CONSECRATA / IN HONORE SVME ET INDIVIDVE / TRINITATIS ET CRVCIS VENE/RANDAE, ATQVE SANCTAE DEI / GENITRICIS ET VIRGINIS MARIAE
Übersetzung: Dieser Altar ist geweiht zu Ehren der höchsten und ungeteilten Dreifaltigkeit und des ehrwürdigen Kreuzes, und der heiligen Gottesmutter und Jungfrau Maria.

#### Staffelchor
Die äußeren beiden Querhauskapellen stehen jeweils auf dem Grundriss aus einem Halbkreis, an den sich ein schmales Rechteck anschließt. Es sind die niedrigsten aller Kapellen. Die  Apsiden werden von halben Kuppelkalotten überwölbt, an die sich kurze Tonnen anschließen. In den Apsisscheiteln sind kleine, rundbogige, nach innen aufgeweitete Fenster ausgespart. In der südlichen Kapelle gibt es einen kleinen Durchlass zur benachbarten Chorkapelle.
Die schmalen Chorkapellen flankieren den zentralen Chor. Sie besitzen einen Grundriss in Form eines Halbkreises, an den ein geringfügig breiteres Rechteck anschließt. Der rechteckige Raum entspricht in Ausdehnung, Wölbung und Höhe etwa einem Seitenschiffjoch. Die Apsiden werden von halben Kuppelkalotten überwölbt und besitzen geringfügig größere Fenster, wie die in den benachbarten Kapellen.
Die Chorkapellen öffnen sich zum Chorjoch mit Arkaden, die denen unter den  Scheidewänden des Langhauses entsprechen.

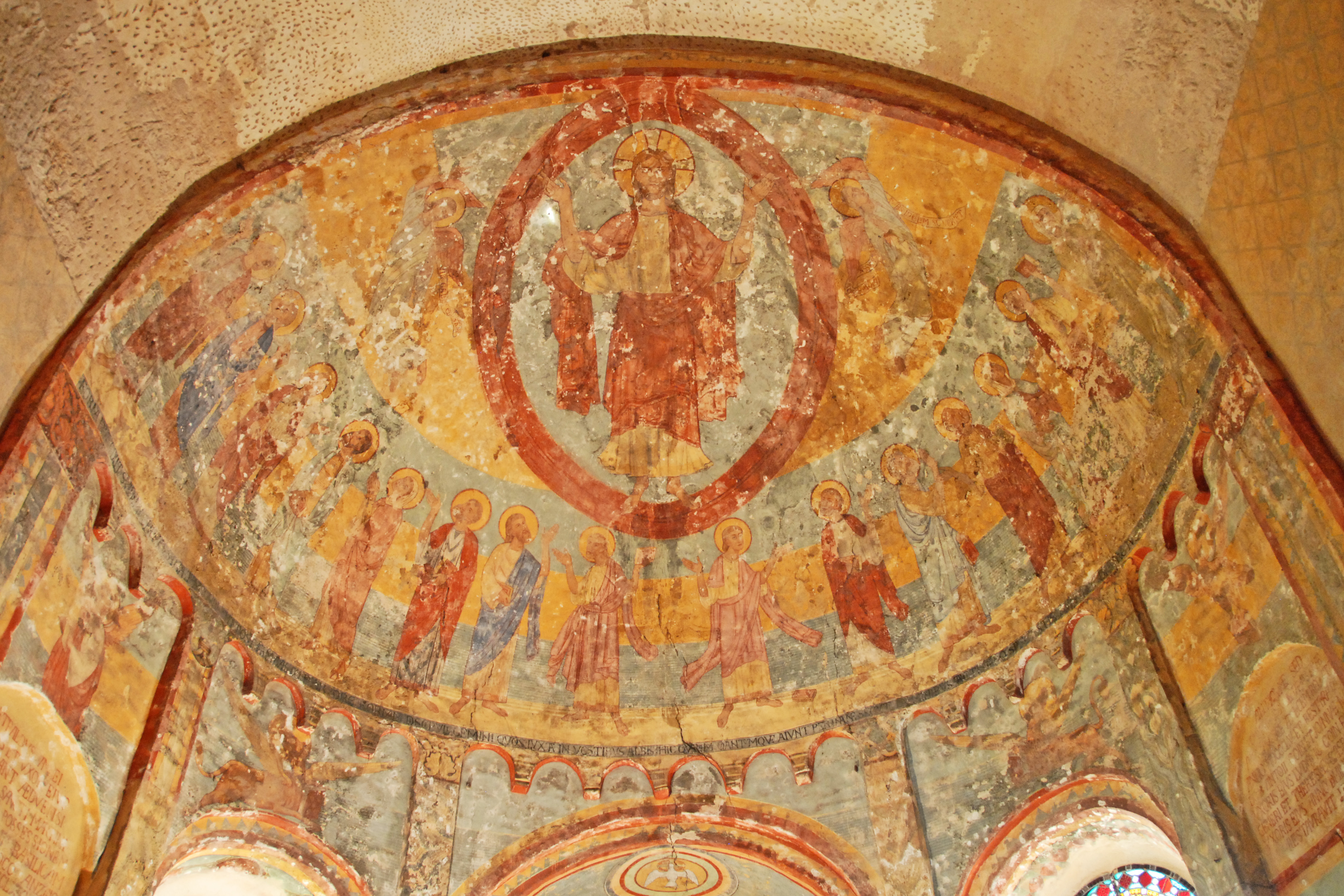
Fresko, Kalotte der Chorapsis

Der Chor steht auf dem Grundriss eines Halbkreises, der Chorapsis, an den sich ein geringfügig breiteres Rechteck, das Chorjoch,  anschließt. Die Apsis wird von einer halben Kuppelkalotte überwölbt, das Chorjoch von einem halbrunden Tonnengewölbe, in Form und Aufriss denen der Querschiffarme.  Apsis und Chorjoch  werden durch einen umlaufenden Rückversatz der Wände und der Gewölbe voneinander getrennt. Im Zentrum der Chorapsis öffnet sich eine kleine Scheitelkapelle, die von einer halben Kuppelkalotte und einem Stück Tonne überwölbt wird. In ihrem Zentrum ist ein etwas gedrungenes, rundbogiges Fenster mit aufgeweiteten Gewänden  ausgespart. Beidseitig der Kapelle sind es schlankere und höhere Fenster mit aufgeweiteten Gewänden. Die gerundete Wand der Chorapsis ist mit einem Motiv ausgestattet, wie es sich auch auf den Turmwänden findet. Die Rundung wird vertikal durch schlanke, nur gering auftragende Wandpfeiler in fünf unterschiedlich breite rechteckige Blendnischen unterteilt, die oberseitig von kleinen Blendarkaturen begrenzt werden. Die mittlere enthält die Scheitelkapelle, besitzt sechs kleine Arkadenbögen, die beiden benachbarten enthalten die Fenster, weisen vier Bögen und die beiden äußeren, ohne Öffnungen, drei Bögen auf.
In den Apsiden finden sich im 19. Jahrhundert wiederentdeckte und restaurierte Fresken des 12. Jahrhunderts, allerdings in einem schlechten Erhaltungszustand. Auf der Kalotte der Chorapsis ist die Himmelfahrt Christi mit 12 Aposteln und drei Frauen dargestellt. Christus mit Kreuznimbus steht aufrecht mit weit erhobenen Armen und offenen Händen in einer Mandorla, die von zwei Engeln empor getragen wird. Die 15 stehenden Personen, mit Nimben hinter ihren Häuptern, schauen  und weisen mit ihren  Händen aufwärts. Der untere Kalottenrand wird von einem dunklen Band markiert, auf dem eine lateinische Inschrift in Majuskeln zu finden ist. Die Wand der Chorapsis ist bis in die Scheitelkapelle und in die Fenstergewände hinein mit verschiedenen Dekoren bemalt. In den beiden äußeren Blendnischen  sind Heilige dargestellt, der auf der linken Seite wird mit einem Schriftzug als LETHALDUS gekennzeichnet.
Auch  die anderen Kapellenapsiden sind ganzflächig mit Fresken bemalt, die Szenen mit Heiligen darstellen.

Galerie: Fresken im Staffelchor
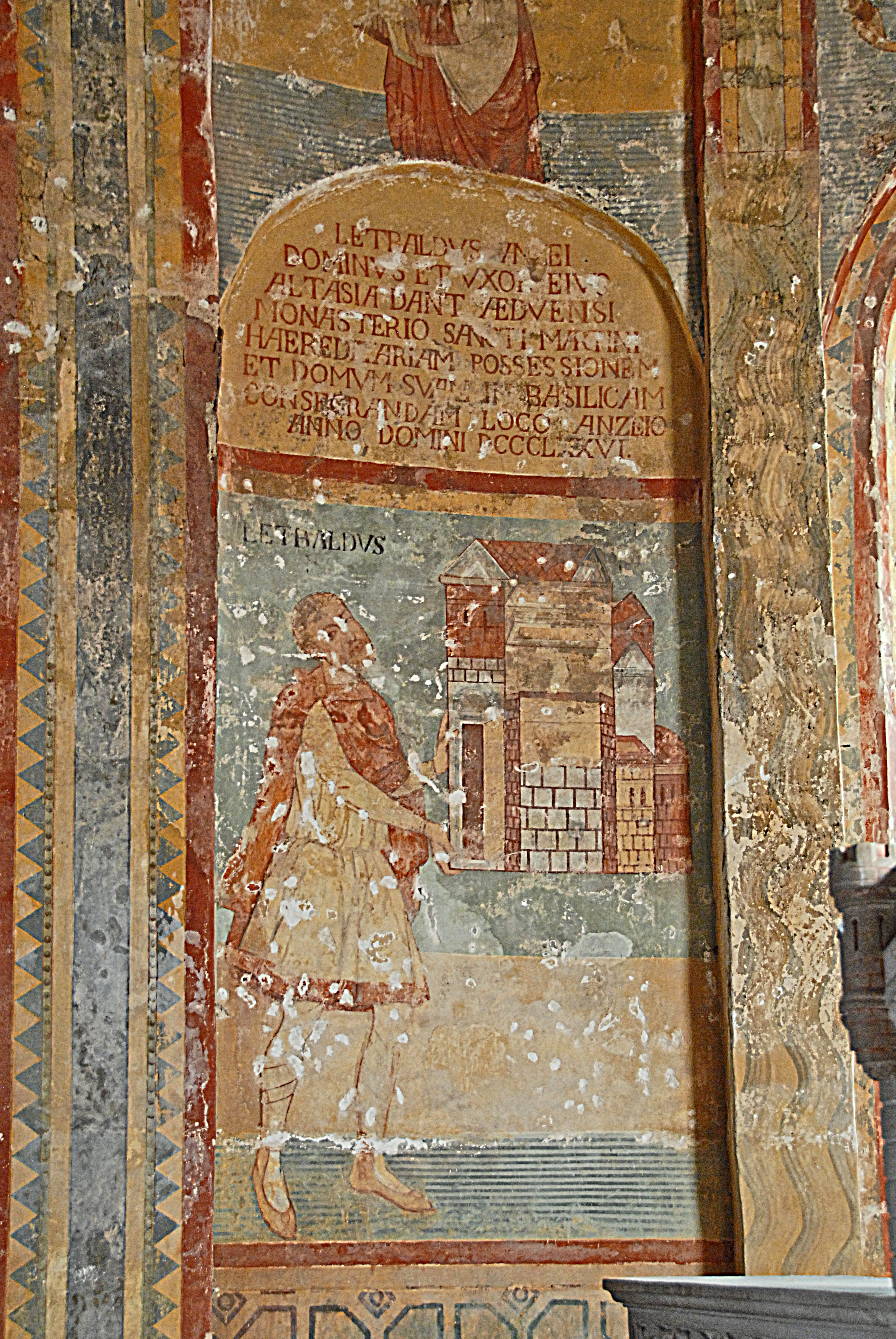
Fresko, links in Chorapsis
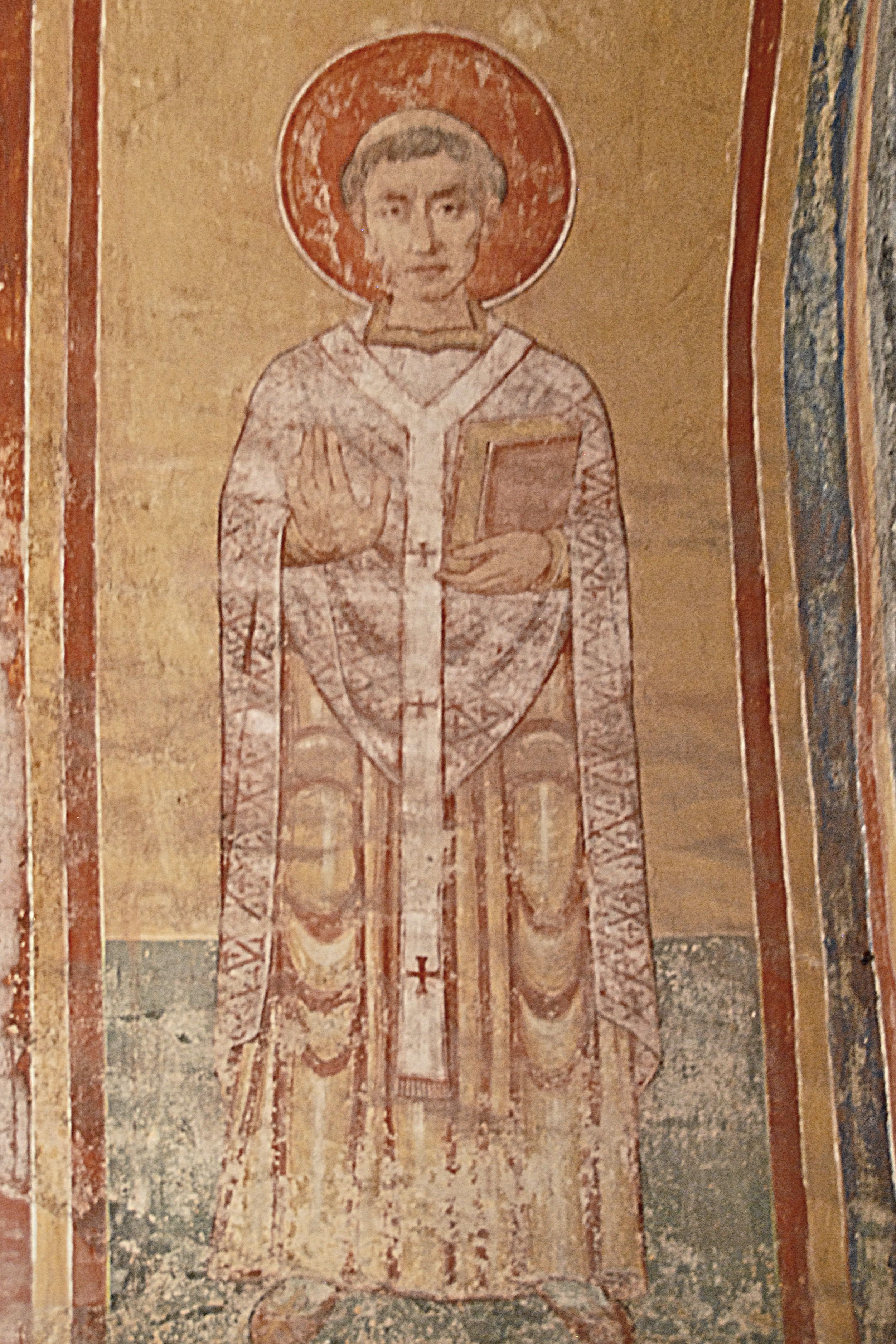
Fresko, in Chorkapelle
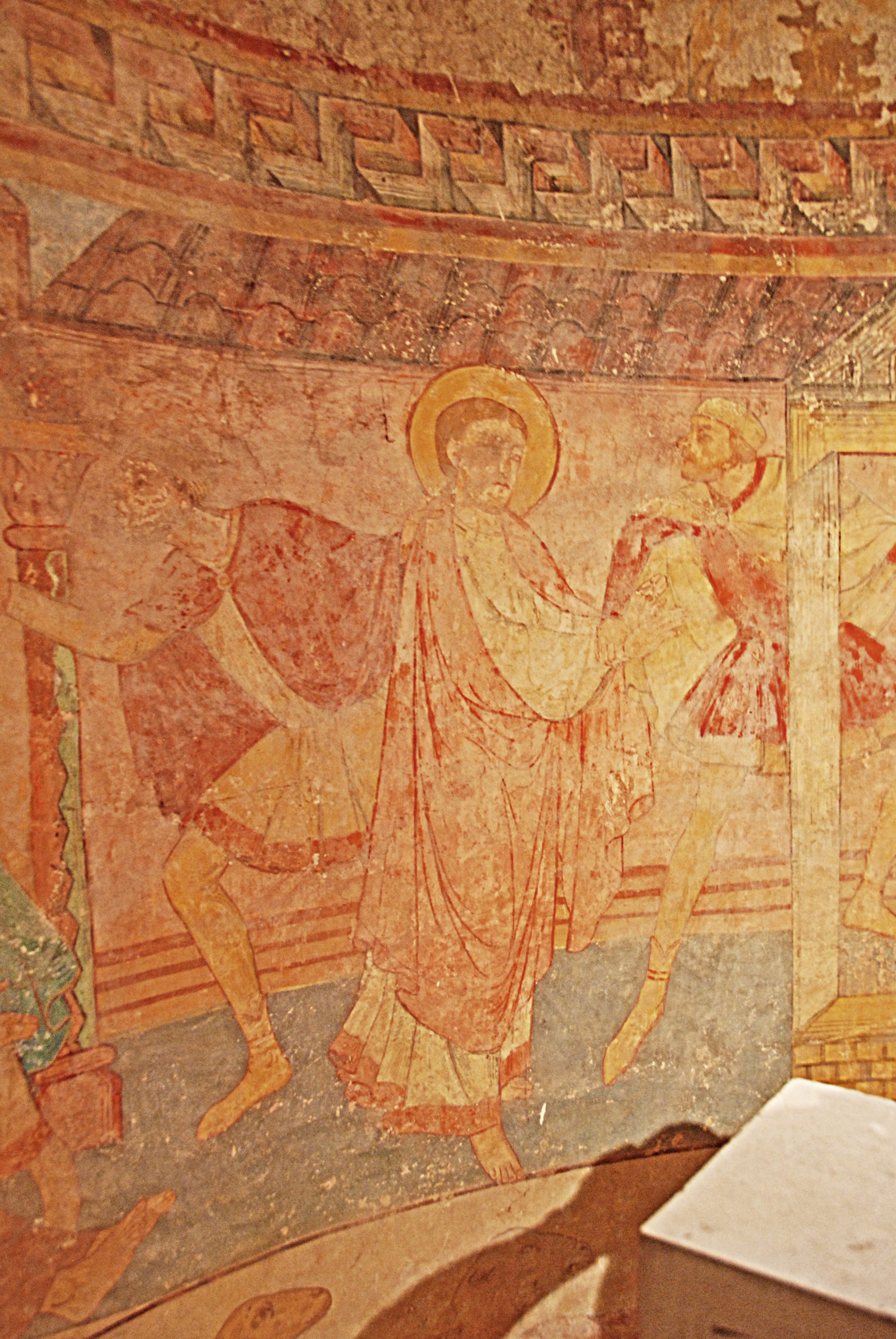
Fresko, in Chorkapelle
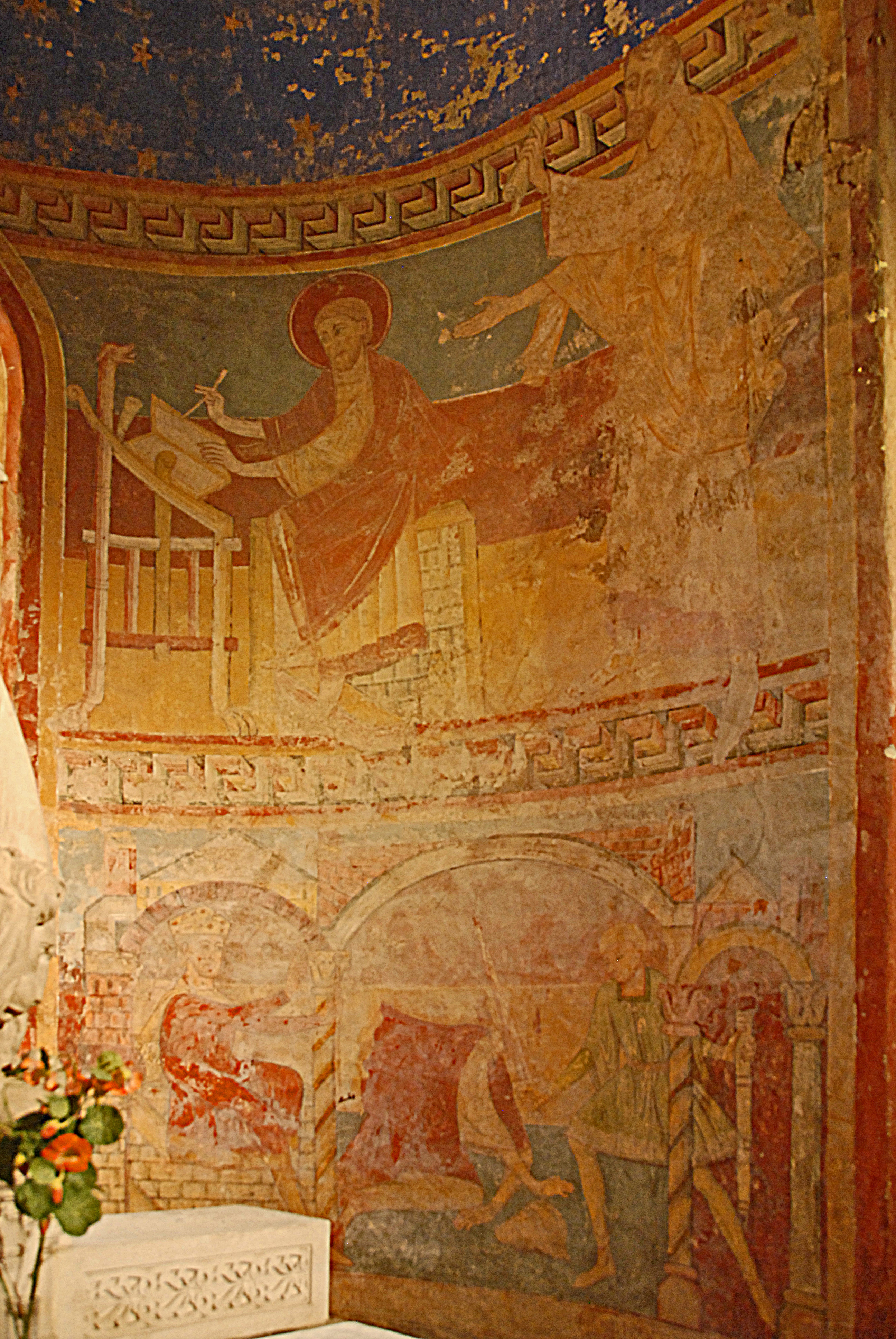
Fresko, in Chorkapelle

#### Kapitellzyklus im Innenraum
Bemerkenswert sind die 40 skulptierten Kapitelle, die denen in Autun und Vézelay vorangegangen sind. Die meisten tragen antikisierenden  Blattschmuck, etwa die Hälfte der Kapitelle zeigen figürliche Szenen des Alten und des Neuen Testaments und moralische Unterweisungen. Noch sind die Köpfe und Körper eher plump und die Bildkompositionen  schematisch skulptiert.  Zugleich wird deutlich, dass neben den Portalen das Medium des Kapitells zum wichtigsten Ausdrucksträger der romanischen Kunst wurde. Man erkennt unter anderem folgende Darstellungen:
- Mehrere Atlanten in Menschengestalt tagen Auflasten mit ihren Händen und Köpfen.

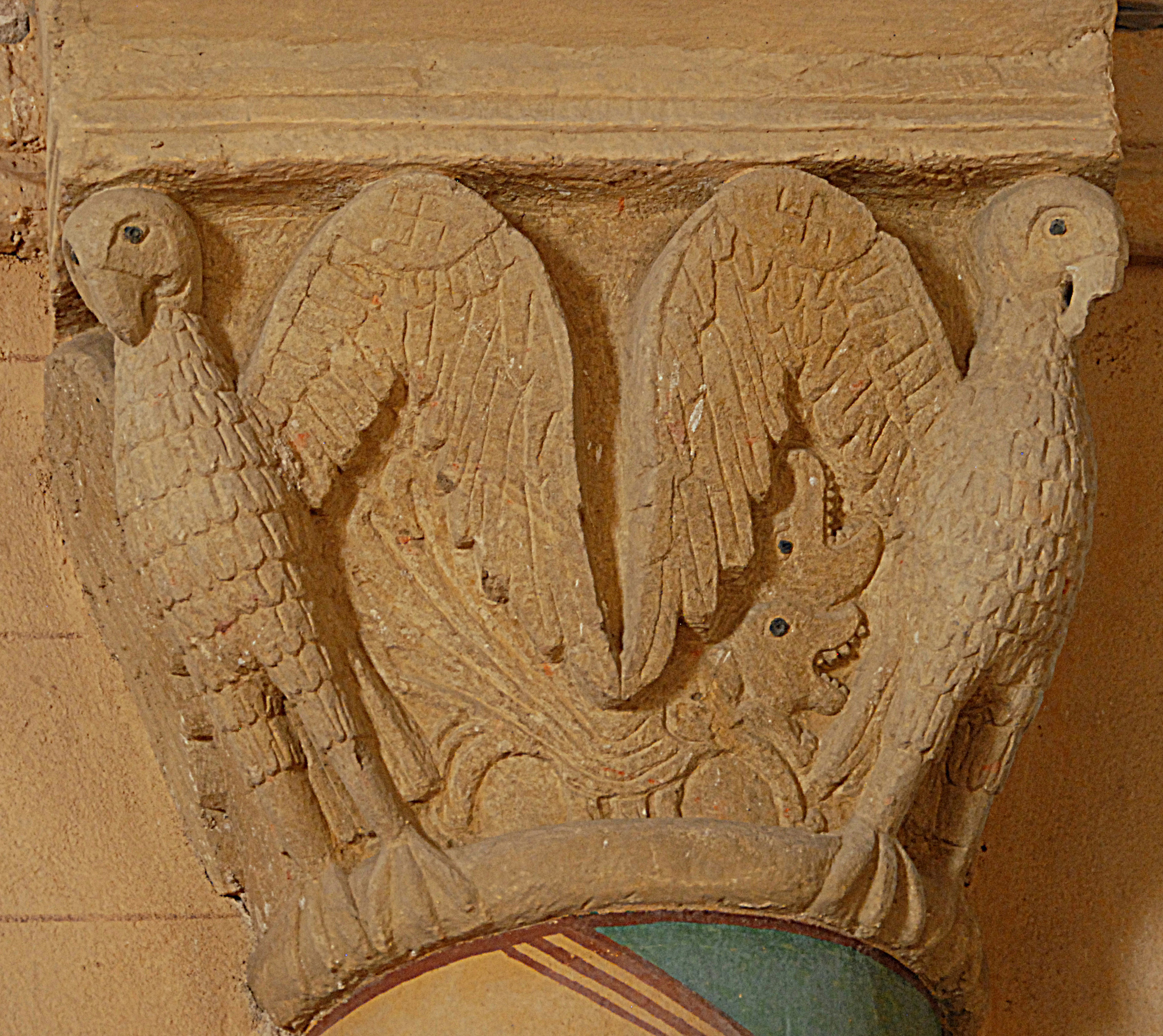
Kapitell, „Pelikane“ füttern Junge

- „Pelikane“ in Gestalt von Adlern öffnen mit den Schnäbeln ihre Brust, auf einem Kapitell sind unter ihnen kleine Jungtieren zu sehen, die mit geöffneten zähnefletschenden  Mäulern nach Nahrung betteln. In der Antike glaubte man, dass der Pelikan seine Jungen mit Blut füttert. Tatsächlich färbt sich beim Krauskopfpelikan während der Brutzeit das Gefieder im Kehlenbereich rot, was sicherlich die Erklärung für diesen Mythos liefert. In der christlichen Symbolik und Ikonographie sah man deshalb im Bild des Blut opfernden Pelikan ein Symbol für Jesus Christus. Nach dem Physiologus(2. Jahrhundert), der großen Einfluss auf die frühe christliche Ikonografie hatte, erweckt der Pelikan mit seinem Blut seine Jungen wieder zum Leben, die er vorher selbst getötet hatte. (die Version, dass er die Jungen mit seinem Blut nährt, ist eine spätere Verharmlosung der Geschichte). Die Fehler in der Darstellung der Vögel und ihrer Jungen sind der Unkenntnis der mittelalterlichen Steinmetze über die fremdartigen Tiere zuzuschreiben[11]

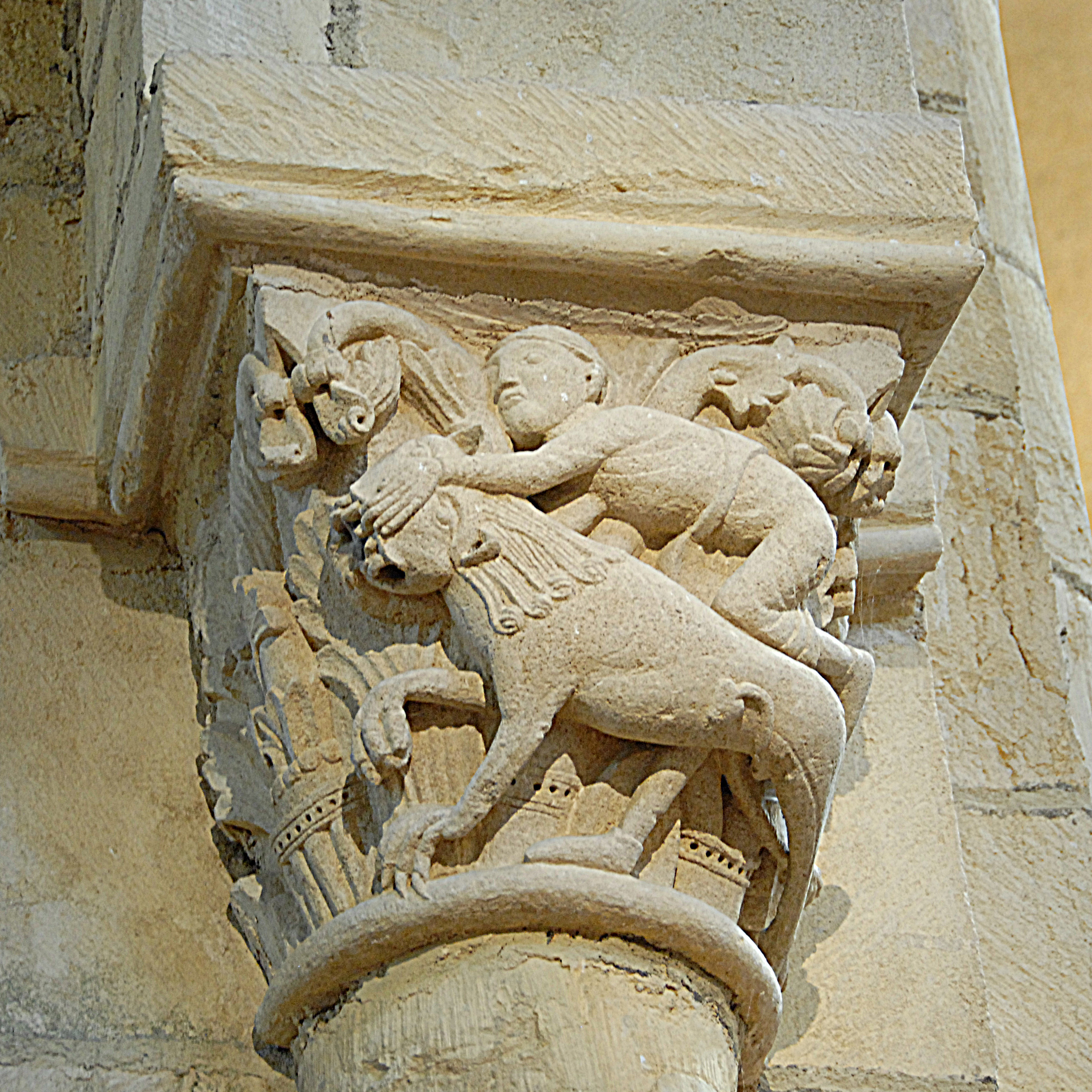
Kapitell, Simson kämpft mit einem Löwen

- Männer raufen sich paarweise und reißen an den Bärten und Haupthaaren ihrer Gegner. Auf den Kapitellecken strecken  langbärtige Gesichter ihre langen Zungen aus dem Mund.
- Vier Vierbeiner (Löwen?) stehen paarweise im Rankenwerk, und richten sich auf, ihre Köpfe gegeneinander gelehnt.
- Kampf eines Engels mit Schild und erhobenem Schwert gegen ein im Wasser stehendes Monster mit weit geöffnetem Maul.
- Ein unbekleideter Mensch windet sich elegant, offensichtlich im Wasser schwimmend, und wird an beiden  Enden von Monstern bedroht, deren schlangenartige Leiber sich kringeln und ihre Schwänze  sich untereinander verhaken.
- Simson schwingt sich über einen Löwen und greift ihm in das weit geöffnete Maul mit kräftigen Zähnen.
- Zwei Menschen hocken auf den Ecken des Kapitells im Pflanzendickicht und werden von je zwei sich erhebenden Vierbeinern (Löwen?) bedrängt.
- Vier Vögel hocken paarweise im Pflanzendickicht und picken danach.
- Ein aufgerichteter unbekleideter Mensch steht mit zwei an der Hüfte zusammengewachsenen  Oberkörpern, der eines Mannes und einer Frau, auf zwei Beinen. Diese seltsame Gestalt wird von verschiedenen Personen eingerahmt. Ganz links von einem Menschen, der von einem Monster (Löwe?)bedroht scheint. Ihm folgt ein Flöte spielender Mensch, halb rechts eine sitzende Person und ganz rechte ein Mensch, der aus der Höhe kopfabwärts in die Tiefes stürzt.

Die geteilte Person zeigt die Erschaffung der Eva gemäß Gen 2,22 . Dann sollte das Kapitell dem Thema des (älteren, zweiten) Schöpfungsberichtes folgen: links außen  die Erschaffung der Tiere, die zunächst als Partner Adams gedacht waren (Gen 2,19 ), aber nicht zu ihm passen; der Flötenspieler würde dann Gen 2,21  (Gott versetzt Adam in den Schlaf) veranschaulichen. Rechts außen wäre der (Sünden-)Fall abgebildet, das Ende der paradiesischen Gemeinschaft. So wäre also ein stimmiger Zyklus zu Gen 2, 18ff gegeben.

Kapitellzyklus
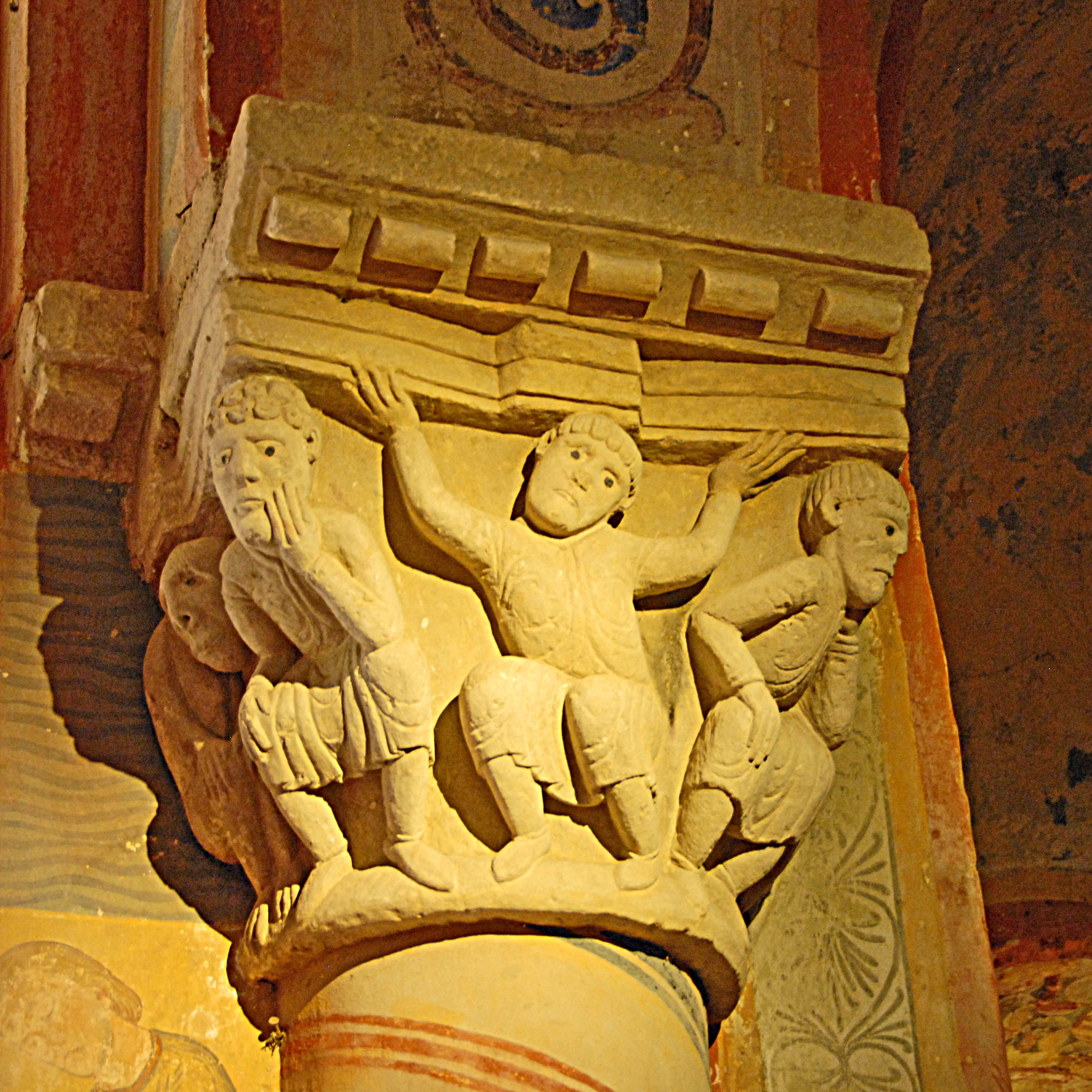
Kapitell, Atlanten
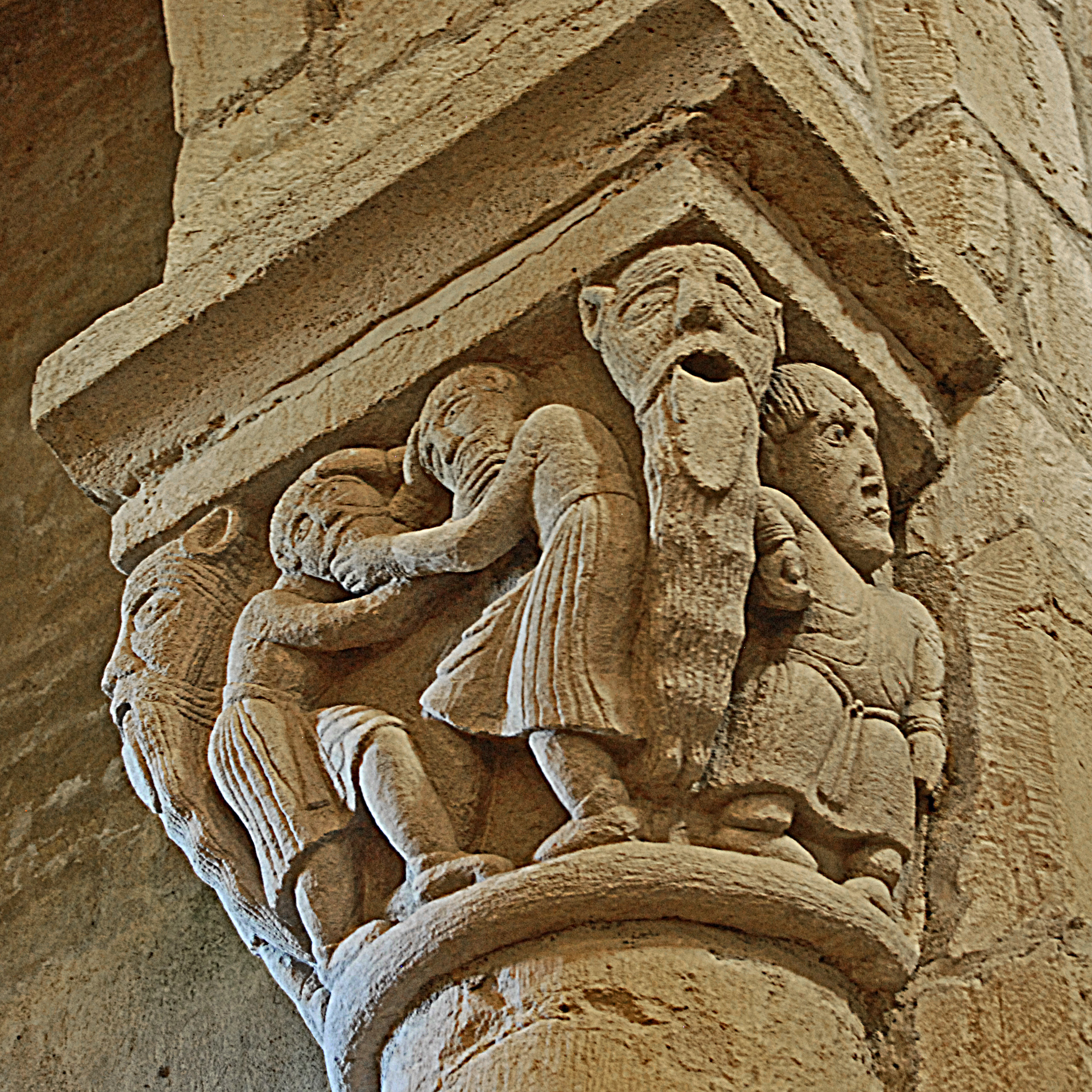
Kapitell, Ringer mit Bärten
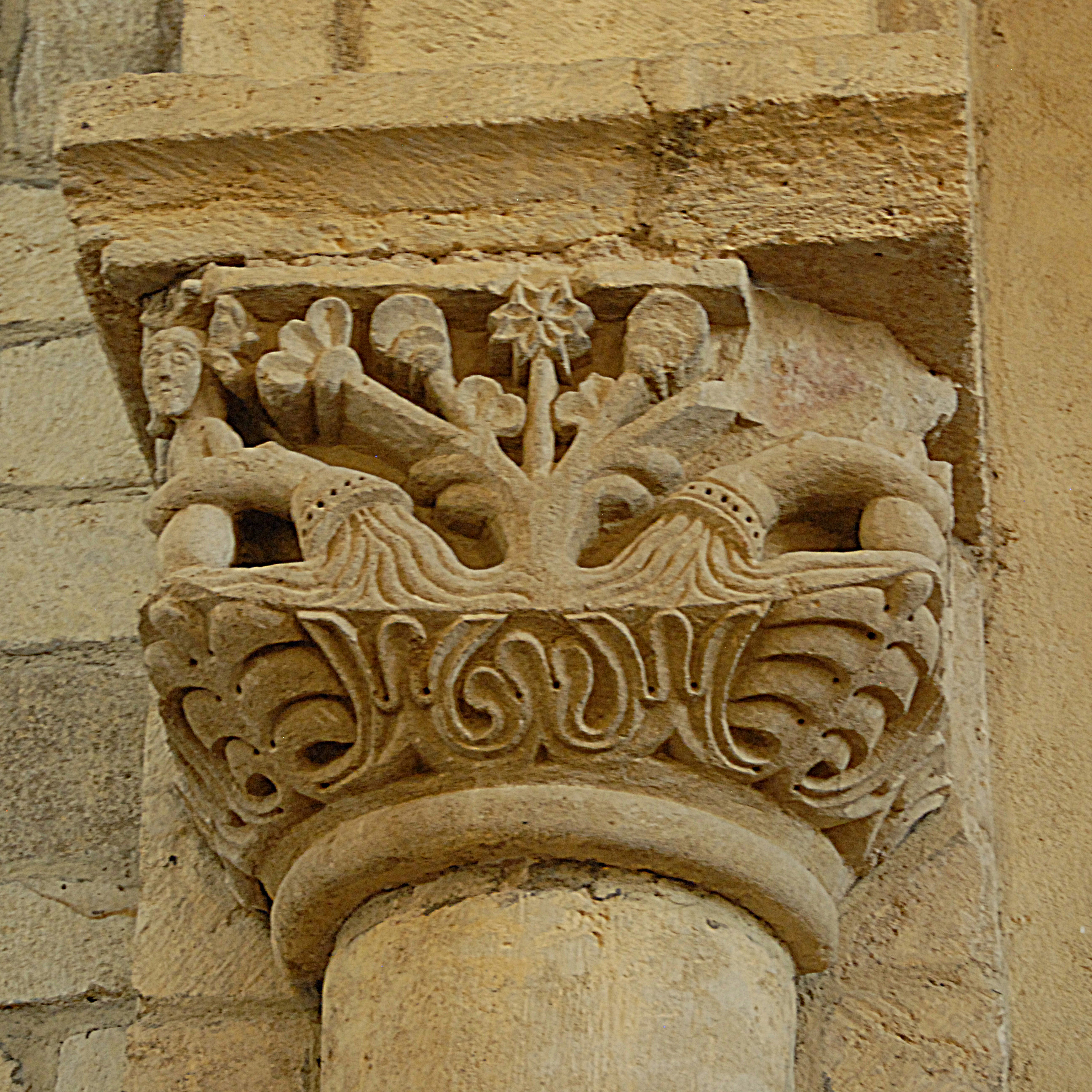
Kapitell, Pflanzen werden getränkt
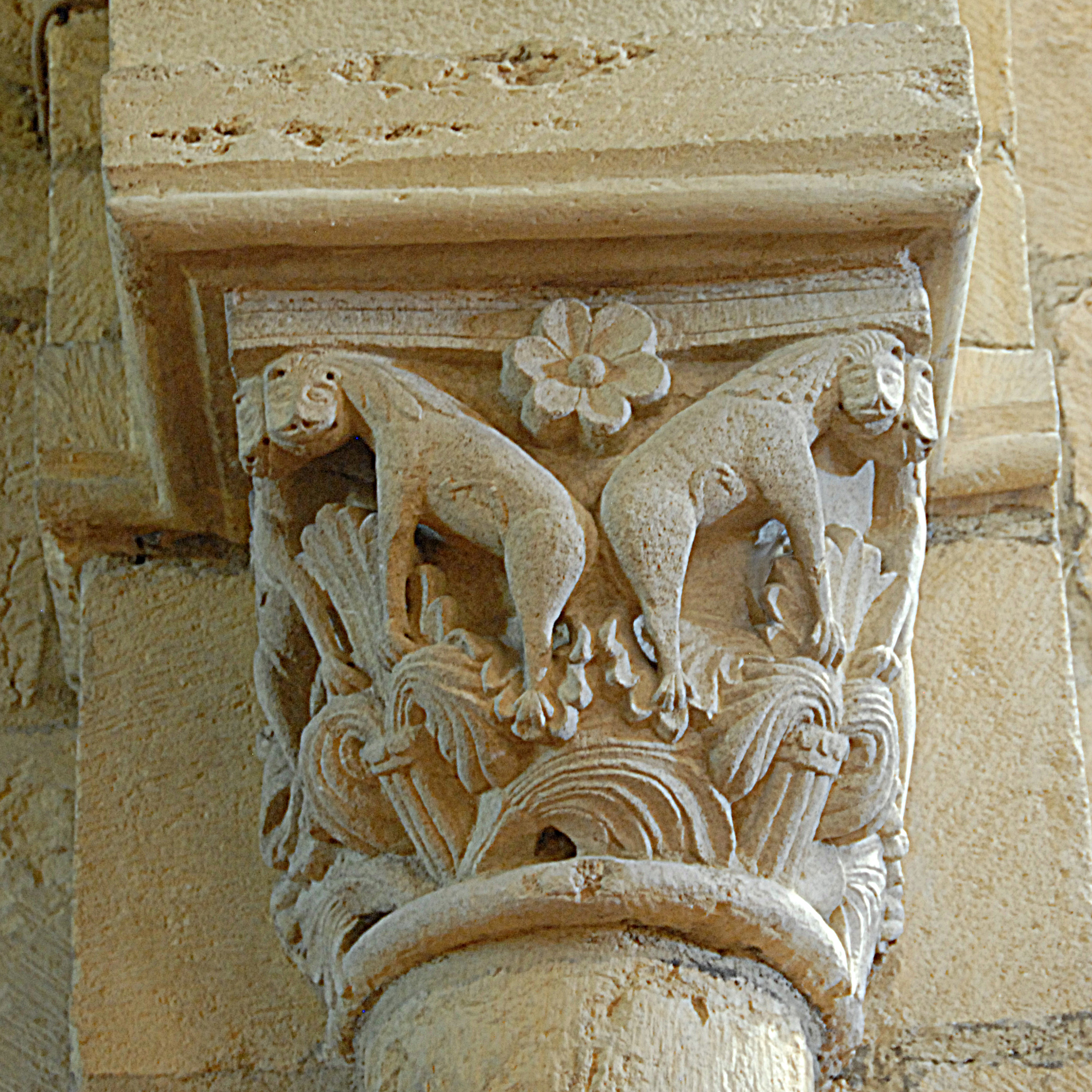
Kapitell, Vierbeiner (Löwen?)
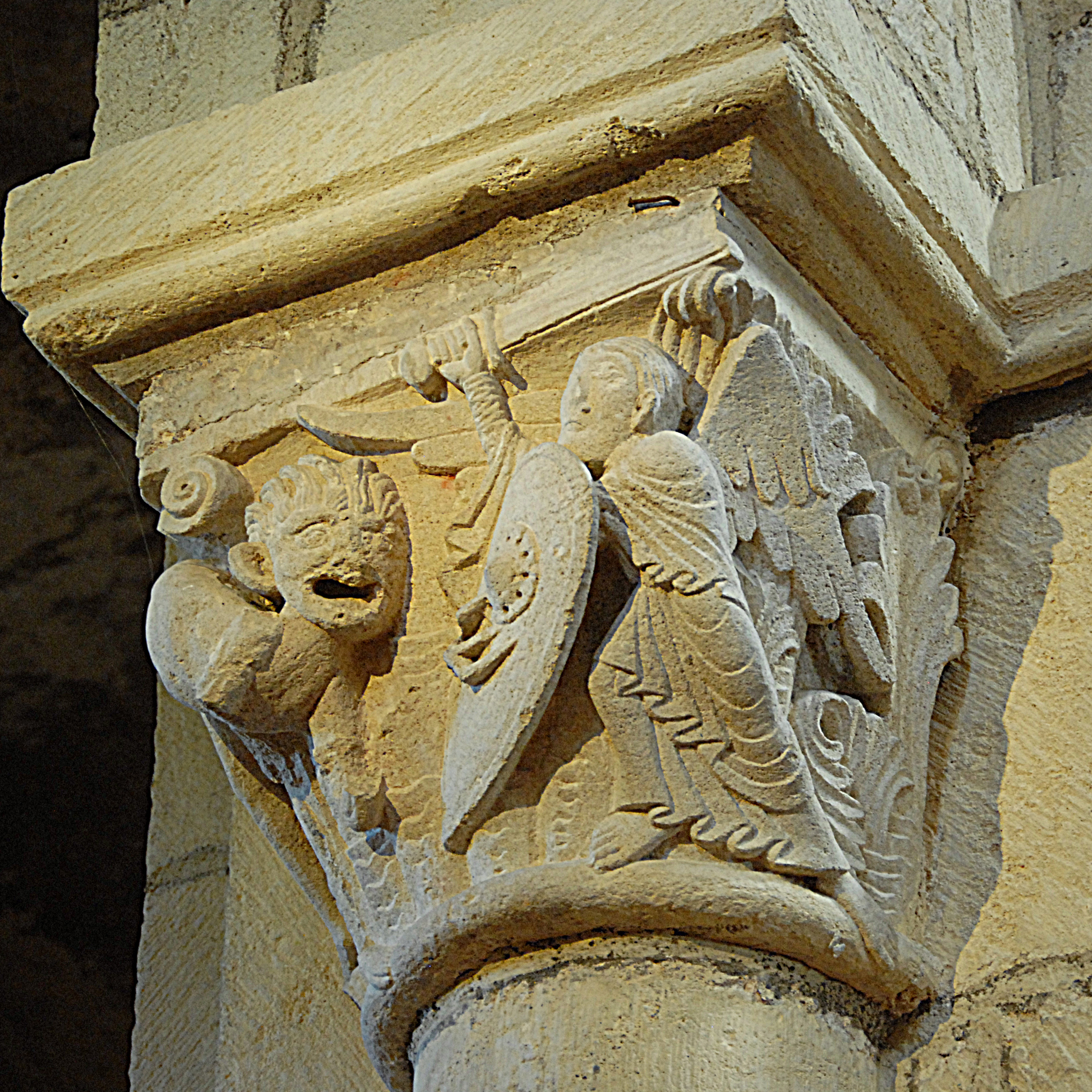
Kapitell, Engel kämpft gegen Monster
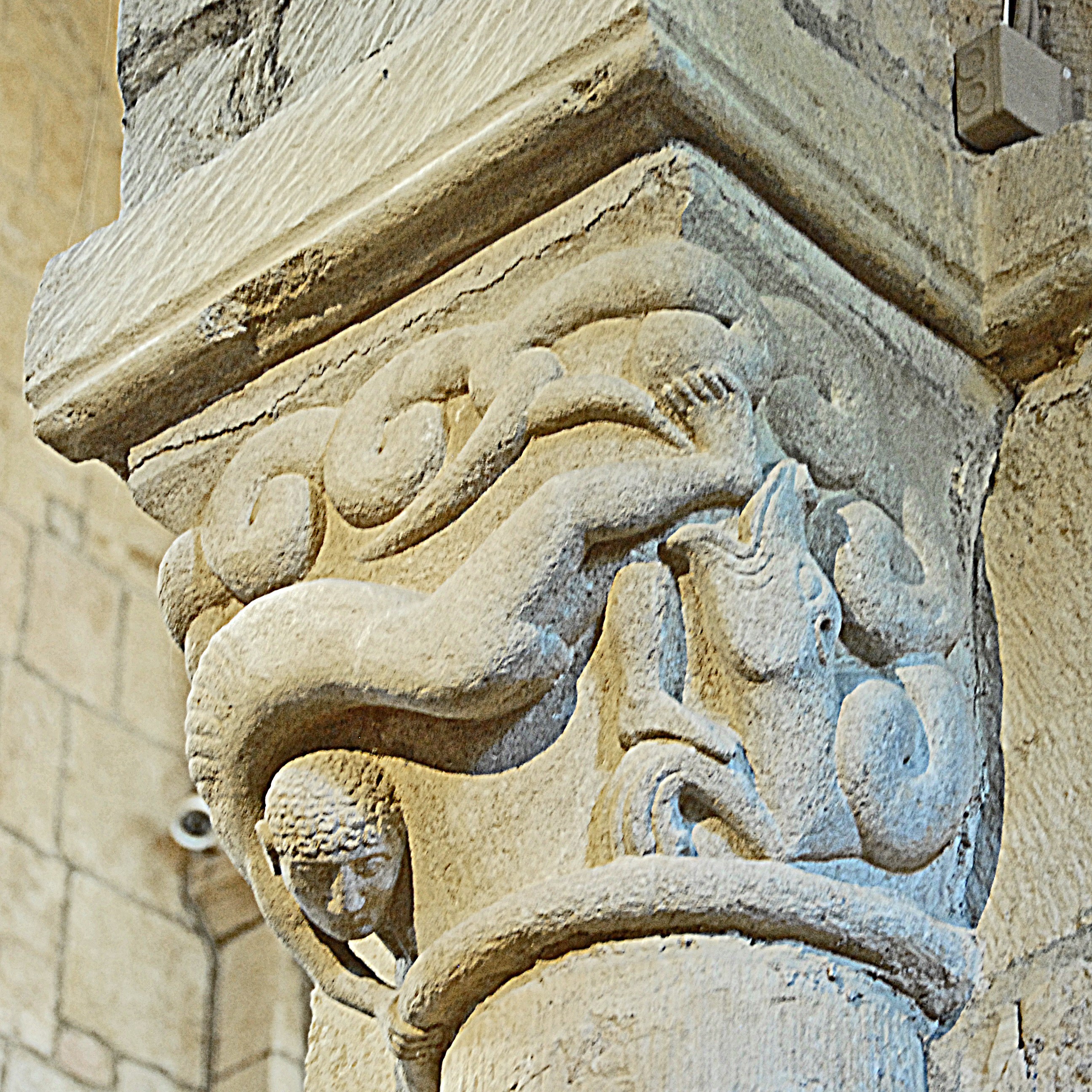
Kapitell, Mensch mit zwei Schlangenmonster
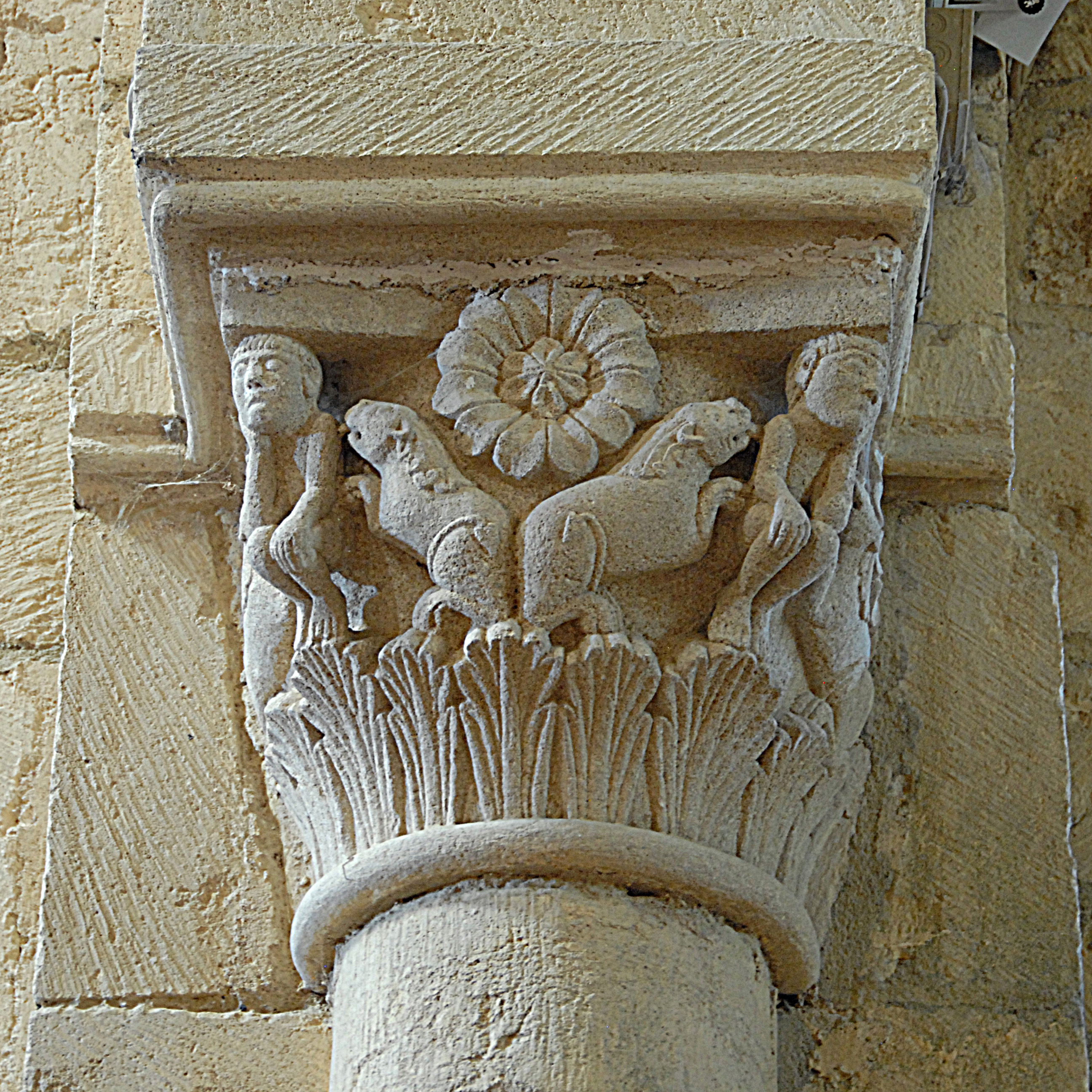
Kapitell, Daniel in der Löwengrube
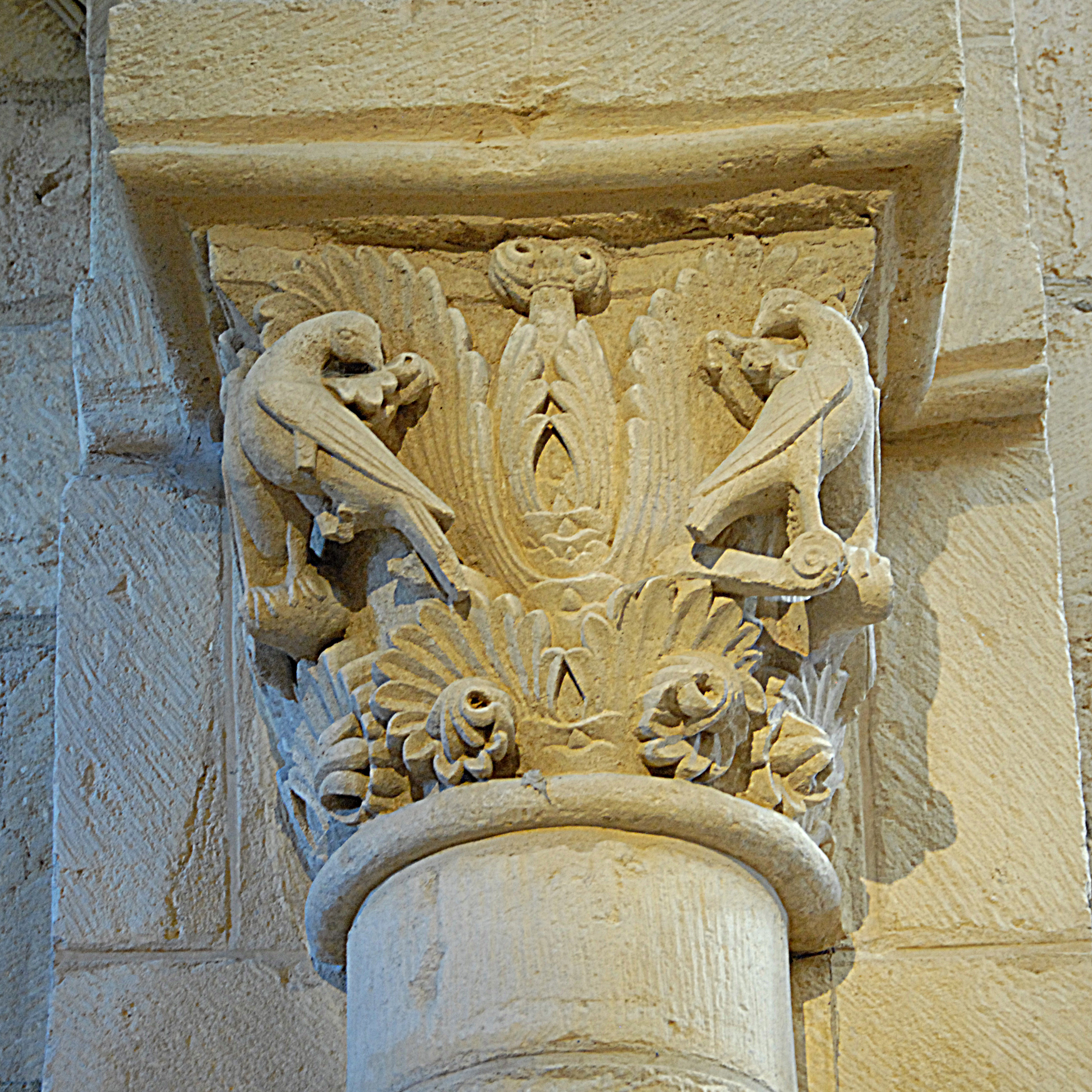
Kapitell, Vögel in Blattwerk
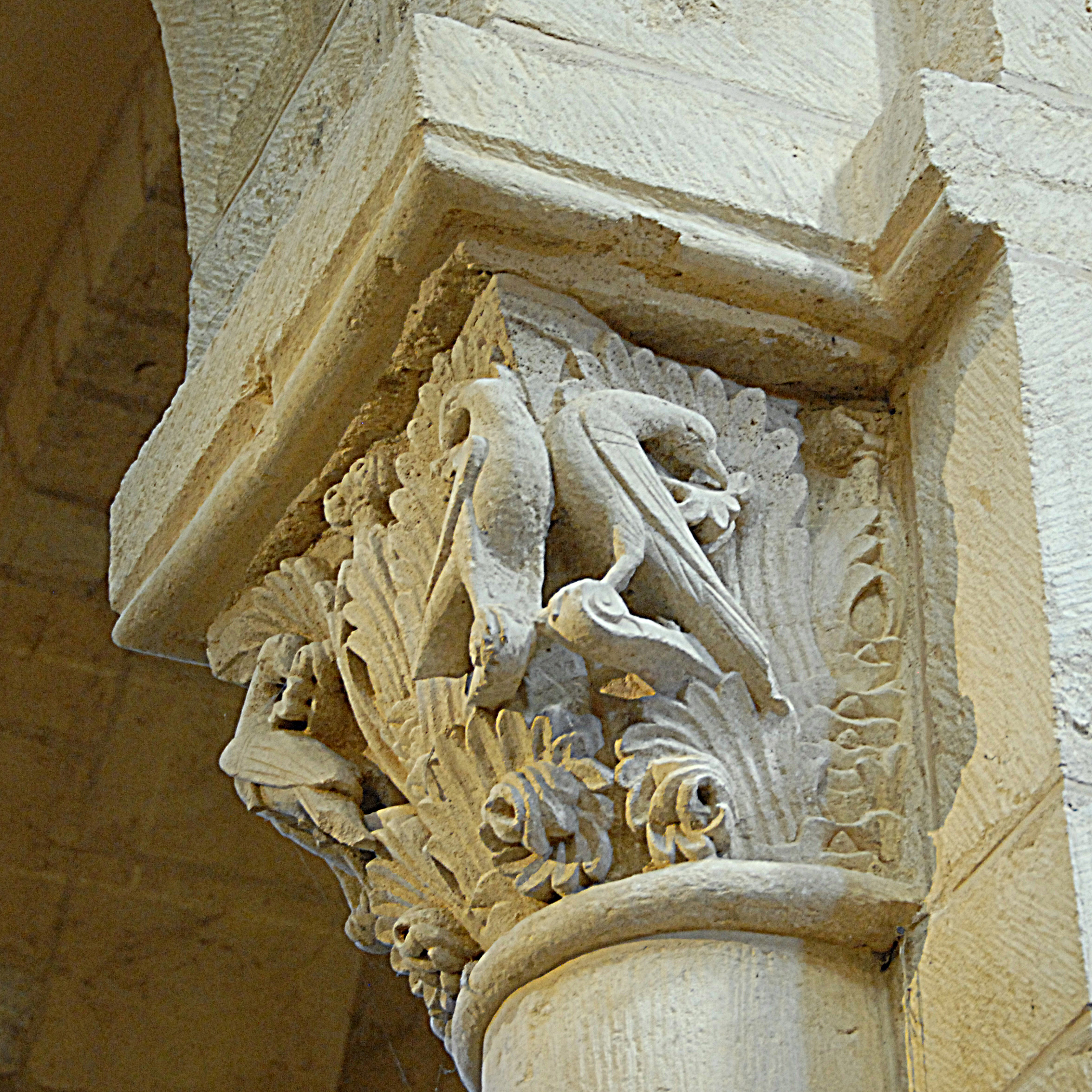
Kapitell, Vögel in Blattwerk
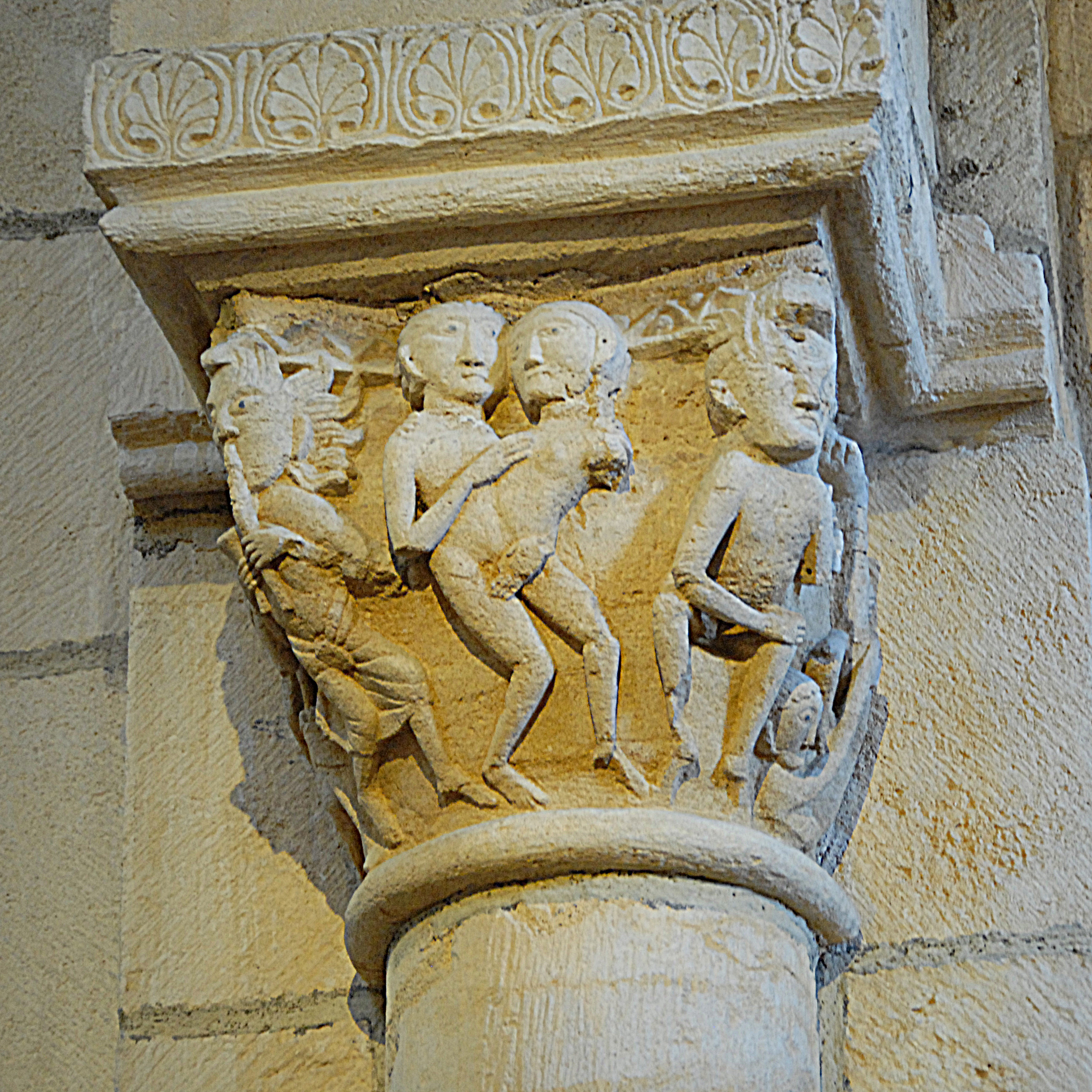
Kapitell, Mensch mit 2 Oberkörpern u. a.

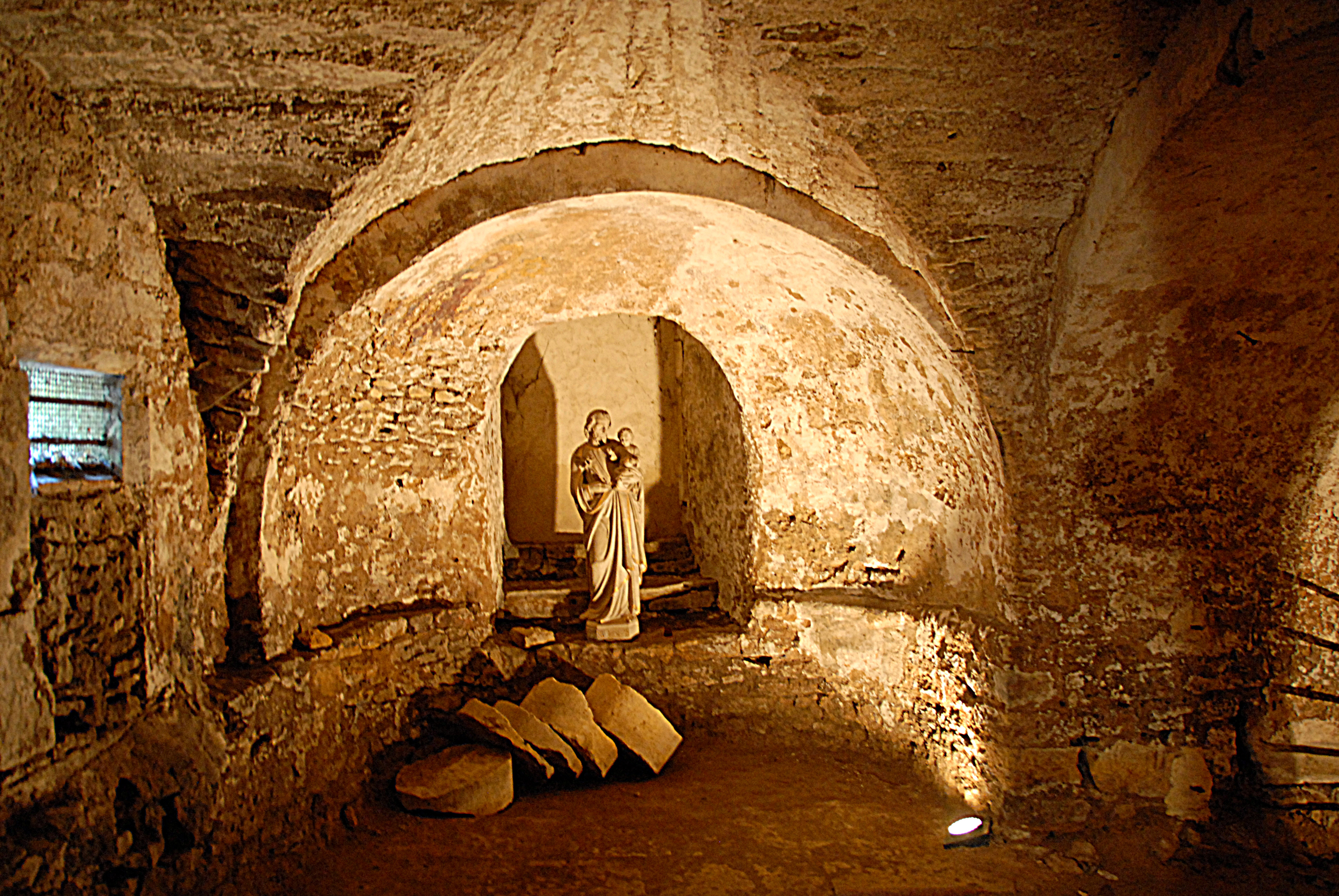
Krypta

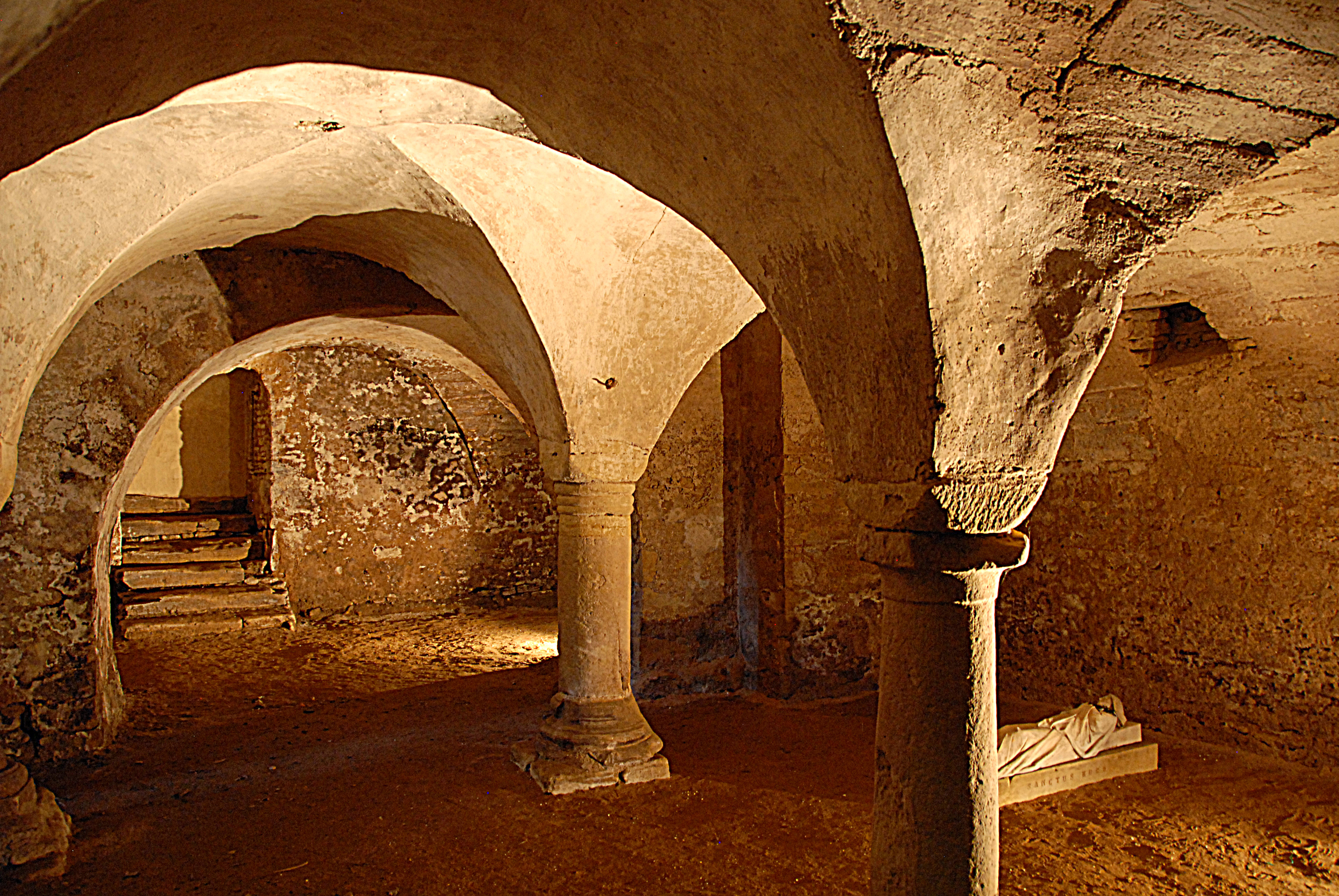
Krypta

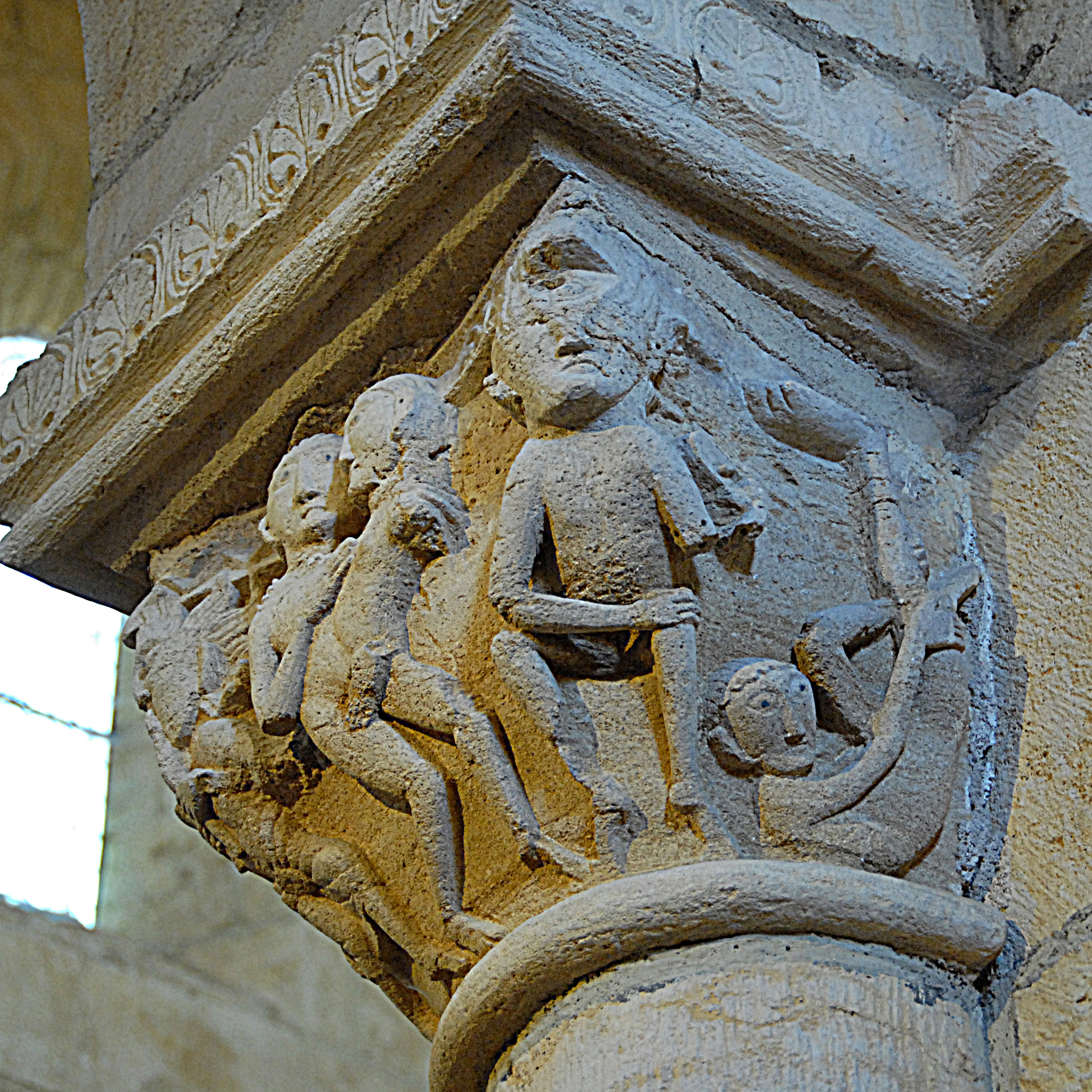
Kapitell, Mensch mit 2 Oberkörpern, rechts
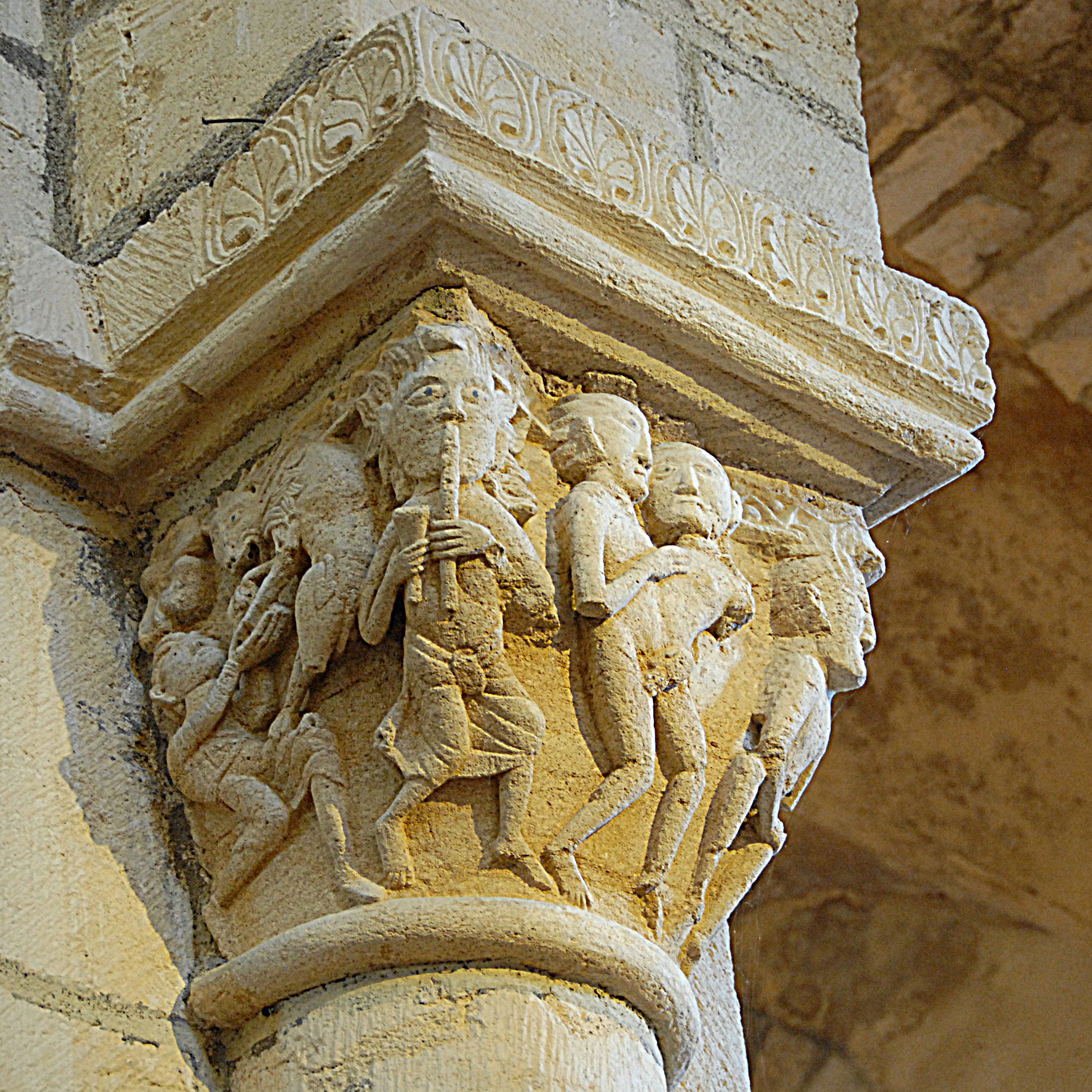
Kapitell, Mensch mit 2 Oberkörpern, links

#### Krypta
Die Krypta ist das älteste Bauteil der Kirche und steht auf einem Grundriss, der in etwa dem Staffelchor ohne die Querhauskapellen entspricht. Das Chorjoch wird mit vier zusätzlichen Pfeilern aus schlanken Säulen unterstützt, über denen  ein Kreuzgratgewölbe die Decke bildet.

## Portal in der südlichen Einfriedungsmauer des Priorats
Zwei weitere Portaltympana des Klosters sind zu nennen: Dasjenige vom ehemaligen Klostereingang aus den Jahren um 1150 befindet sich jetzt im Musee Hieron von Paray-le-Monial

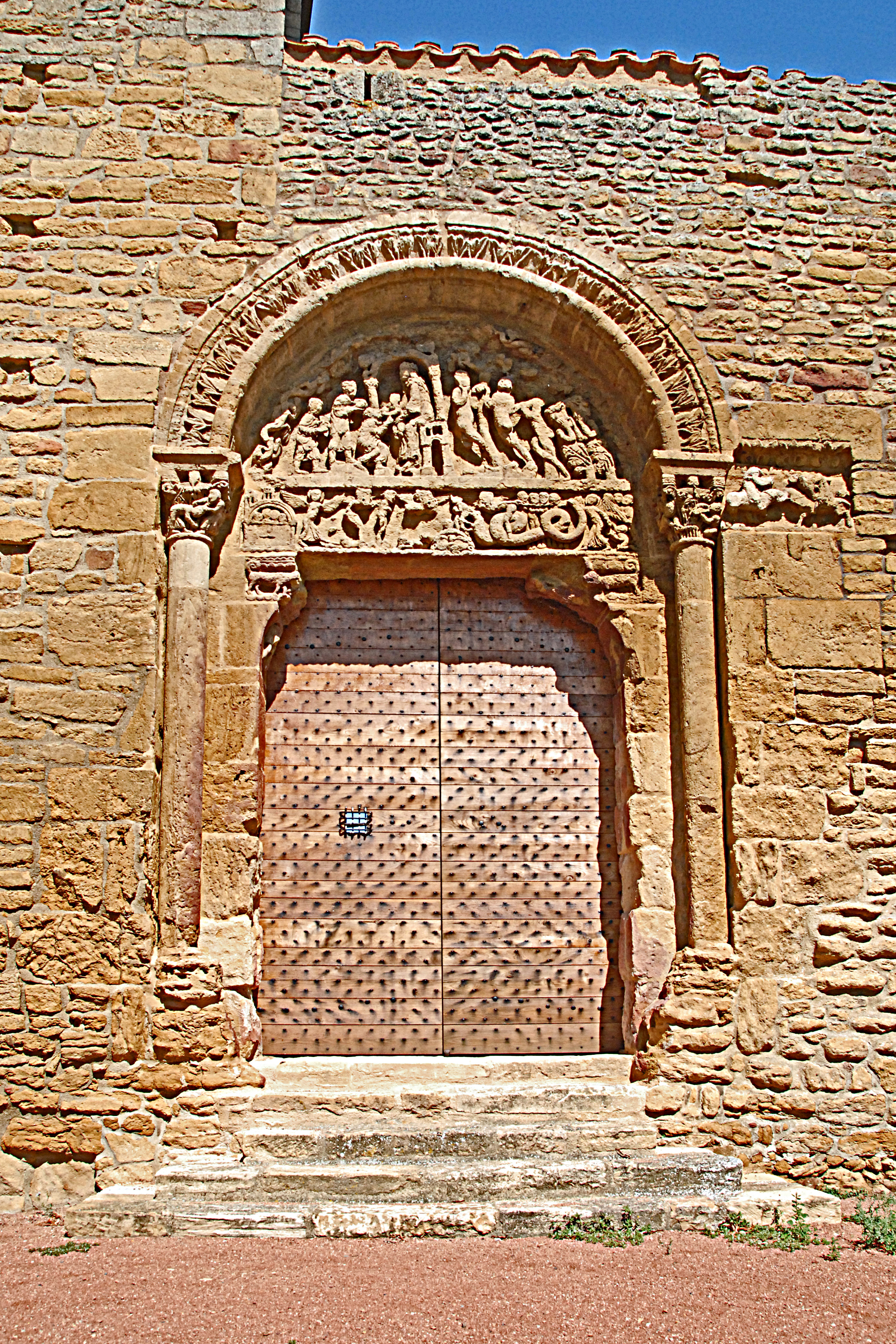
Südportal des Klosters

Anzy-le-Duc besitzt noch ein Tympanon, das sich in der südlichen Klostermauer befindet. Hier sieht man eine völlig aus dem Rahmen fallende Ikonographie, die allerdings durch Verwitterung stark beeinträchtigt ist.
In einem allseitig umlaufenden Wandrücksprung ist eine rundbogige Archivolte eingelassen, die auf schlanken Säulen steht, die mit figürlich skulptierten Kapitellen, profilierten Kämpfern und Basen ausgerüstet ist. Die Basen werden von ehemals kantigen Plinthen und Sockeln knapp einen halben Meter hoch unterfüttert.

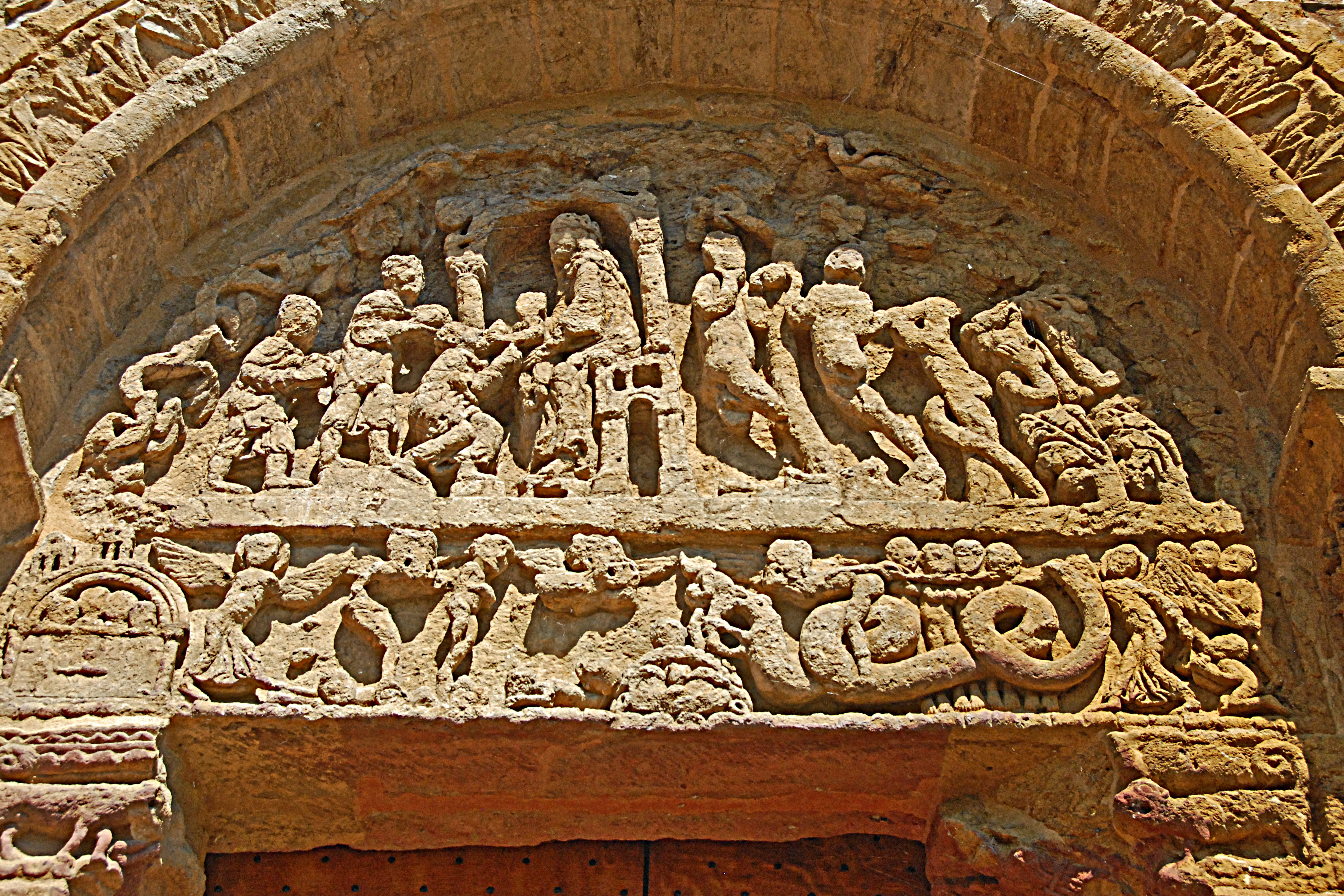
Tympanon mit Sturz

Die innere Kante des Bogens wird von einem Rundstab begleitet, die äußere wird durch ein breiteres Band mit einem schmalen Rundprofil begrenzt. Zwischen diesen Profilen sind in radialer Anordnung Blattfächer eingestellt. Die rechteckige Türöffnung wird beidseitig von hinter den Säulen vortretenden Wandenden und oben vom Türsturz begrenzt. An den oberen Leibungsenden treten Kragkonsolen in die Öffnung hervor, die außenseitig mit je einem Hund dekoriert sind, dessen aufgerissener Rachen zur Türmitte weist und dessen Schweif aufwärts geringelt ist, was Aufmerksamkeit signalisiert. Sturz und Tympanon sind aus einer gemeinsamen Steinplatte gefertigt.
Der unterseitig glatte Architrav liegt auf den seitlichen Kragsteinen und Wandenden auf. Seine untere Kante ist schmal profiliert. Ein kantiges Band trennt auf der Höhe der Kapitellkämpfer Sturz und Bogenfeld. Die Reliefs des Architravs beziehen  sich  auf das Weltgericht. Das Portal zum  Himmlischen Jerusalem wird durch eine Phantasiearchitektur angedeutet, die Auserwählten hocken gedrängt in der linken Hälfte zusammen, begleitet von kleineren  Engeln. Auf der linken Seite wird die Gruppe gefesselten Verdammten von anderen  Engeln ihren höllischen Qualen zugeführt, in Form eines mehrfach verschlungenen Ungeheuers. Als ungewöhnlich kann auch der Stil dieses Reliefs bezeichnet werden. In seiner schlangenartigen Beweglichkeit knüpft er an die Skulptur des Meisters Gislebertus von Autun an. Nur ist hier ein Grad von  Unstabilität erreicht, den dieser noch nicht kannte. Alles scheint zu wanken und zu schwanken. Statt von einem „Kantenstil“ könnte man hier von einem „Kurvenstil“ sprechen.
Das halbkreisförmige Bogenfeld wird von einem kräftigen Profil überfangen, das an das der äußeren Archivolte des Hauptportals erinnert, das aus einer S-förmig in Schlangenlinie gewellten Ranke besteht, in dessen Wellentäler wechselseitig Blätter eingefügt sind. Die Verwitterung hat auch hier ihr zerstörendes Werk getan. Das Bogenfeld ist vertikal in zwei Hälften unterteilt. Im linken ist die Anbetung der heiligen Könige und im rechten der Sündenfall Adams und Evas dargestellt. Die Anbetung der Könige findet vor einer bogenüberdeckten Architektur statt, in der die Gottesmutter zu den Ankommenden hingewandt auf einem Thron sitzt und den Jesusknaben auf dem Schoß hält. Die drei Könige drängen mit ihren Gaben zum Kind, von denen der vorderste auf die Knie fällt. Rechts der Mitte stehen  unbekleidet Adam und Eva vor einem Baum mit einer dicken Frucht. Rechts davon windet sich eine Schlange um einen anderen Baumstamm, Eva scheint mit ihrem Körper ihre Windungen zu imitieren. Am rechten Rand sieht man die beiden nach dem Sündenfall, bis zur Hüfte verdeckt von Sträuchern, ihre Gesichter verbergen sie schamvoll mit den Händen.
Unmittelbar rechts neben dem Rand des Portals ist in Höhe der Kapitelle eine kleine rechteckige, waagerechte Nische eingelassen, in der die Szene eines Turniers von zwei Rittern auf Pferden dargestellt ist, die im vollen Lauf aufeinander zureiten.

Galerie: Details des südlichen Klosterportals
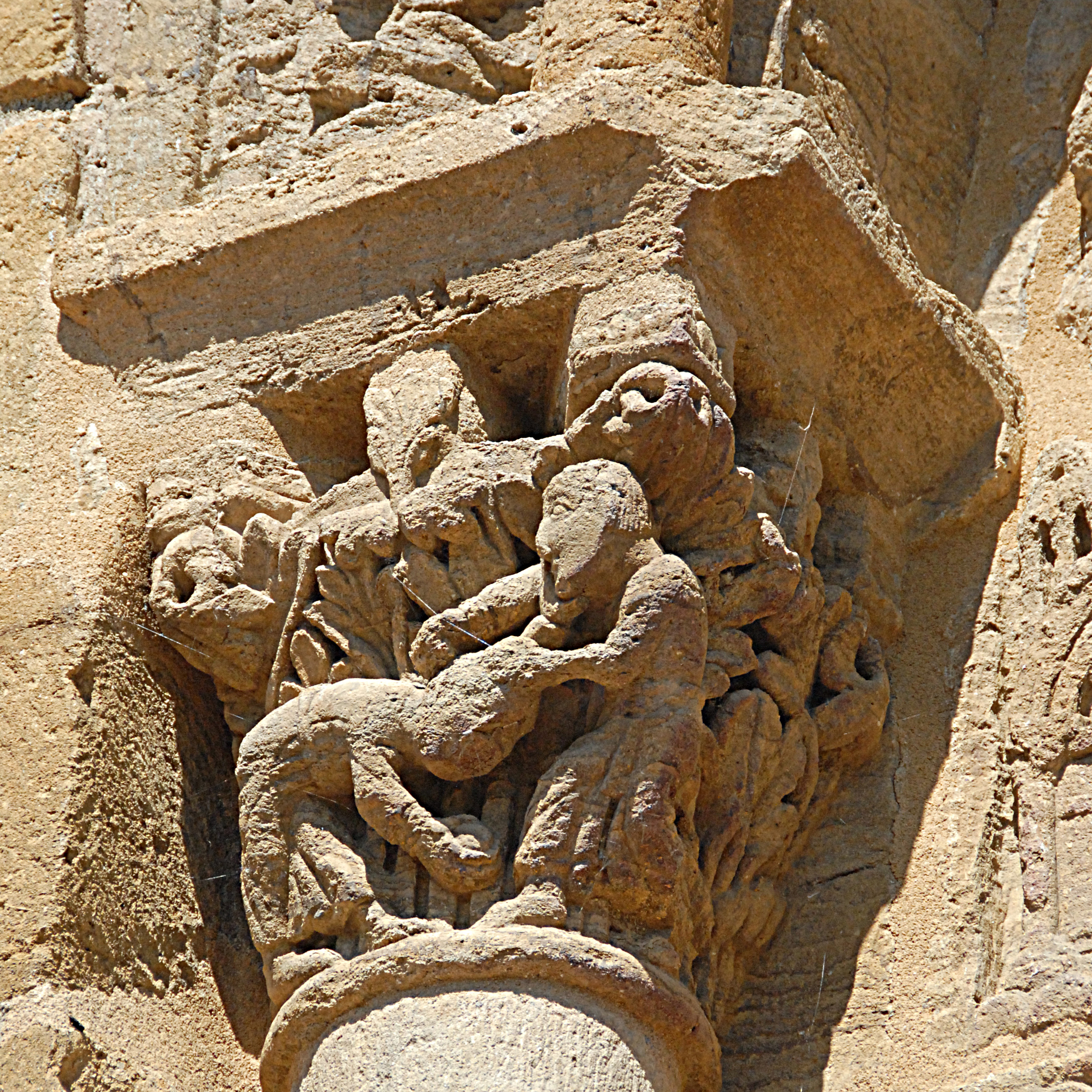
Linkes Kapitell
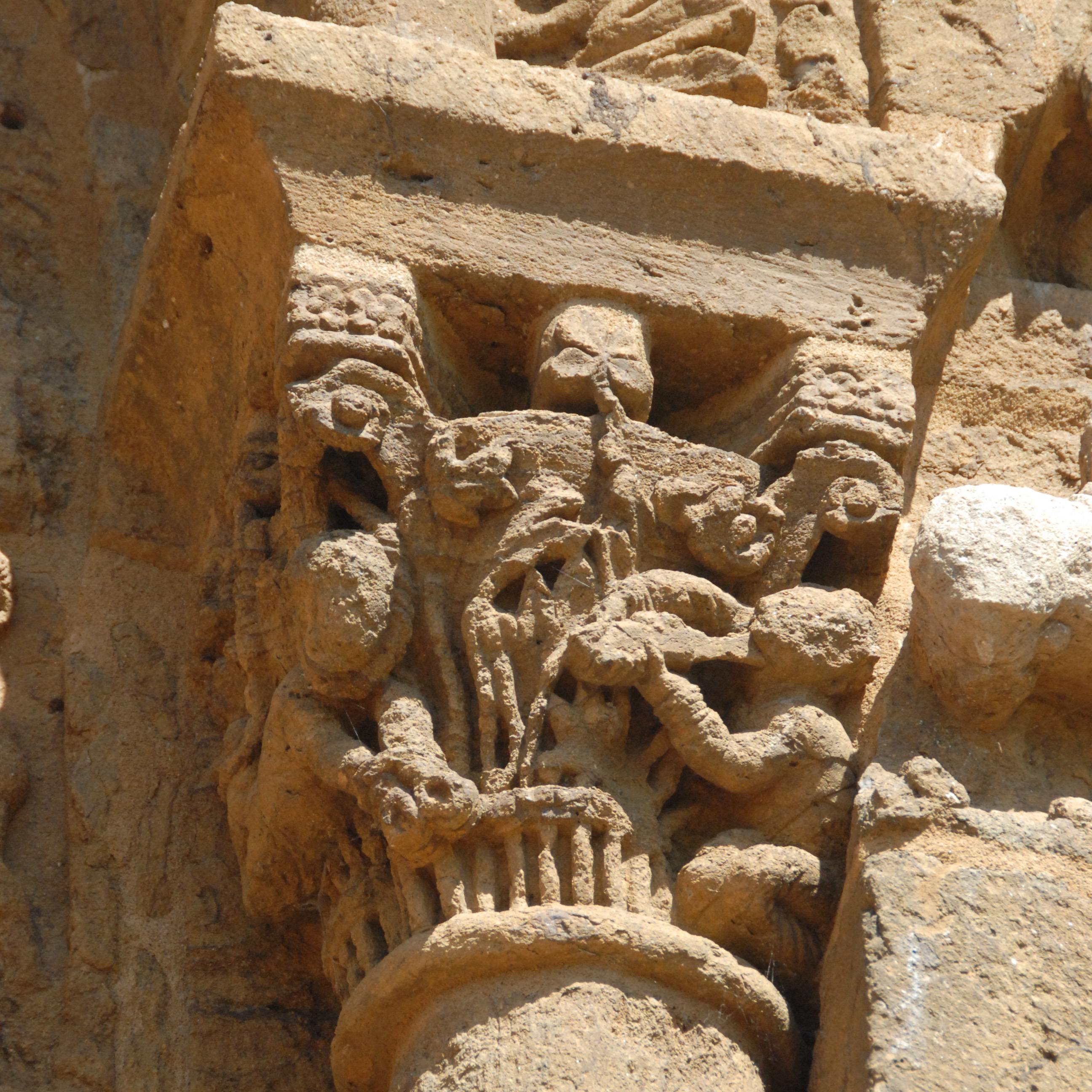
Rechtes Kapitell
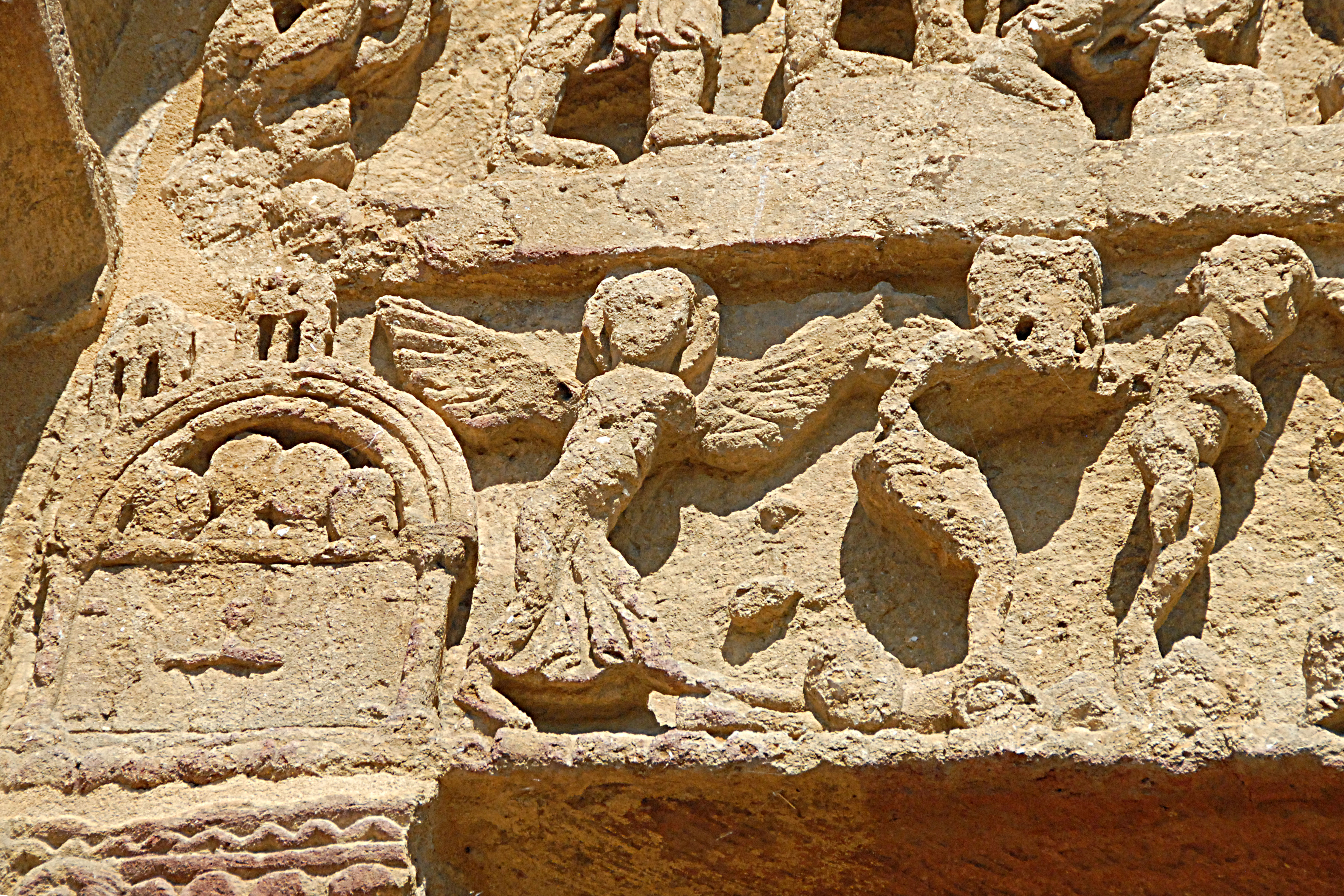
Sturz links
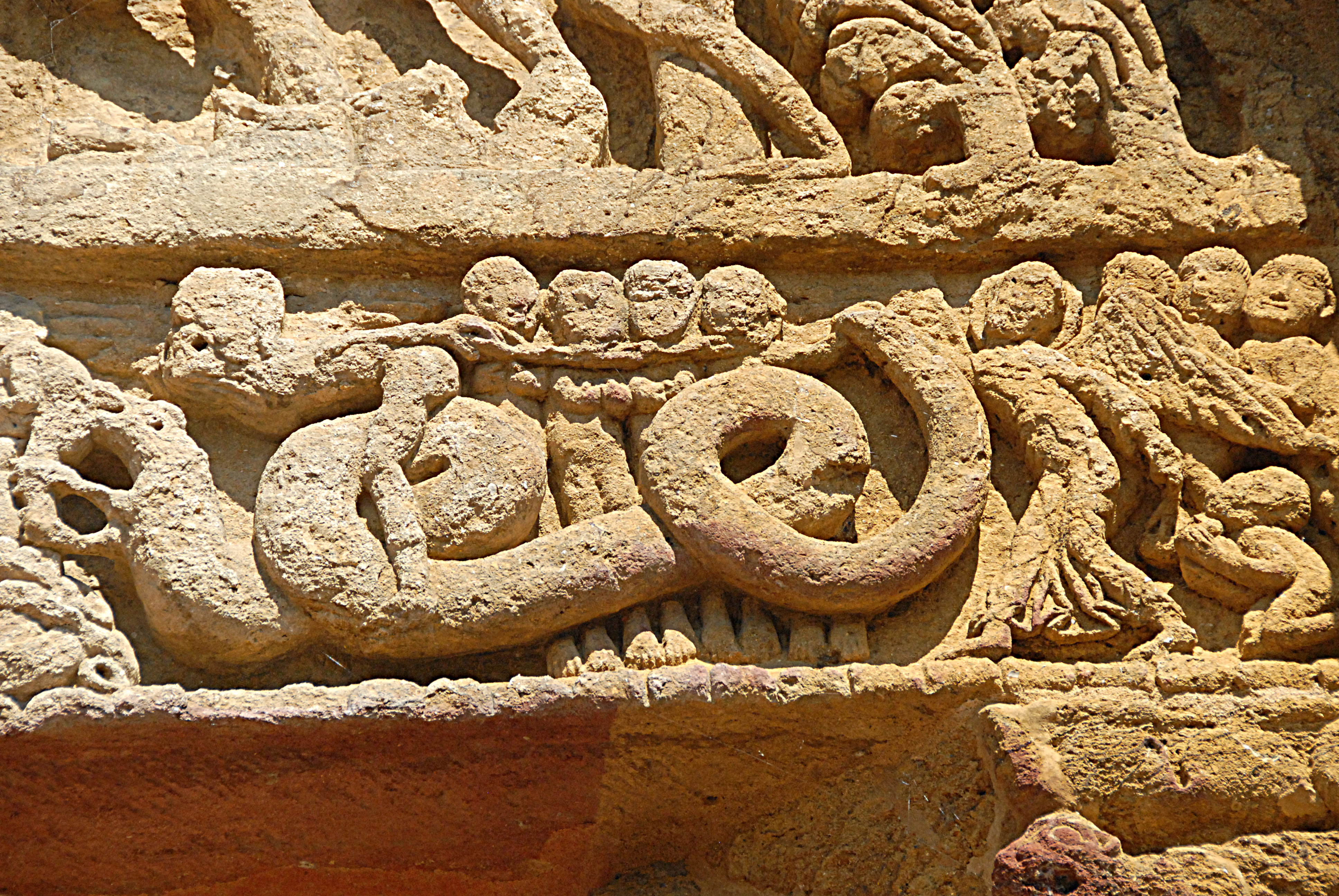
Sturz rechts
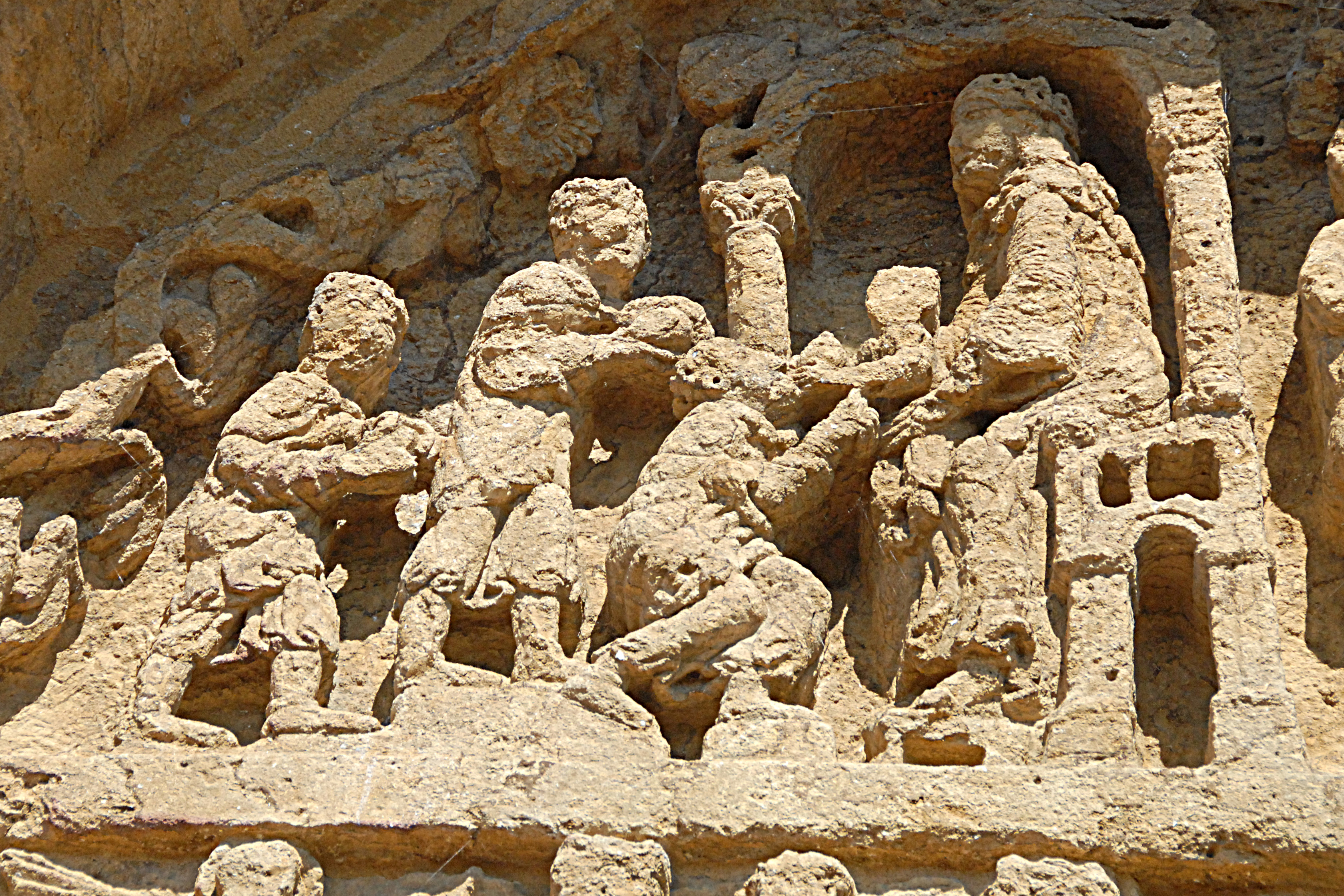
Tympanon links; Epiphanie
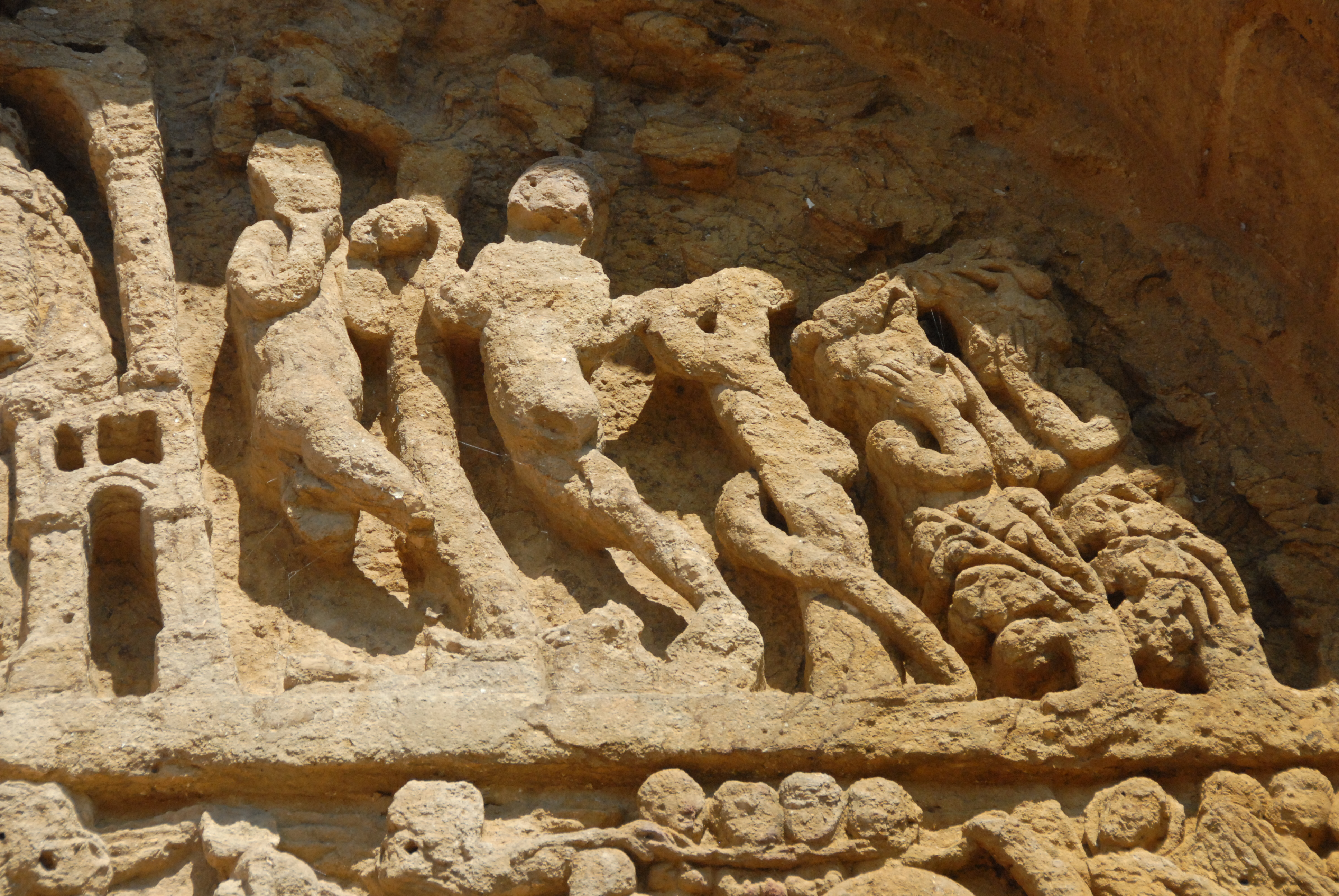
Tympanon rechts; Sündenfall Adam und Evas
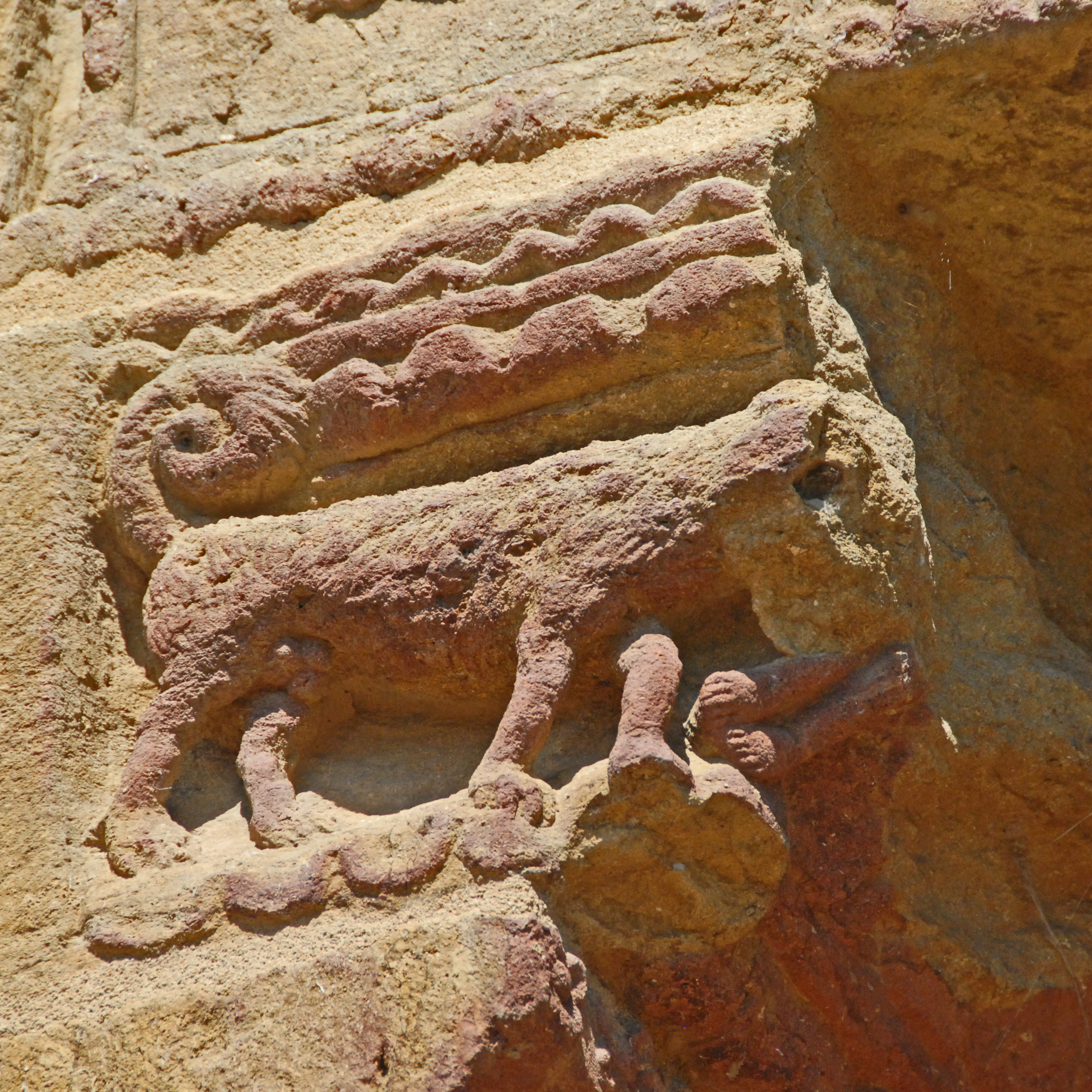
Kragstein links
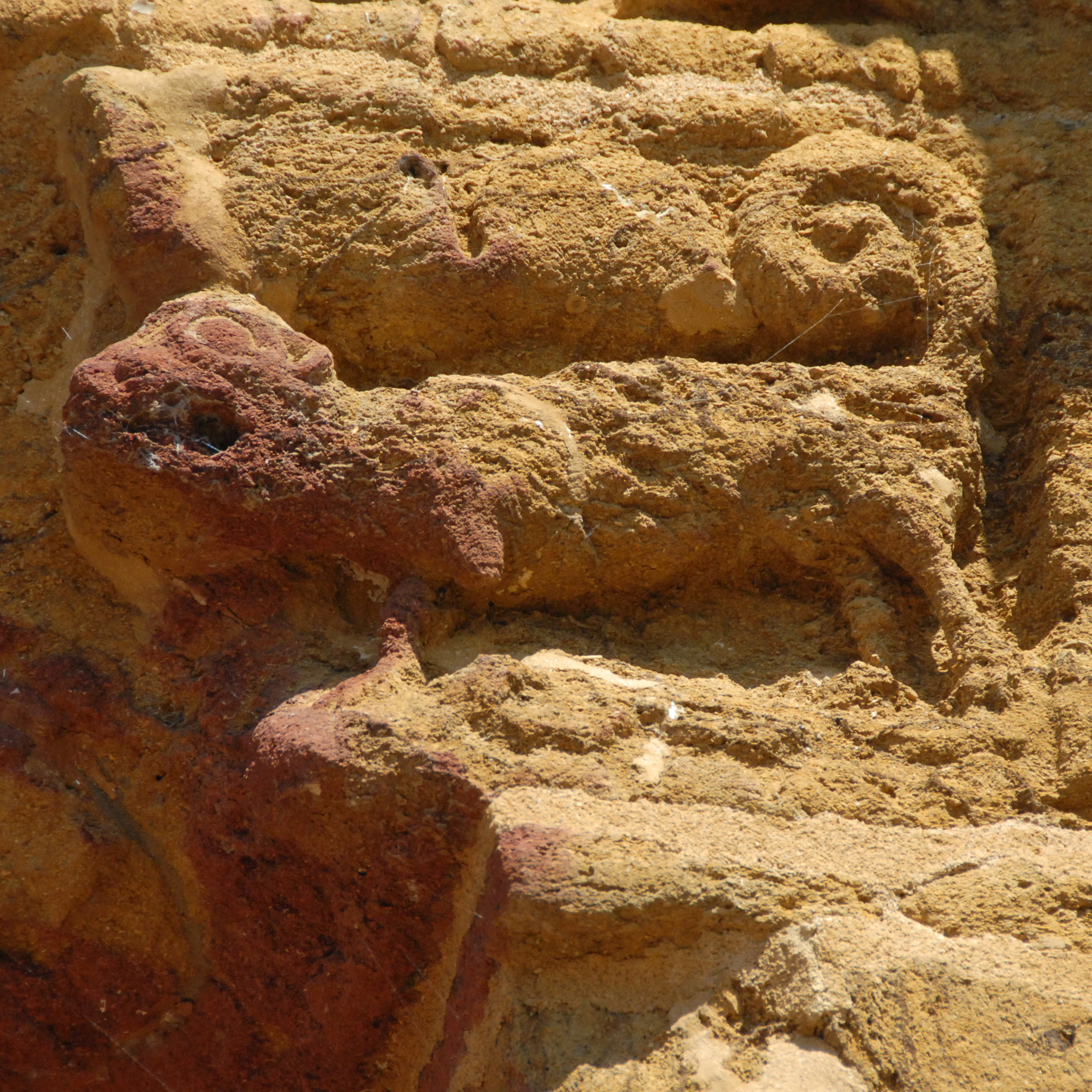
Kragstein rechts

## Literatur

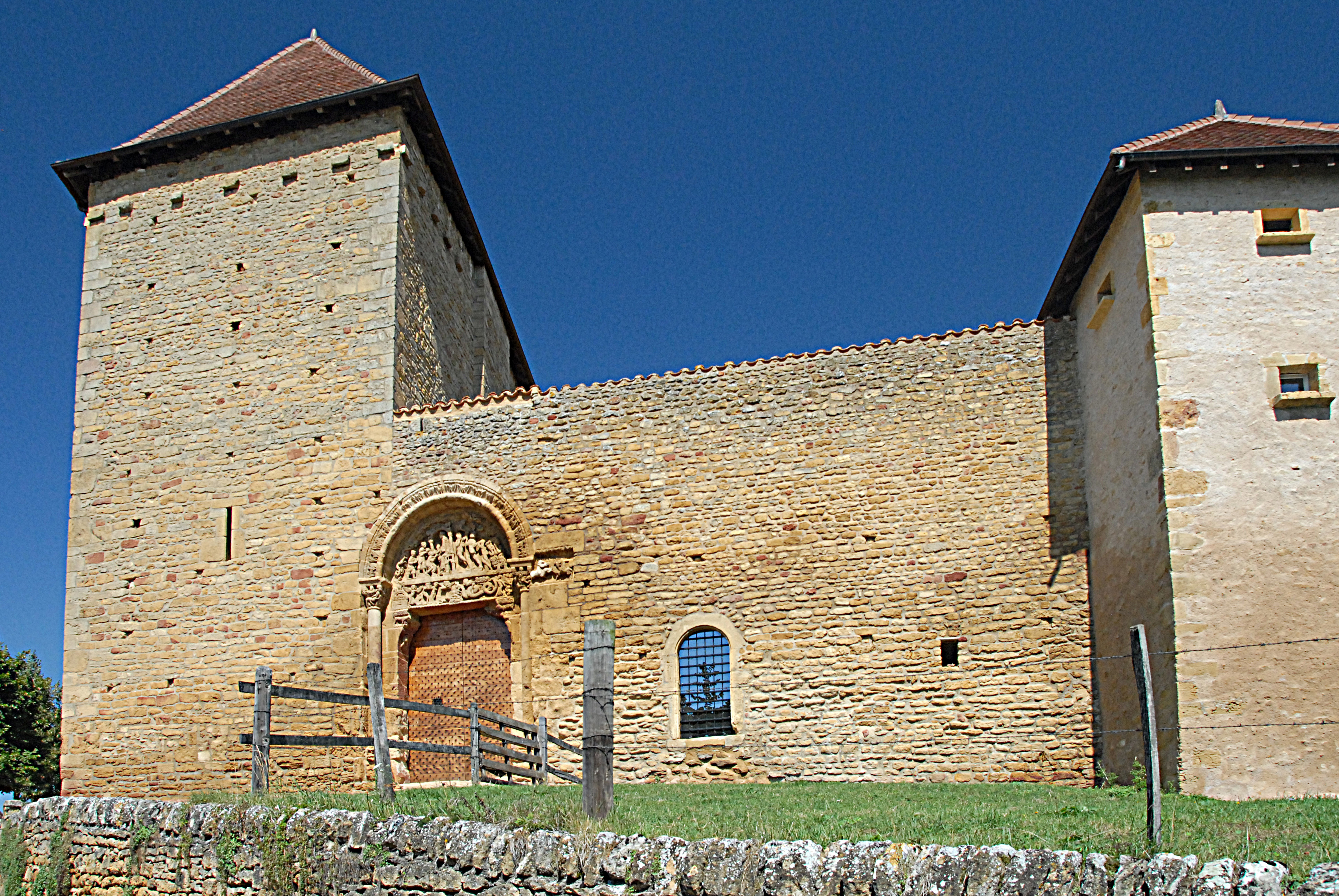
Reste der Klostergebäude

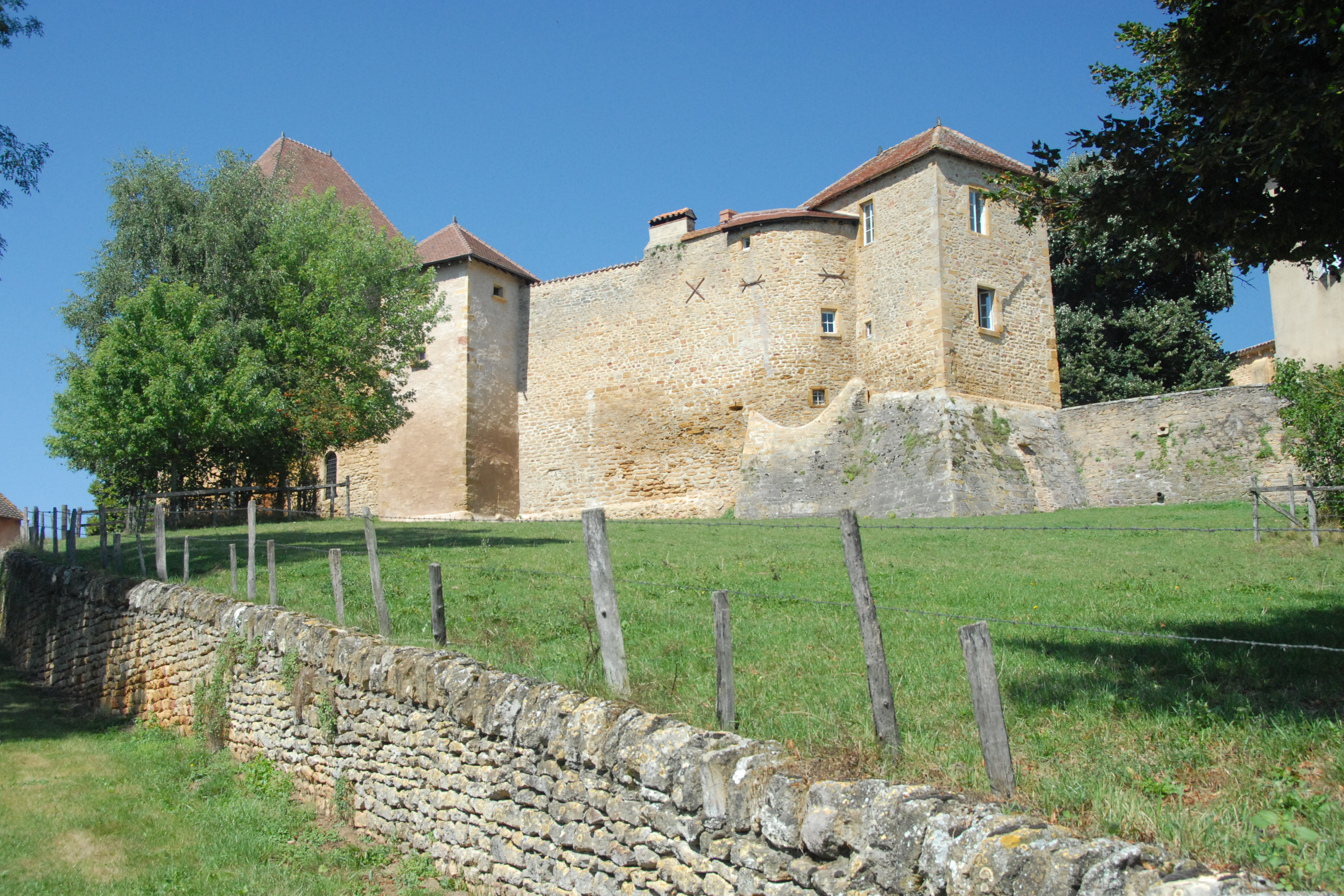
Reste der Klostergebäude